# Ascoli Piceno
Ascoli Piceno (/ˈaskoli piˈʧɛno/ ) è un comune italiano di 45 246 abitanti, capoluogo dell'omonima provincia nelle Marche.
Il centro storico è costruito quasi interamente in travertino e ospita la rinascimentale piazza del Popolo. In epoca medievale era caratterizzato dalla presenza di circa duecento torri, la cui erezione iniziò subito dopo il Mille. Secondo la tradizione, Federico II ne fece distruggere novantuno nel 1242 e la loro riduzione proseguì nei secoli successivi. Ancora oggi conserva diversi esempi di torri gentilizie e campanarie ed è nota come la Città delle cento torri.

## Geografia fisica

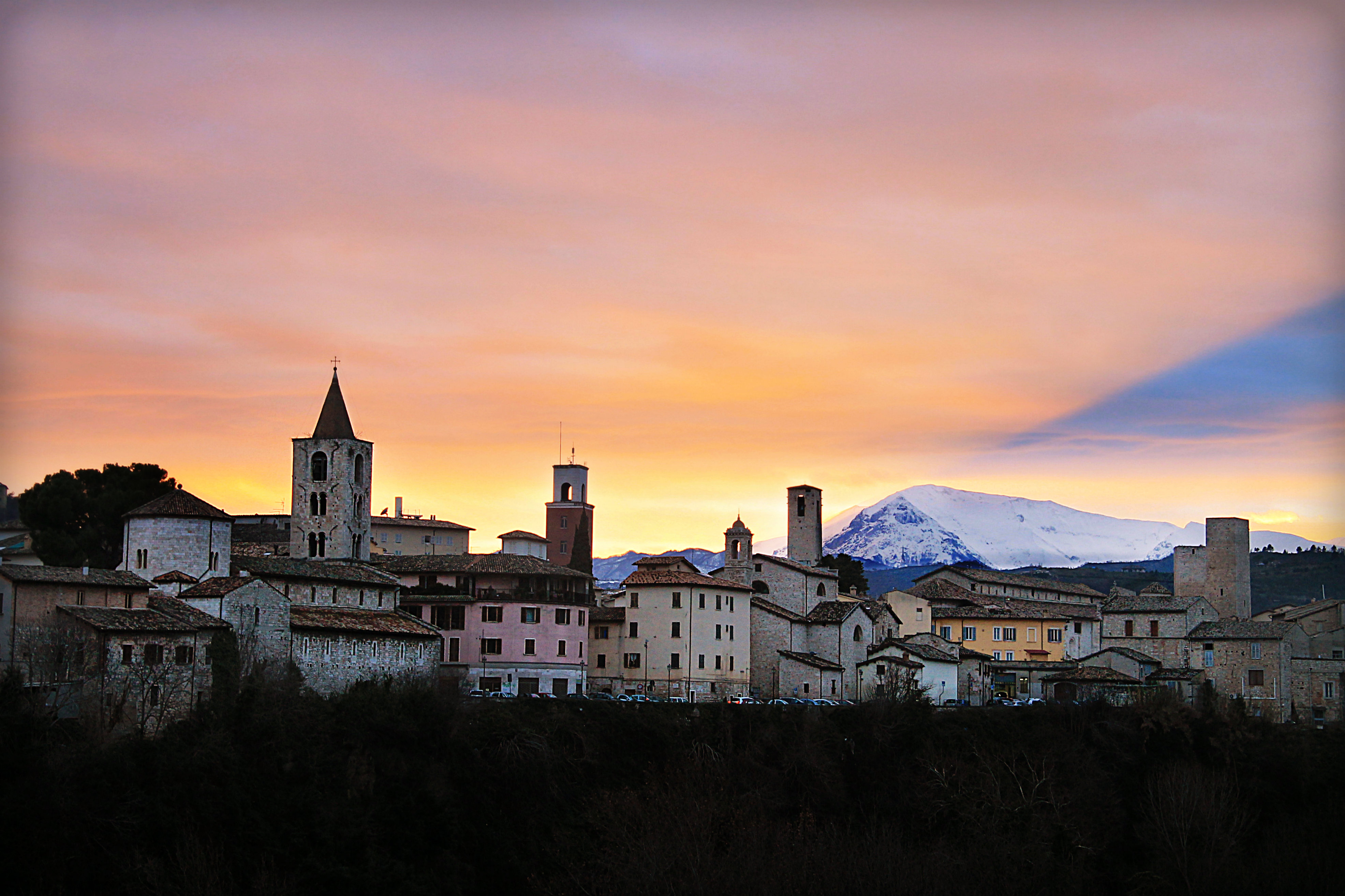
Scorcio della città con il Monte Vettore innevato sullo sfondo

La città si trova nella parte meridionale della regione Marche e dista 28 km dal mare Adriatico. Il suo centro urbano sorge ad un'altitudine di 154 m s.l.m., nella zona di confluenza tra il fiume Tronto e il torrente Castellano, circondato per tre lati da montagne, tra cui vi sono la montagna dell'Ascensione, il colle San Marco e la montagna dei Fiori.
Il suo territorio è contornato da due aree naturali protette: il parco nazionale del Gran Sasso e Monti della Laga a sud e il parco nazionale dei Monti Sibillini a nord-ovest.
Il territorio di Ascoli Piceno è situato nella Valle del Tronto. A nord confina con i comuni di Venarotta, Rotella e Castignano, a est con Appignano del Tronto, Castel di Lama, Castorano e Colli del Tronto, a sud con Folignano, Maltignano e con i comuni abruzzesi di Ancarano, Sant'Egidio alla Vibrata, Civitella del Tronto e Valle Castellana, ad ovest con Acquasanta Terme e Roccafluvione.
Nella classificazione sismica della protezione civile è identificato come Zona 2, cioè zona a sismicità media, mentre nella classificazione climatica è contrassegnato come Zona D.
Ascoli Piceno ha un'exclave (Piana della Forcella, 0,5 km quadrati) compresa tra il comune di Acquasanta Terme, quello di Roccafluvione e un'exclave di quest'ultimo (Forcella).

### Fiumi e torrenti

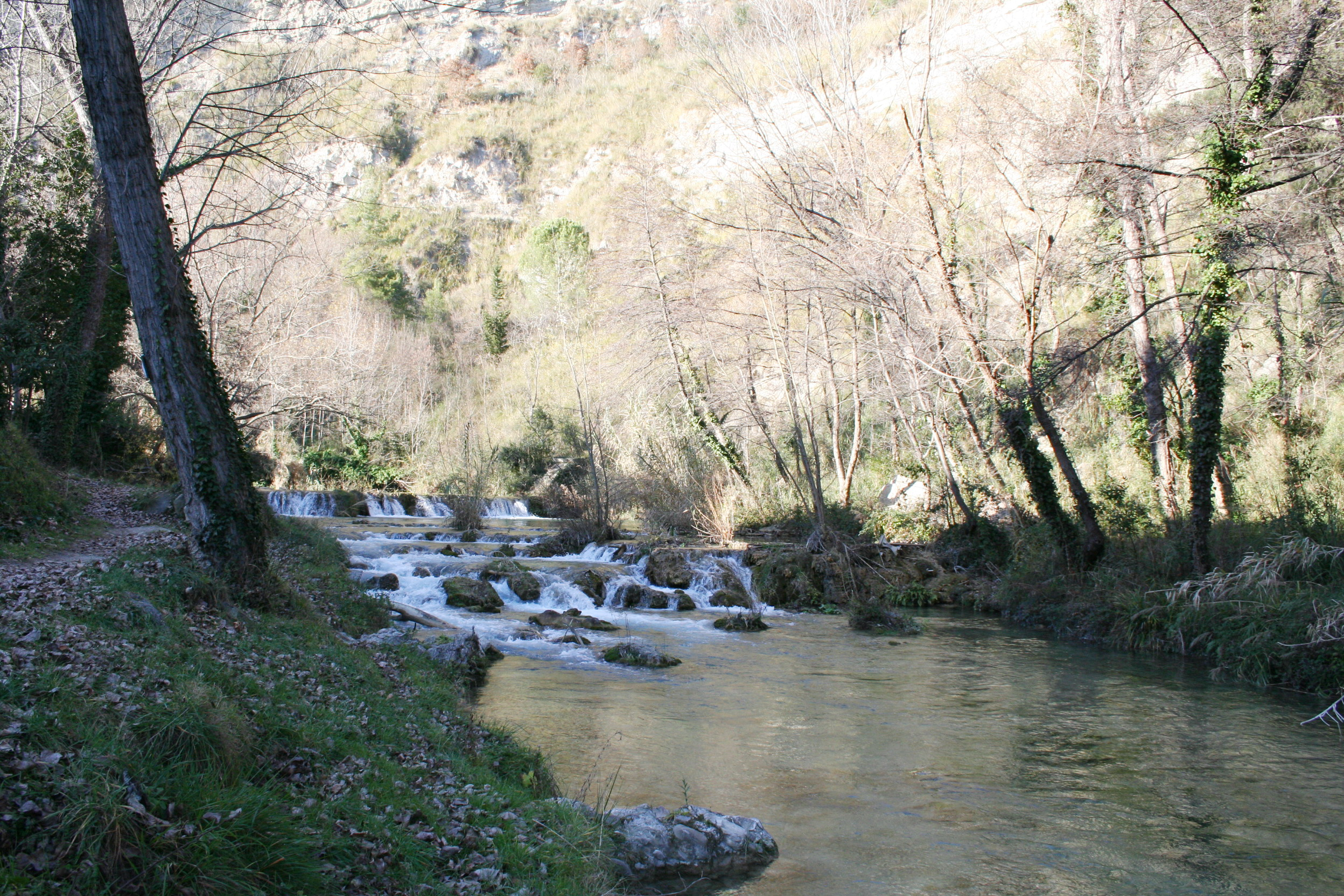
Il torrente Castellano nei pressi della Cartiera papale

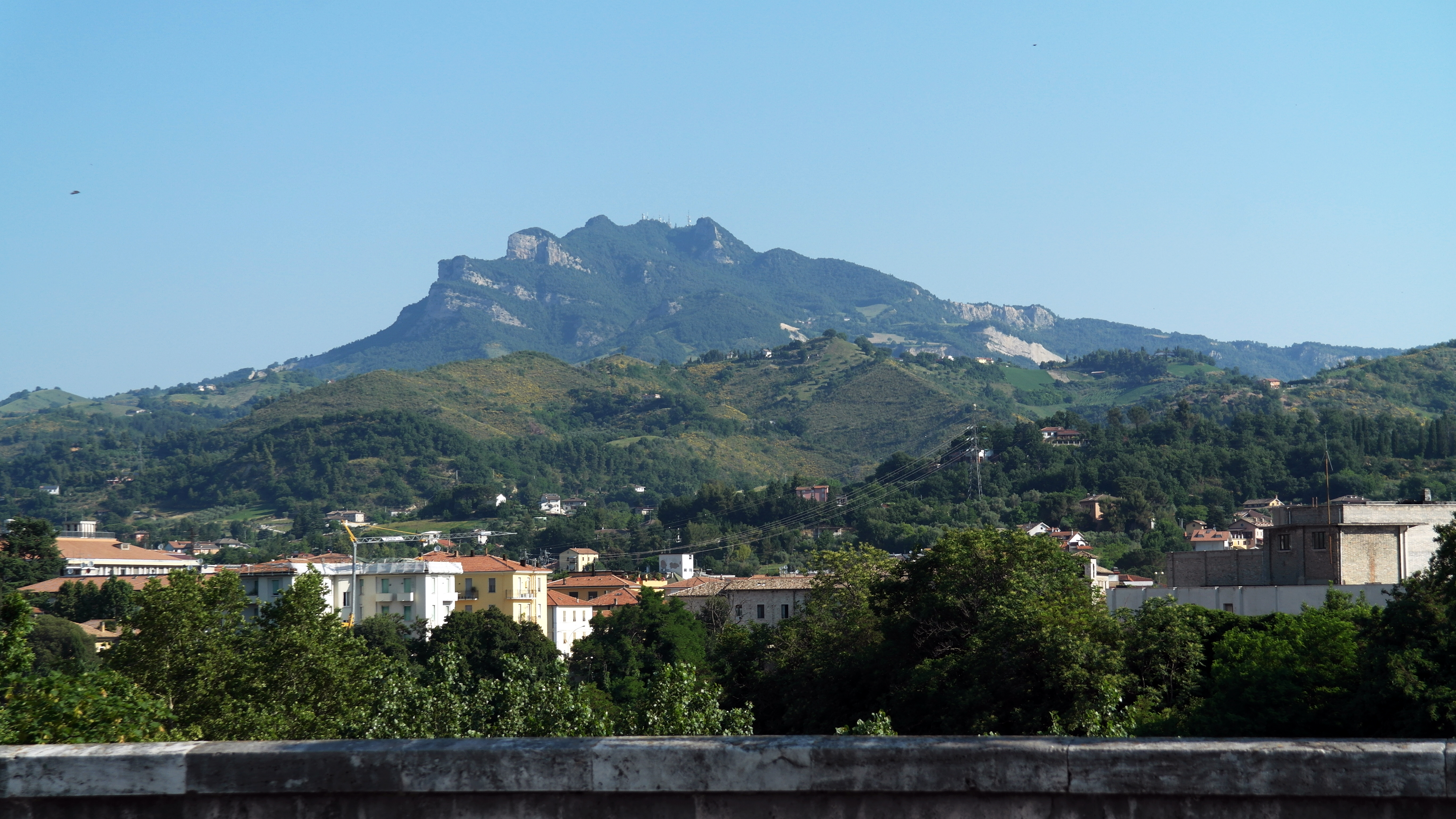
Il monte Ascensione visto dal ponte Maggiore

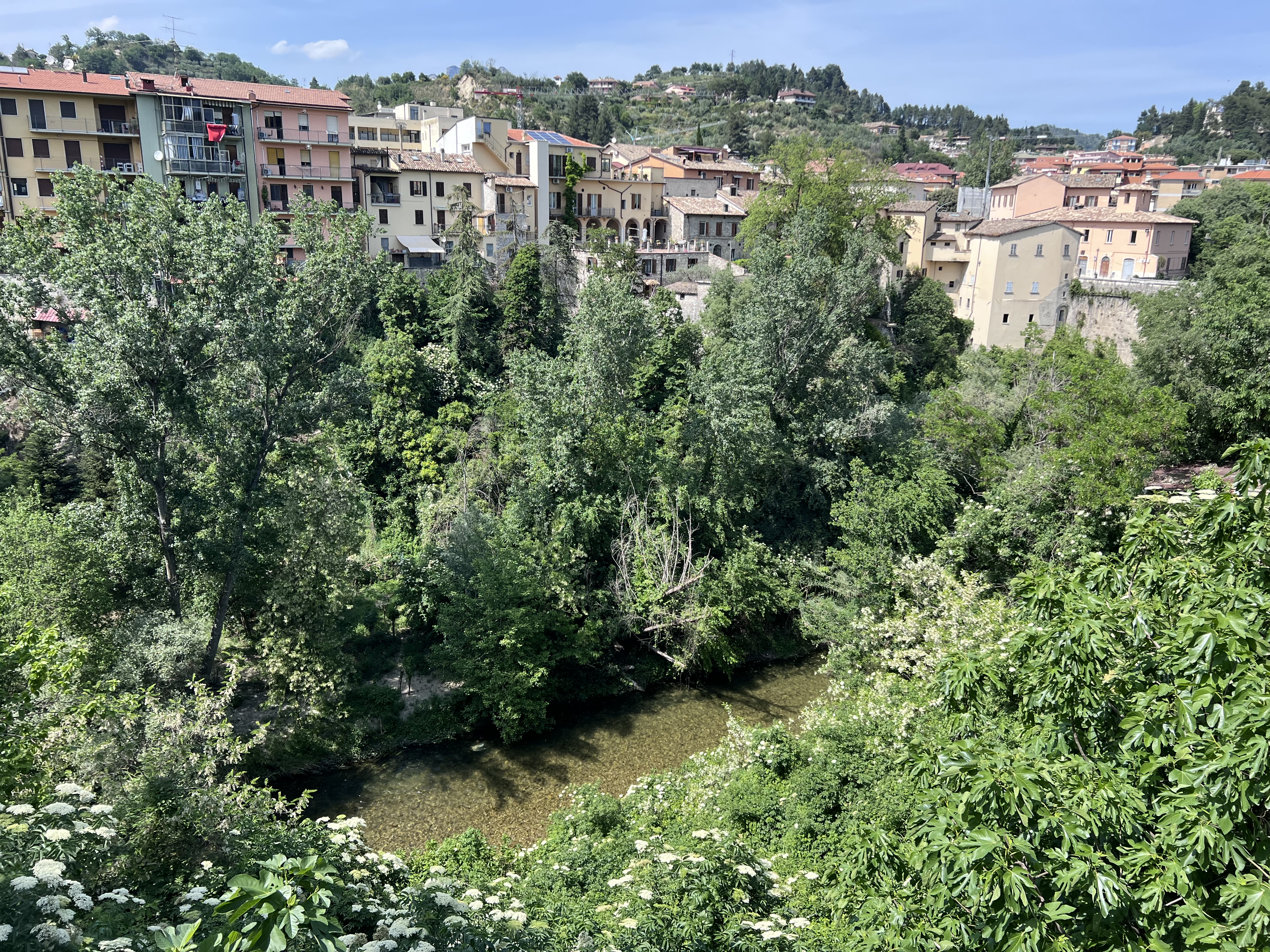
Il fiume Tronto, principale corso d’acqua della città

- Il fiume Tronto, principale corso d’acqua della città Fiume Tronto
- Torrente Castellano
- Torrente Chiaro
- Torrente Lama

### Monti
- Montagna dei Fiori (1814 m s.l.m.)
- Monte Ascensione (1110 m s.l.m.)
- Colle San Marco (694 m s.l.m.)
- Collina del Sacro Cuore (214 m s.l.m.)

### Clima
Il clima della città di Ascoli è di tipo subappenninico, trovandosi a ridosso di importanti catene montuose. Gli inverni sono umidi e freschi, e quando le correnti balcaniche giungono fin sul medio Adriatico, in città si assiste a precipitazioni nevose e un forte abbassamento della temperatura. Talvolta, le nevicate possono risultare piuttosto intense e persistenti, esaltate dal fenomeno dello stau appenninico. Tra le ondate di gelo più intense negli ultimi 20 anni, con accumuli nevosi importanti, spesso superiori al mezzo metro di manto bianco al suolo, si rammentano quelle di gennaio 1993, dicembre 1996, gennaio 1999, gennaio e febbraio 2005, dicembre 2007, oltre alle copiosissime nevicate del febbraio 2012 e del gennaio 2017.
Sono frequenti gelate notturne, mentre il fenomeno della nebbia risulta assai raro in città, mentre appare più frequente in alcune aree della vallata del Tronto. Le estati risultano calde e con precipitazioni poco frequenti per lo più dovute ad improvvisi e a volte violenti temporali pomeridiani. Nella conca ascolana nei giorni più caldi si possono raggiungere temperature di 37°- 38°, ma generalmente le serate estive sono stemperate da fresche brezze che dall'Appennino si incanalano nella vallata e rinfrescano decisamente le temperature notturne. La temperatura media del mese di gennaio si attesta sui 5°- 6° mentre quella di luglio sui 24°- 25°.

## Origini del nome

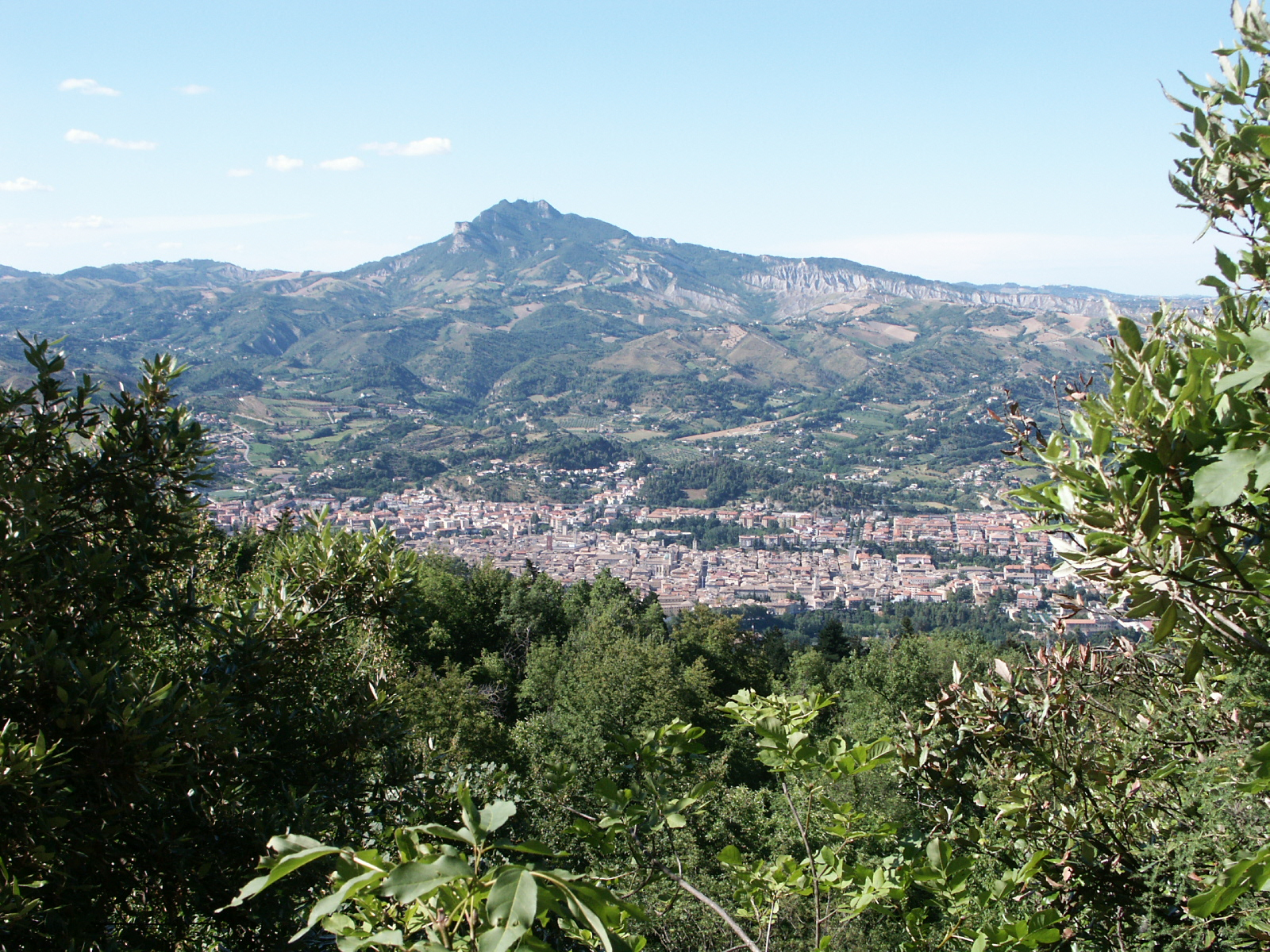
Un'immagine della città di Ascoli Piceno vista dal colle San Marco

Nel corso del tempo la città fu identificata con il nome greco-romano di Asculon (Ἄσκουλον) ed Asclos, Strabone la chiamò in greco nella variante Asclon (Ἃσκλον τὸ Πικηνόν); la Tavola Peutingeriana la citò come Asclo Piceno; Paolo Diacono solo Asculus. Ad Ascoli il termine Picenum fu accostato già da Giulio Cesare che la chiamò Asculum Picenum sia per distinguerla dalla città dell'Apulia, Asculum Apulum ora Ascoli Satriano, e sia per riconoscere la sua posizione di appartenenza alla regione del Picenum Suburbicarium.
Durante il periodo delle invasioni gote e longobarde vi fu un imbarbarimento della lingua ed Asculum divenne solo Esculum senza l'aggiunta di Picenum. Intorno all'anno 1000 la denominazione della città sui documenti e sugli statuti dell'epoca fu Esculo che in seguito si trasformò in Asculo ed intorno al 1700 divenne Ascoli.

### Ascoli
Le radici del nome Ascoli non sono prive di dubbi legati alla sua etimologia. Lo studioso Giuseppe Marinelli scrive che la nascita dell'insediamento risalirebbe a 1600 anni prima della fondazione di Roma, quando nel territorio vi fu la presenza di genti, non originarie del luogo, che vissero nell'area cittadina dedicandosi alla caccia e alla pastorizia ma delle quali non sono sopravvissuti segni che consentano di profilare la loro cultura di appartenenza. Partendo da queste considerazioni è alquanto arduo e incerto delineare congetture che risolvano con certezza una fondata etimologia della denominazione.
Umberto Laffi definisce il toponimo di origine illirica ed ipotizza che la denominazione dell'insediamento umano dell'età neo-eneolitica assunse in latino la forma di Asclum o Asculum.
Gaetano De Minicis e Giuseppe Colucci riportano l'ipotesi del canonico Alessio Simmaco Mazzocchi che attribuisce la derivazione del nome della città alla parola ebraica Escol (escol bortus), traducibile come grappolo d'uva. Da questa interpretazione si dedurrebbe che l'area fu ricca e lodata per la presenza di piante di vite.
Il Colucci, sull'origine del toponimo, aggiunge un'altra possibile interpretazione e sostiene che il popolo degli Opici, noti anche come Ausoni, arrivò nella valle del Tronto e fondò la città dandole il nome di Aescolo da Aesculus, ossia l'eschio, una varietà di quercia largamente presente nel territorio.
Giuseppe Marinelli riferisce che l'etimologia potrebbe essere ricondotta ad "AS", radice egeo-anatolica che esprime i concetti di “luogo di dimora" ed "insediamento urbano”.
Dalle fonti classiche, ed in particolare da una leggenda anteriore all'anno 1000 a.C., si apprende la storia del re Aesis, riportata da Silio Italico, poeta latino, il quale attribuisce il termine Ascoli alla derivazione dalla radice "as" dal nome del re, detto anche Esio re dei Pelasgi. Secondo questa tradizione Aesis fu colui che condusse la popolazione pre-ellenica nella risalita della costa adriatica approdando alla foce del fiume Tronto. I Pelasgi, dopo aver percorso la valle verso l'entroterra, si stanziarono sul colle Pelasgico o monte Pelasgo, l'attuale colle dell'Annunziata, dove eressero un recinto sacro e si fusero con gli abitanti del territorio dando inizio ad un primo insediamento urbano.
La leggenda e le affermazioni di Silio Italico non hanno però trovato conforto nei riscontri archeologici del territorio. La teoria etimologica trova ed assume rilevanza in quanto aiuta a spiegare anche altri toponimi legati al Picenum come Aso e Jesi, anch'essi riconducibili dalla radice "as", tipica e diffusa nel linguaggio egeo-anatolico.
Esiste anche un'altra leggenda che confermerebbe l'origine e la provenienza greca del popolo dei Piceni. Questa narra dell'acheo Diomede, federato della guerra contro Troia, qui giunto posteriormente all'invasione dorica, che, dopo essere approdato sulle coste della Puglia, si stabilì lungo le coste adriatiche.

### Piceno
L'origine del nome Piceno è attribuito dalla tradizione italica ricordata da Strabone, Plinio, Festo e Paolo Diacono, nella sua Historia Langobardorum, all'appellativo Picenum, termine che trova la sua derivazione da picus. La narrazione racconta della migrazione di gruppi di Sabini avvenute durante le celebrazioni primaverili del ver sacrum. Questo popolo, tra l'VIII ed il VI secolo a.C., si spostò dalle regioni di provenienza osco-umbre, verso altri territori per cercare pascoli estivi e, in questo viaggio, sarebbe stato condotto da un picchio verde o da re Pico, un sovrano del Lazio.
Sino all'avvento del Regno d'Italia, il Comune era indicato con il solo nome "Ascoli". L'aggiunta della specificazione "Piceno" è avvenuta ufficialmente per effetto del regio decreto 9 novembre 1862 n. 978 che ha autorizzato il Comune di Ascoli ad assumere la denominazione "Ascoli-Piceno", in conformità alla deliberazione del consiglio comunale del 28 luglio 1862.

## Storia

### Dalle origini alla caduta dell'Impero romano
Le origini della città sono avvolte nel mistero, ma è abbastanza sicuro che vi fosse la presenza umana già dall'età della pietra e che la zona fosse abitata già nell'epoca neolitica. Secondo una tradizione italica citata nella letteratura antica (Strabone, Plinio, Festo) la città venne fondata da un gruppo di Sabini, che vennero guidati da un picchio, uccello sacro a Marte, durante una delle loro migrazioni detta ver sacrum. I Sabini si sarebbero fusi con altre popolazioni autoctone dando origine ai Piceni, che avrebbero fondato Ascoli 1600 anni prima della fondazione di Roma.

Anellone a nodi in bronzo, uno dei numerosi esemplari simili, spesso considerati simboli della civiltà picena

Nel 299 a.C. Ascoli si alleò con i Romani nel contesto della terza guerra sannitica e, dopo la guerra picentina, nel 269 a.C. divenne civitas foederata di Roma, mantenendo una certa autonomia. In età romana Ascoli divenne il centro principale del Piceno anche grazie alla sua posizione sulla via Salaria, che collegava le saline della foce del Tevere a quelle della costa adriatica.
Nel 91 a.C. si ribellò a Roma insieme ad altre genti italiche e dette vita alla guerra sociale. Nell'89 a.C., dopo un lungo assedio, il generale romano Gneo Pompeo Strabone conquistò la città, trucidando i capi della rivolta e mandando in esilio parte dei suoi abitanti. Testimonianze archeologiche della ribellione di Ascoli contro i Romani sono le “ghiande missili”, proiettili in piombo che venivano scagliati dai frombolieri di entrambi gli schieramenti e che in alcuni casi recano iscrizioni, in particolare invettive contro l'avversario o incitazioni a colpire rivolte direttamente all'oggetto (feri, ovvero "colpisci").
Ascoli sorse in una posizione favorevolmente difendibile, alla confluenza tra il Tronto e il torrente Castellano e riparata dalle alture circostanti, che in antichità dovevano essere particolarmente difficili da attraversare, come ricorda anche il geografo Strabone. All'epoca romana, più precisamente al periodo posto tra la tarda età repubblicana e l'età augustea, risale il primo impianto regolare della città, caratterizzato da una scansione ortogonale degli assi viari e degli isolati, ben visibile ancora oggi nella disposizione delle vie del centro storico. La via Salaria entrava in città da ovest dopo aver attraversato la Porta Gemina, e il suo percorso interno allo spazio urbano doveva coincidere con il decumanus maximus, che all'altezza del foro cittadino si incrociava con il cardo maximus. La Salaria usciva poi dalla città ad est, nel punto di confluenza del Castellano nel Tronto, passando sul ponte che oggi è detto "di Cecco". Il percorso del decumanus maximus è di incerta individuazione, ma l'ipotesi più attendibile lo vede coincidere con l'attuale corso Mazzini, mentre il cardo sarebbe da riconoscere nelle attuali vie del Cassero, del Trivio e Pretoriana; secondo questa ricostruzione il foro doveva sorgere non lontano dall'attuale Piazza del Popolo. Un ponte posizionato sul lato settentrionale della città, il Ponte Romano di Solestà, collegava Ascoli con le zone a nord della città.
Con il finire della Guerra Sociale tutte le popolazioni dell'Italia ricevettero la cittadinanza romana, così nell'88 a.C. Ascoli fu iscritta alla Tribù Fabia e divenne un municipium. Durante la guerra civile tra Cesare e Pompeo Ascoli parteggiò per il primo, sotto il quale nel 49 a.C. la città assunse definitivamente la denominazione Asculum Picenum. Durante il secondo triumvirato la città ottenne il titolo onorifico di colonia triumvirale, evento forse da ricollegarsi al prestigio del generale ascolano Publio Ventidio Basso, partigiano di Marco Antonio che sconfisse i Parti e celebrò un trionfo.
Ai tempi di Augusto, quando l'Italia fu suddivisa in 11 regioni, Ascoli fu iscritta alla quinta regione italica, il Piceno, di cui era uno dei principali centri. Durante la Tarda Antichità, in seguito alle riforme amministrative volute da Diocleziano e da Costantino, il territorio ascolano divenne parte del Picenum Suburcarium, una delle province che componevano la diocesi d'Italia. Con la caduta dell'Impero romano d'Occidente Ascoli seguì il destino del resto d'Italia.

### Dall'alto al basso Medioevo

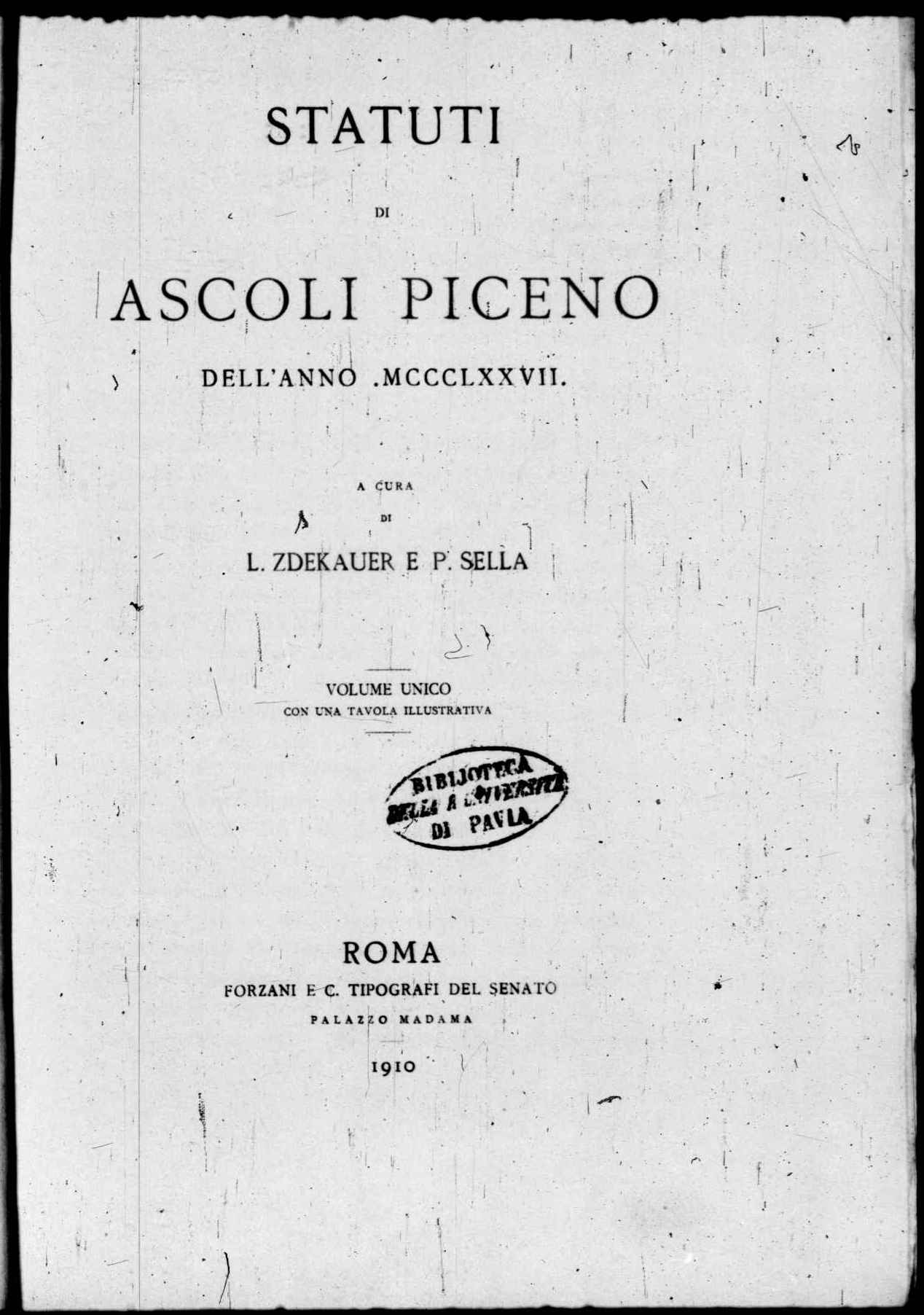
Statuti di Ascoli Piceno dell'anno 1377, a cura di Lodovico Zdekauer, 1910

La presa del potere di Odoacre coincide con un periodo di notevoli cambiamenti sociali che nel giro di un secolo ridisegnerà il profilo antropologico della città. Con Odoacre (che ristabilì l'Istituto della Hospitalitas) si insediarono in città nuovi gruppi di individui di origine gota. L'arrivo di Teodorico e degli ostrogoti coincise con un secondo innesto di popoli come gli amali i sarmati gli illirici secondo le assegnazioni del senatore Pietro Marcellino Felice Liberio. L'uccisione di Amalasunta, figlia di Teodorico, portò all'innesco della guerra gotica (535-553) che Ascoli subì e che la consegnerà temporaneamente al dominio bizantino dal 535 al 542. Proprio in quegli anni la contemporanea eruzione di alcuni vulcani islandesi oscurò dal 536 al 540 i cieli europei. L'oscuramento provocò la perdita di ogni raccolto e la contemporanea progressiva insufficienza di vitamina D per carenza di raggi solari, innescando inoltre un non meno problematico raffreddamento della terra. Da un carotaggio effettuato nel ghiacciaio vicino alla Capanna Giovanni Gnifetti in Val d'Aosta si è potuto risalire al fatto che la temperatura estiva dell'anno 536 non potesse essere superiore a 2.5' al 45' parallelo. Una epidemia di peste bubbonica intorno al 541 contribuì ancor di più a spopolare l'Italia. La nascita del monachesimo che avviene in questo periodo, va inquadrata in un più ampio contesto non solo religioso ma anche civile in cui spesso abbracciare i voti di una vita monastica significava individuare anche l'unica ancora di salvezza personale. I monasteri iniziano a diventare punti di riferimento per molte persone rimaste sole e colmano parte delle necessità sociali del periodo attraverso l'accoglienza. È attestato che San Benedetto da Norcia visiti Ascoli nel 542 quando era vescovo Epifanio. La tradizione popolare narra che fosse stato lui a fondare l'Abbazia di Santa Maria in Montesanto, vicino Civitella, ora in provincia di Teramo. Più probabilmente ne fondò solo il primo nucleo in uno sperone dove era importante anche difendersi dai frequenti attacchi. Con la controffensiva ostrogota di Totila, Ascoli tornò di nuovo sotto assedio nel 544-45. Secondo l'Auctarium in appendice al Chronicon di Marcellino Comes, Totila assedio' Ascoli nel 544. Quando il re entrò in città, lasciò andar via le truppe bizantine con tutto il loro bottino poi fece depredare e massacrare i civili ("Crudelitatem suam in Romanos exercuit eosque omnes nudat et necat"). Secondo Procopio da Cesarea Ascoli fu assediata nel 545 per capitolazione senza spargimento di sangue. La sconfitta definitiva di Teia nel 552 segna la fine del regno ostrogoto. Ascoli torna sotto il dominio di Costantinopoli attraverso la neo-costituita Prefettura del Pretorio d'Italia. Paolo Diacono nella Historia Langobardorum la descrive far parte della dodicesima provincia insieme a Fermo, Penne ed Atri. Egli inoltre afferma, nel medesimo testo, che Narsete, cartolajo d'Italia, chiamò spesso in aiuto le popolazioni barbariche contro le frequenti incursioni dei Franchi e per debellare le ultime città in mano agli ostrogoti. La presenza longobarda in Italia si materializzò quindi anche prima dell'invasione di Re Alboino avvenuta nel 568. È accertato, comunque, che il Piceno fu interessato dalle invasioni longobarde da nord tra il 572 ed il 574. La controffensiva bizantina di Baduario del 575 e 576 fu infruttuosa e nel 578, la città viene posta nuovamente sotto assedio dal duca Faroaldo I di Spoleto. Stremata dalla peste e dalla carestia apri' le porte e si consegnò. Il Monaco Agostino, che la aveva incitata a non sottomettersi ad un popolo ariano, fu ucciso insieme ai figli. La sua memoria fu conservata e le sue ceneri furono inumate nel Duomo. I nuovi arrivati imposero un diritto di Hospitalitas probabilmente con il pagamento di una quota di raccolto e si insediarono attraverso le "farae", vere e proprie tribu', nel controllo del Piceno. Lasciarono però sostanzialmente invariate le usanze istituzionali locali facenti capo alla Chiesa che già da allora era l'unico vero caposaldo economico, sociale ed istituzionale. I Vescovi si posero come elemento di rappresentanza non solo religiosa ma anche civile della società preesistente alla quale ben presto i Longobardi si integrarono. Ma furono soprattutto i Monasteri a rimanere punto di riferimento essenziali. I monaci con le loro regole erano laboriosi, ospitali, devoti e collaborativi sia rispetto al potere civile che a quello religioso. Fornivano asilo e controllavano il territorio. Pagavano le rendite ed erano comunque colti e custodi di tradizioni scritte ed orali. I Longobardi trovarono nei Monasteri punti di riferimento importanti per il rafforzamento del loro potere. Non è un caso che sotto il Ducato di Spoleto l'Abbazia di Farfa diventasse, anni dopo, il potentato economico più forte del centro Italia ed anche del Piceno. I reperti delle tombe di Castel Trosino testimoniano l'acquisizione da parte dei Longobardi di elementi della cultura italica e bizantina, testimoniate da un inedito pellegrinaggio religioso. Ma anche la popolazione locale trasse vantaggio da nuove abitudini. Ai longobardi va il merito di avere introdotto nel Piceno la sconosciuta cultura del cavallo che tuttora viene tramandata nel Torneo della Quintana. Legata ad esso vi era anche la necessità di riconvertire alcuni terreni in avena per il nutrimento equino. Così fu introdotta la rotazione triennale delle semine dei campi che portò anche a miglioramenti qualitativi dei raccolti grazie anche a nuovi sementi ed ad una diversa qualità di concimazione organica legata all'ottimo letame del cavallo. Nel frattempo intorno all'anno 584 fu costituito l'Esarcato d'Italia che era composto dai territori che facevano parte della Prefettura del Pretorio ancora sotto il controllo bizantino. Contestualmente anche i Ducati longobardi dopo un periodo di interregno elessero Re Autari, figlio di Clefi, filocattolico, come nuovo re per meglio difendersi dai franchi a est e dall'esarcato all'interno della penisola. Ma la presenza del corridoio bizantino che congiungeva Ravenna a Roma e che i longobardi non riuscirono a conquistare per la difficoltà di assedio ad alcune importanti roccaforti come Narni, Amelia, Todi, Gubbio e Perugia fece si che Ascoli si venisse a trovare in una zona di confine in cui a nord ed ad ovest era completamente circondata dai nuovi ducati appena costituiti da Bisanzio in sostituzione delle eparchie. Ascoli quindi per molto tempo (oltre 150 anni fino alla riunificazione di Liutprando) sarà tagliata fuori da qualsiasi scambio commerciale con il nord e sarà costretta a risolvere l'economia di sussistenza attraverso minimi scambi con il sud Italia. Ciò ha probabilmente segnato una certa propensione alla omogeneità culturale più con territori del sud come Aquila e Pescara che del nord ora corregionali come Ancona e Pesaro. Tale confine ricalca quasi precisamente il confine culturale tra le Marche del nord e quelle del sud chiamate tuttora Marche sporche in cui Ascoli si colloca, le prime con influenze culturali romagnole le seconde con influenze più abruzzesi. Nel 589 eccezionali precipitazioni devastano l'Italia ed, a seguire, nell'anno 590 una ondata di peste bubbonica (lues inguinaria) decima la popolazione nazionale e quindi anche quella del Piceno. Dal 591, inoltre, anche il Ducato di Spoleto, di cui Ascoli fa parte, ha un nuovo dux, Ariulfo, un generale al servizio di Bisanzio che, ben presto, per evitare ritorsioni dai Ducati del nord cambiò schieramento e che continuò quindi la politica aggressiva del predecessore contro l'Esarcato ed in particolare contro Roma che assedio' più volte. Ma, dopo alterne vicende, la guerra tra i Longobardi e Bisanzio entrò in una fase di stallo che indussero le parti a firmare periodi di tregua che si rinnovarono e che portarono ad una sostanziale cristallizazione dello stato di fatto nel Ducato per molto tempo. Degno di nota nel periodo è la promulgazione dell'Editto di Rotari nel 643, una raccolta di leggi valevole per il popolo longobardo mentre per quello di origine romana rimaneva anche ad Ascoli il Digesto promulgato nel 533 da Giustiniano. Il Ducato di Spoleto rimase nel frattempo sotto il potere di Teudelapio che regno fino alla metà del VII secolo. Alla sua morte il potere passò ad Atto che regno fino al 663. Passò sotto il controllo dei Franchi scesi in Italia al seguito di Carlo Magno. In questi secoli si accentuò il potere dei vescovi (i cosiddetti vescovi-conti), tra cui Corrado II che con apposito diploma concede al feudatario vescovo Bernardo I nel 1037, il diritto di Zecca.
Nel periodo la città viene trascinata in più occasioni nella più vasta lotta per il predominio in Europa tra guelfi e ghibellini.
Nel 1183 si costituisce in Libero comune. Nel 1229, Federico II decise di marciare su Ascoli con un esercito composto da truppe provenienti dalle sue terre in Germania e Sicilia, oltre a cavalieri imperiali e mercenari. L'obiettivo dell'imperatore era punire la città per la sua ribellione e riportarla sotto il controllo imperiale. All'epoca dell'assedio, Ugolino Novelli, un nobile e militare di rilievo, ricopriva la carica di Capitano del Popolo di Ascoli Piceno. L'assedio di Ascoli durò diverse settimane. Nonostante la determinazione della popolazione e la robustezza delle difese cittadine, la situazione all'interno delle mura peggiorò progressivamente a causa del blocco imposto dalle forze imperiali, che impediva l'arrivo di rifornimenti di viveri. Con il tempo, le scorte alimentari si esaurirono, e la città fu costretta a negoziare la resa. Le libertà municipali furono minate dalle lotte di fazione tra le famiglie più in vista, tra cui il Signore Andrea D'Acquaviva. Importanti famiglie nobiliari ascolane medievali, coinvolte direttamente nelle vicissitudini politiche della città, furono quelle dei Guiderocchi e dei Saladini.
Durante la conquista di Ladislao I - re di Napoli, la città meritò di essere governata dal famoso condottiere d'Italia Conte da Carrara, appartenente alla nobile famiglia padovana dei Carraresi, al quale il sovrano partenopeo concesse il titolo di Viceré dell'Abruzzo e Principe di Ascoli per sé e per i suoi figli che gli successero, Ardizzone e Obizzo, quando lo seppellirono in pompa magna nel Duomo della città, come vuole il Bascetta.
Le lotte finiscono per aprire la strada a personaggi ambiziosi come Galeotto Malatesta (XIV secolo) che viene cacciato da una rivolta e in seguito a Francesco Sforza che instaura una crudele dittatura (XV secolo dal 1433 al 1447) poi abbattuta, infine per alcuni decenni alla tirannia dei Guiderocchi. Nel 1482 Ascoli ottiene il riconoscimento della sua indipendenza tramite la Libertas ecclesiastica, anche se in seguito nel 1502 è di nuovo costretta a riconoscere la sovranità dello Stato della Chiesa.
Non cessano i disordini interni tra opposte fazioni che conduce a decenni di ribellioni, massacri, razzie, alla crescita del banditismo e alla decadenza delle virtù civili.

### Dal Periodo unitario ai giorni nostri
Venne annessa alla prima Repubblica Romana e nel 1860 viene annessa al Regno d'Italia, di cui seguirà d'ora in avanti tutte le vicende. Degne di nota sono le vicende della resistenza ascolana nel settembre 1943 contro l'occupazione nazifascista e tedesca, che hanno valso alla città la Medaglia d'Oro al Valor Militare per attività partigiana (2001).
Una parte del territorio della provincia ascolana è stato per oltre un secolo rivendicato dalla vicina e rivale Fermo, la quale ha perso il capoluogo a seguito dell'Unità d'Italia. Nel 2004, però, la provincia di Fermo è stata di nuovo deliberata, ed istituita nel 2009.

### Simboli

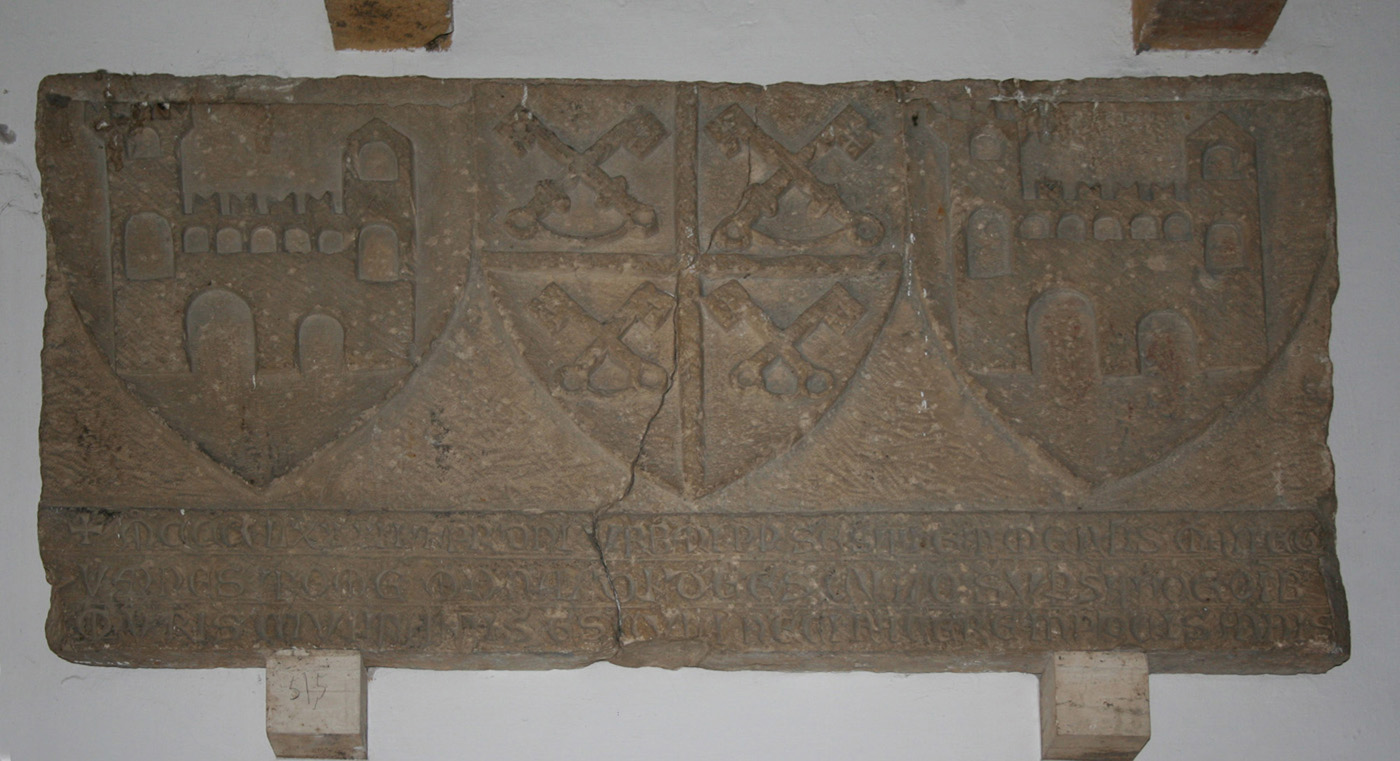
Stemma ascolano del 1382, attualmente esposto presso la sede di palazzo dell'Arengo

Disegno di uno stemma del Comune di Ascoli Piceno

Il simbolo che compare sullo stemma comunale della città di Ascoli si compone di porta a due fornici sovrastata dalla galleria merlata tra due torri.
Gli autori locali si sono diversamente espressi sul significato della rappresentazione contenuta nel campo dello scudo. Alcuni hanno considerato l'accostamento di questi elementi architettonici riferibile a una delle porte cittadine che si apriva nelle mura di cinta urbane medievali, altri hanno scritto che la composizione raffigurerebbe l'antico cassero che sorgeva dove si trova la Fortezza Pia, altri ancora hanno sostenuto che la struttura costituirebbe la sintesi della simbologia delle costruzioni più caratteristiche della città, quindi ponti, torri gentilizie e campanili. Lo stemma è stato concesso ufficialmente con regio decreto del 12 ottobre 1935.

### Onorificenze
Ascoli Piceno è tra le Città decorate al valor militare per la guerra di liberazione per i sacrifici delle sue popolazioni e per la sua attività nella lotta partigiana antifascista durante la seconda guerra mondiale, insignita della Medaglia d'oro al valor militare il 12 aprile 2001:

## Monumenti e luoghi d'interesse

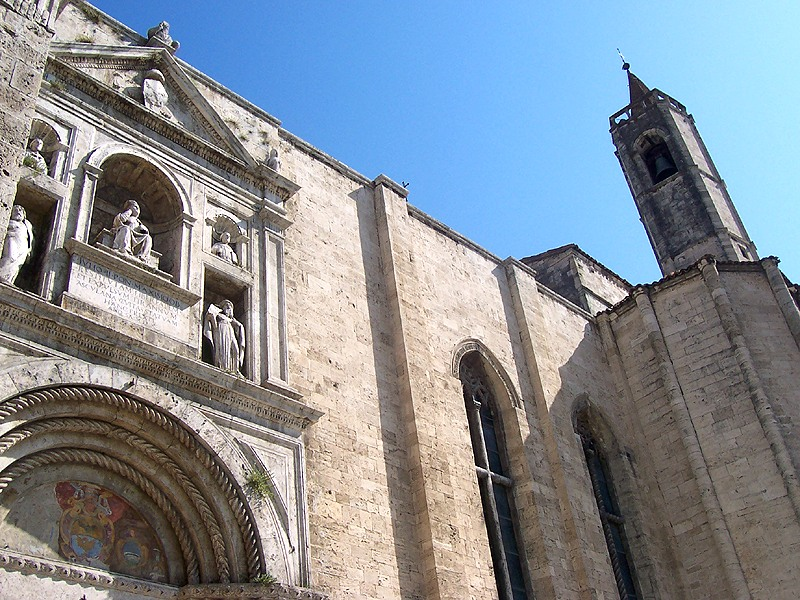
Un'immagine del fianco destro della chiesa di San Francesco con il monumento a papa Giulio II

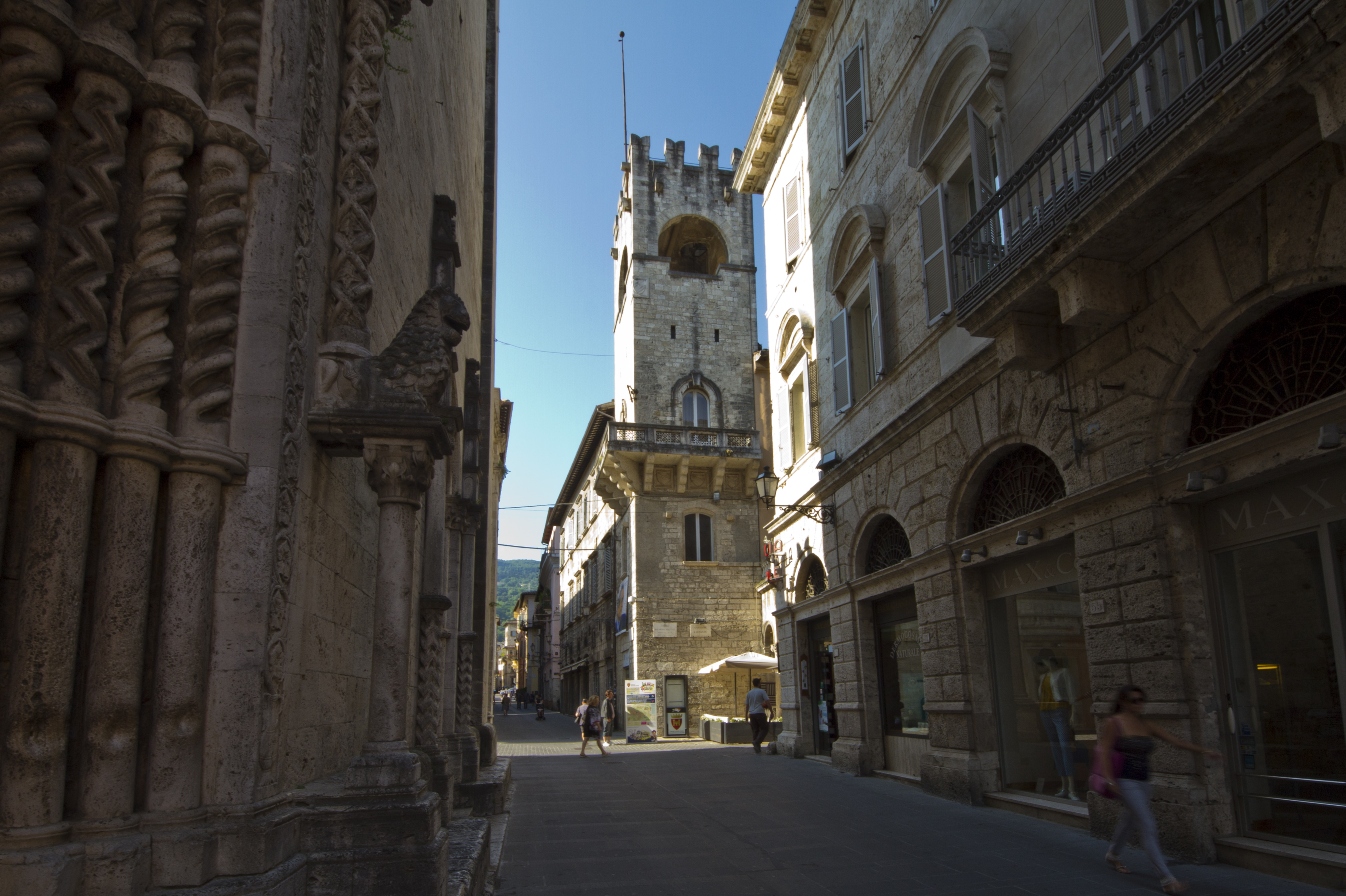
Via del Trivio con la torre degli Alvitreti

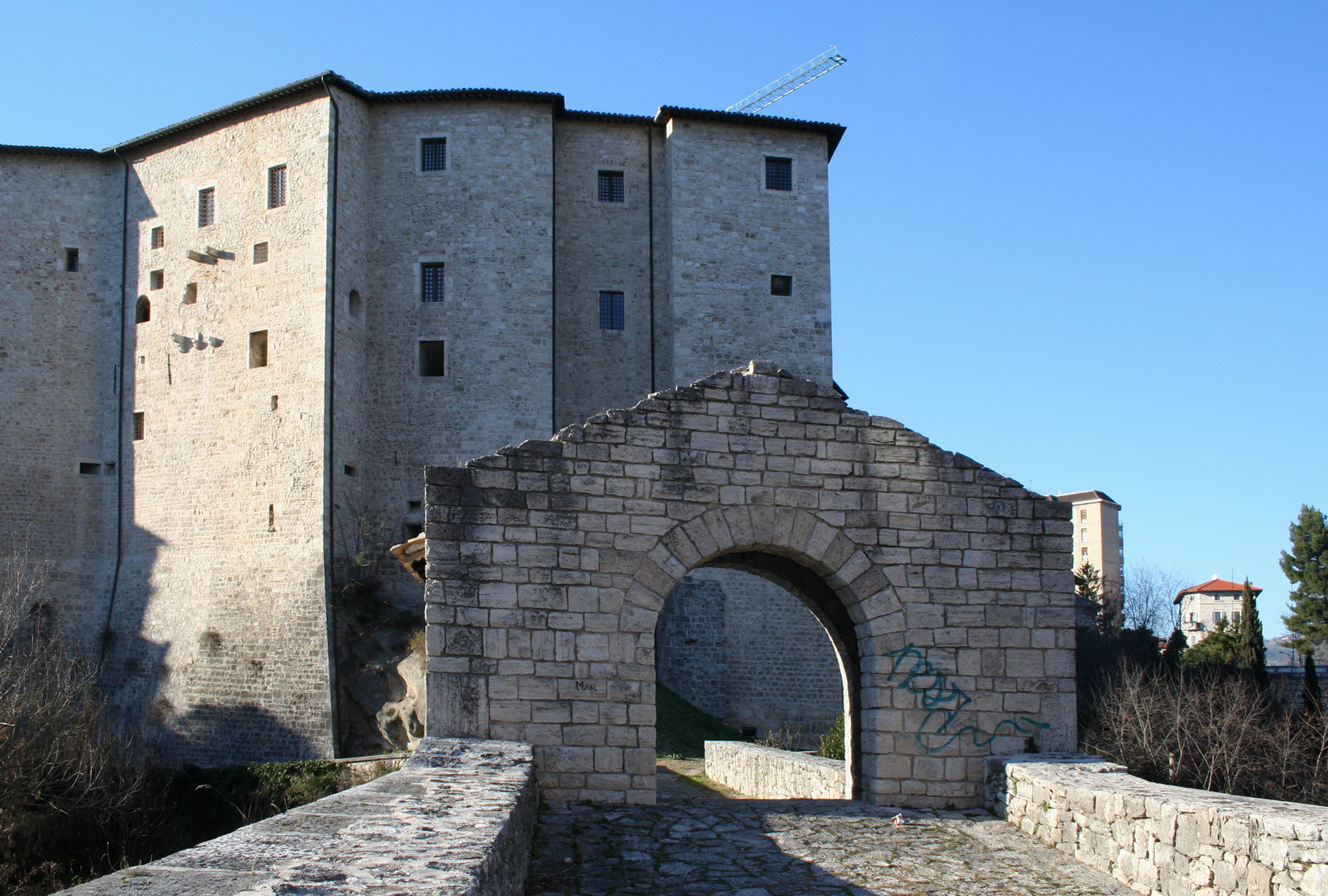
Il forte Malatesta visto dal ponte di Cecco

Ascoli è città di torri... Si succedono molti stili, il romanico, il gotico, il rinascimentale, il barocco... con chiese dalle pareti di pietra, senza finestre; un travertino d'un grigio caldo, uniforme, senza intonaco... tutto ornato, lavorato, istoriato... e su ogni porta e finestra, vedi frutta, fogliami, cariatidi femminili, fiori, animali, stelle, o anche semplicemente proverbi e sentenze scolpite.»
(Guido Piovene, Viaggio in Italia, 1957)
(Mario Tozzi, Viaggio in Italia - 100+9 emozioni da provare almeno una volta, prima che finisca il mondo)
Ascoli Piceno è una delle città monumentali d'Italia: il suo centro storico occupa la notevole estensione di poco più di 150 ettari (1,5 km²), ed è costruito in travertino, una roccia sedimentaria calcarea estratta dalle cave nelle immediate vicinanze, che costituisce l'elemento unificatore di edifici costruiti in un arco di tempo di circa 2500 anni.
Presenta due fulcri principali: il primo è costituito dalla rinascimentale piazza del Popolo dove si trovano alcuni degli edifici più importanti tra i quali il palazzo dei Capitani del Popolo, lo storico Caffè Meletti e la chiesa di San Francesco.
Il secondo è rappresentato dallo spazio urbano di piazza Arringo, la piazza più antica e grande di Ascoli, dove si elevano il medioevale battistero di San Giovanni, la cattedrale di Sant'Emidio, che racchiude al suo interno la cripta dedicata anch'essa al santo patrono. Vi sono inoltre il palazzo Vescovile, il palazzo dell'Arengo, sede della pinacoteca civica e di alcuni uffici comunali.

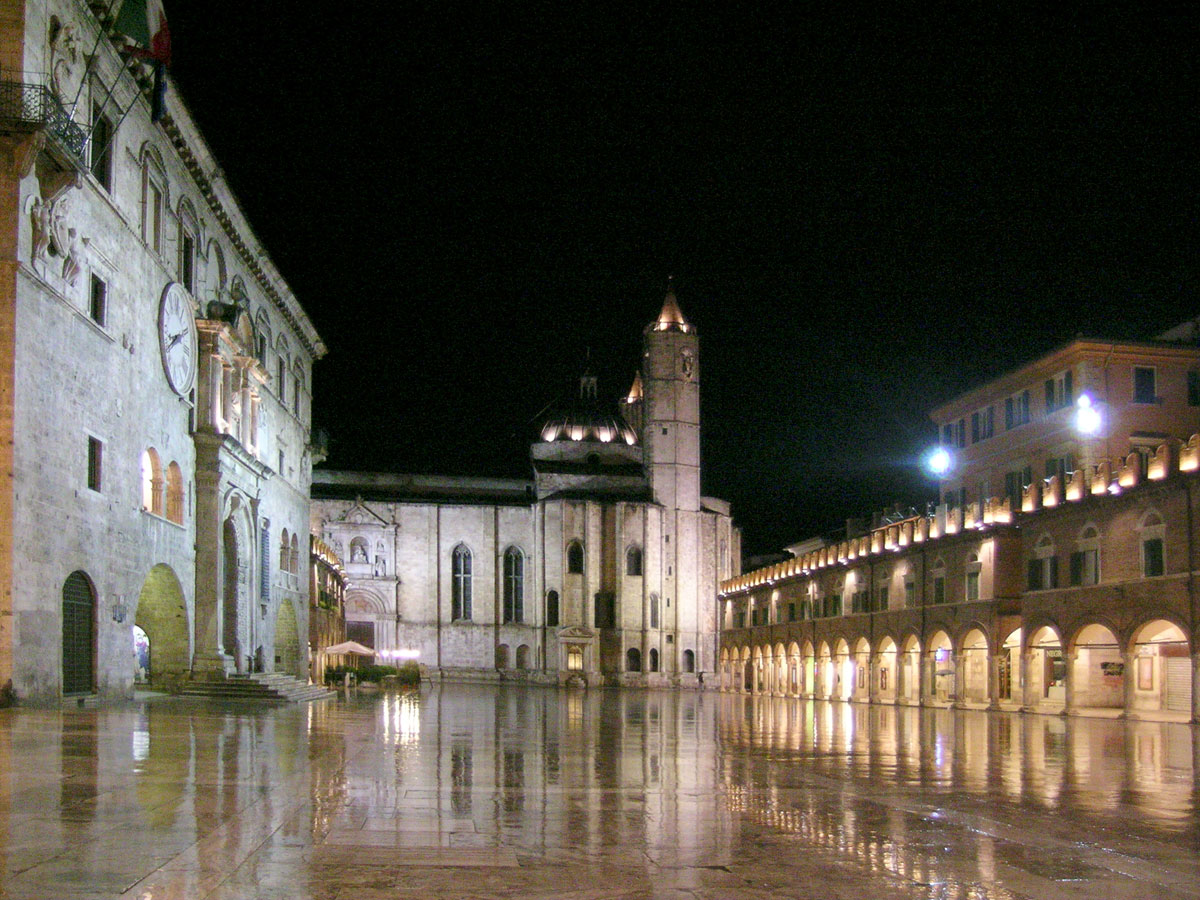
Veduta in notturna della rinascimentale piazza del Popolo

Altra piazza di considerevole valore architettonico è piazza Ventidio Basso, spazio irregolare contornato da edifici quali la chiesa dei Santi Vincenzo e Anastasio, con la caratteristica facciata suddivisa in riquadri, la chiesa di San Pietro Martire, palazzi d'epoca rimaneggiati ed alcuni esempi di torri gentilizie, sia integre che decurtate o inglobate negli edifici. Da questa piazza, ogni anno, si avvia il corteo storico del torneo cavalleresco della Quintana, dopo che i figuranti di tutti i Sestieri vi si sono raccolti.
Non solo le piazze, ma anche le strade ed i vicoli di impronta schiettamente medievale contribuiscono a caratterizzare il centro storico come via Pretoriana, via di Solestà, via delle Stelle, via Soderini, via del Trivio, antico cardo e corso Mazzini, decumanus maximus, che attraversa da ovest ad est il centro urbano.
Tra i monumenti sono da ricordare: il ponte Romano di Solestà, uno dei pochi in Italia, visitabili anche al suo interno, il forte Malatesta, la fortezza Pia, le rovine del teatro romano, le grotte dell'Annunziata, ciclopica costruzione del periodo romano assimilabile a quella presente a Monte Rinaldo, il palazzetto Longobardo con la torre degli Ercolani, una delle torri superstiti tra le circa duecento che compaiono nelle cronache medioevali, per il quale Ascoli ha il soprannome di Città delle cento torri.
Meritevoli di essere citati sono anche i tempietti dedicati al patrono quali Sant'Emidio alle Grotte e Sant'Emidio Rosso, le chiese di Sant'Angelo Magno, Sant'Agostino e San Giacomo Apostolo e i teatri storici Ventidio Basso e Filarmonici.
Nelle vicinanze della città si trova la rocca di Castel Trosino, antichissimo insediamento longobardo a strapiombo sul torrente Castellano, in cui alla fine del XIX secolo fu rinvenuta una delle più ricche necropoli d'Italia, i cui preziosi reperti sono ora sparsi in diversi musei in tutto il mondo.
Percorrendo da Ascoli la Salaria in direzione Roma, s'incontra il monumentale albero del Piccioni menzionato per la prima volta in un documento del 1109 e legato, tra storia e leggenda, alla vita cittadina e alle vicissitudini del brigantaggio antiunitario.

### Architetture religiose

#### Chiese
- Battistero di San Giovanni - Semplice ed austero nella sua forma di architettura sacra di gusto romanico è costruito interamente in travertino ed annoverato tra i monumenti nazionali italiani. Rimaneggiato nella sua forma attuale verso la metà del XII secolo, presenta la base esterna di forma quadrata costituita per buona parte di blocchi squadrati di epoca romana. L'interno ha al centro la vasca circolare, del V secolo, per il battesimo ad immersione, costituita anch'essa di blocchi romani di recupero, e un fonte battesimale gotico impostato su una colonna tortile.

- Cattedrale di Sant'Emidio - Duomo della città, dedicato al santo patrono, sorge sul luogo di un edificio pubblico romano, forse la Basilica del Foro, ed è il risultato di molteplici vicende costruttive che vanno sostanzialmente dall'XI secolo al XVI secolo. Su piazza Arringo si apre la facciata principale realizzata da Cola dell'Amatrice, mentre le due facciate laterali risalgono alla fine del XV secolo. L'interno, a tre navate divise da pilastri poligonali, della fine del XV secolo, ospita, tra le varie opere, nell'abside centrale un coro ligneo tardogotico della prima metà del Quattrocento, un pulpito ligneo del 1660 circa; nella Cappella del Sacramento il Polittico di Sant'Emidio di Carlo Crivelli, l'imponente ciclo decorativo di Cesare Mariani, e la cripta di Sant'Emidio, costruita verso la metà dell'XI secolo che ospita, in un sarcofago del IV secolo, le reliquie del Patrono della città.

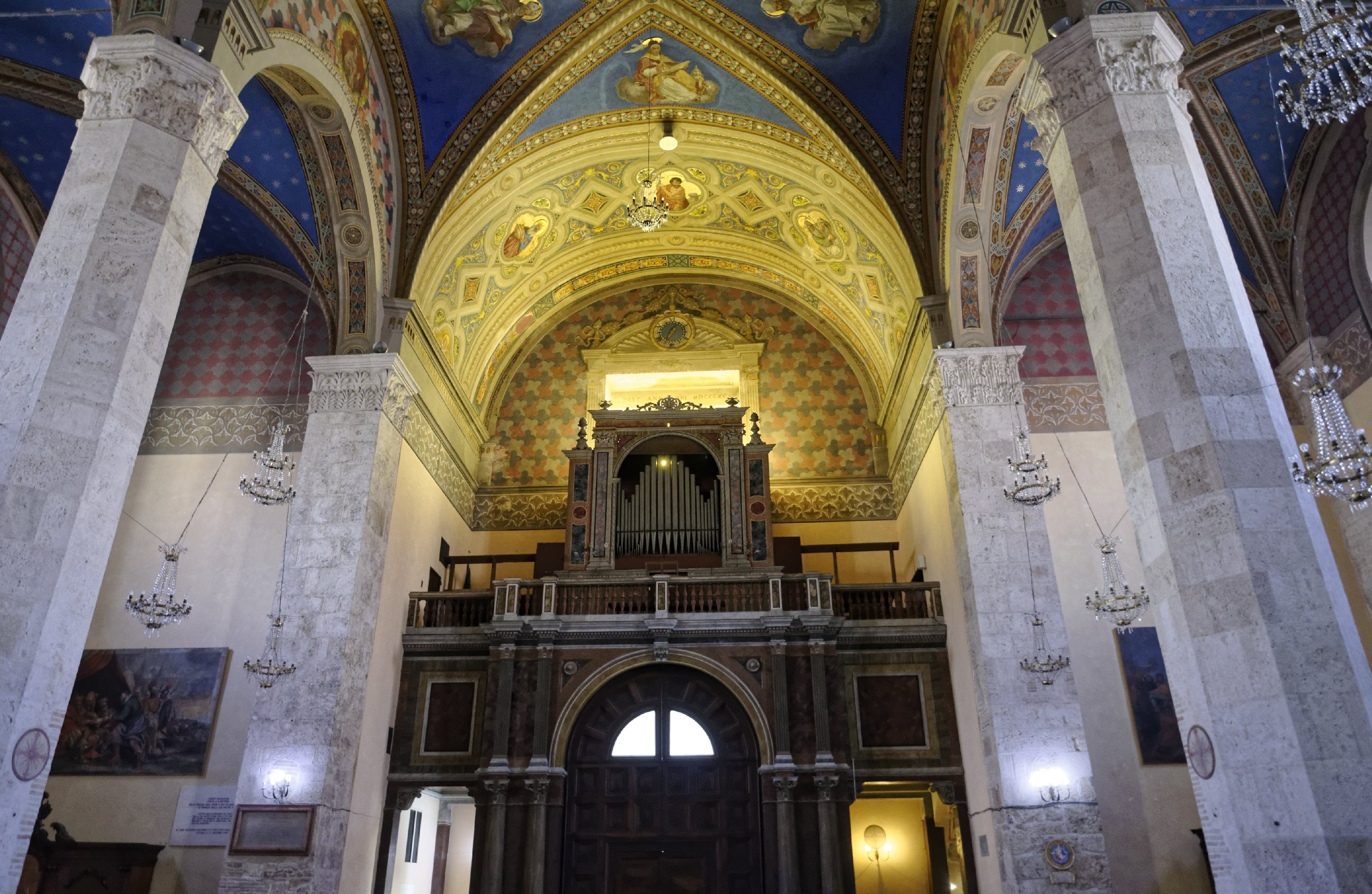
Interno della cattedrale di Sant'Emidio

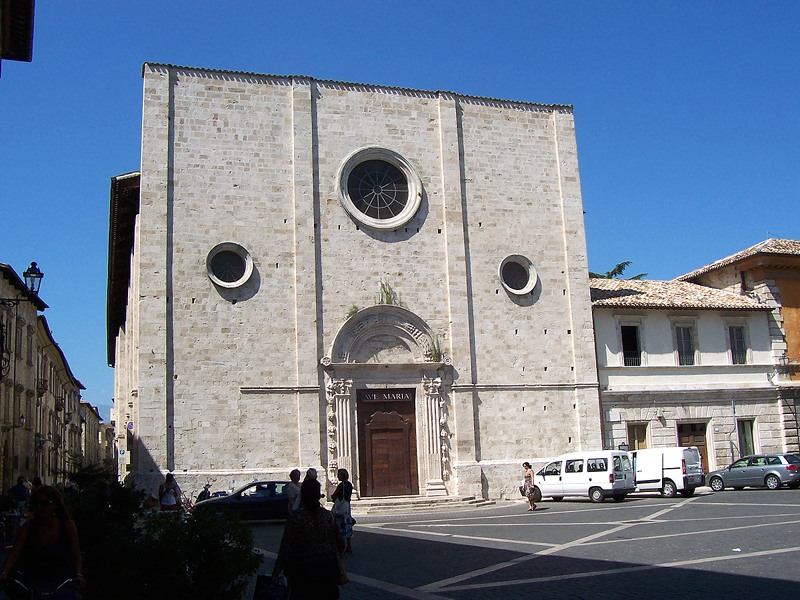
La chiesa di Sant'Agostino

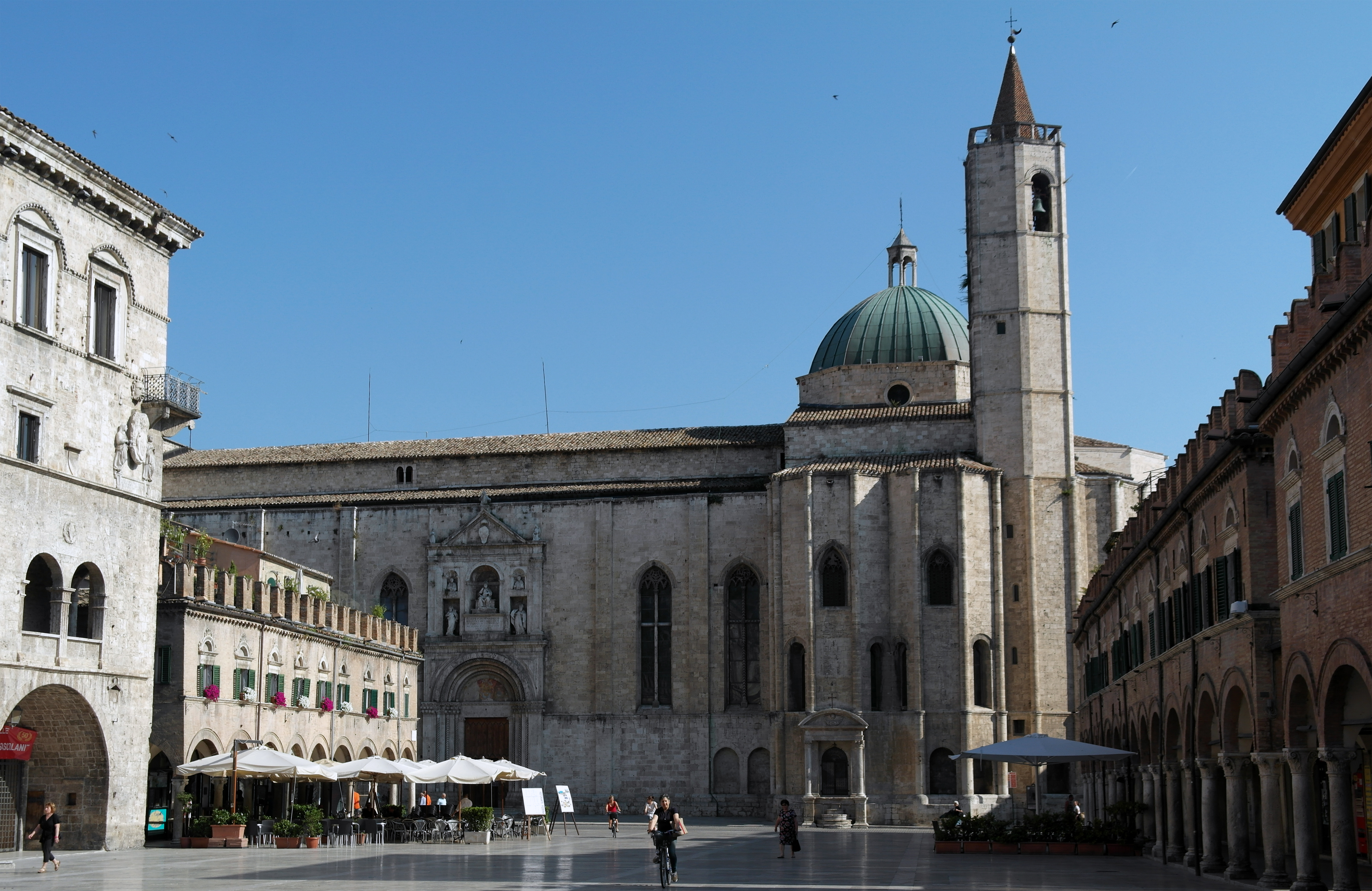
La chiesa di San Francesco in piazza del Popolo. La chiesa nasce per ricordare la visita di San Francesco in città nell'anno 1215

- Chiesa dell'Angelo Custode - Iniziata a costruire dal 1646 per opera degli Agostiniani Scalzi è considerata uno dei monumenti barocchi più significativi della città di Ascoli.
- Chiesa del Cuore Immacolato di Maria - Realizzata negli anni Cinquanta del XX secolo, è stata istituita come parrocchia dal vescovo Marcello Morgante nell'anno 1955. Al suo interno custodisce un prezioso crocifisso ligneo, del 1636, intagliato dal francescano Innocenzo da Petralia.
- Chiesa dell'Immacolata Concezione - Costruita tra il 1781 e il 1795 per volere di Mons. Francesco Antonio Marcucci. La facciata, a doppio ordine, fu realizzata in travertino, mentre il suo interno è a pianta ottagonale terminante a cupola.
- Chiesa della Madonna del Ponte - Caratteristica per la sua forma cilindrica e per le modestissime dimensioni, è considerata una tra le più piccole chiese della città. Edificata nell'anno 1689 testimonia l'antica consuetudine di costruire edicole votive in prossimità dei passaggi e degli ingressi alle città.
- Chiesa di Sant'Agostino - Edificata in stile romanico nella prima metà del XIII secolo, fu inizialmente a navata unica. Rimaneggiata a partire dal 1317 fu ruotata nel corso del XV secolo, quando fu anche ampliata a tre navate. La facciata sulla piazza è caratterizzata da tre finestre circolari e dal portale del 1547.
- Chiesa di Sant'Angelo Magno - Situata nell'antico rione della Piazzarola spicca per la sua stratificazione storica che va dallo stile romanico a quello barocco.
- Chiesa della Santissima Annunziata - Un tempo di grande importanza per la cittadinanza ascolana, si inserisce in un vasto complesso edificato in epoca medievale sui resti di antiche costruzioni romane e nato con la funzione di ospedale (oggi sede universitaria); si erge sul Colle dell'Annunziata, dal quale si può vedere il panorama della città.
- Chiesa di San Cristoforo - Fu ricostruita su un'altra chiesa preesistente nel 1593-1598 dalla Confraternita Orazione e Morte, che tuttora la gestisce, e fu completata nel 1790. Al suo interno sono presenti tre altari barocchi di Giuseppe Giosafatti e tele di Ludovico Trasi e Nicola Monti. In controfacciata, il più antico organo esistente realizzato da Gaetano Callido (1763).
- Chiesa del Santissimo Crocifisso dell'Icona - La chiesa ha subito nel corso dei secoli numerose trasformazioni fino ad arrivare al 1780. Presenta un portale barocco con una scalinata a tre rampe, mentre il suo interno è a croce latina con cappelle poste lateralmente.

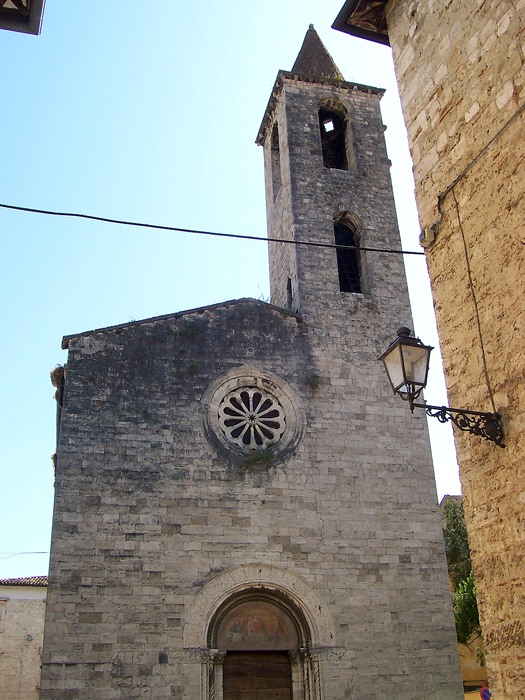
La chiesa di San Giacomo Apostolo

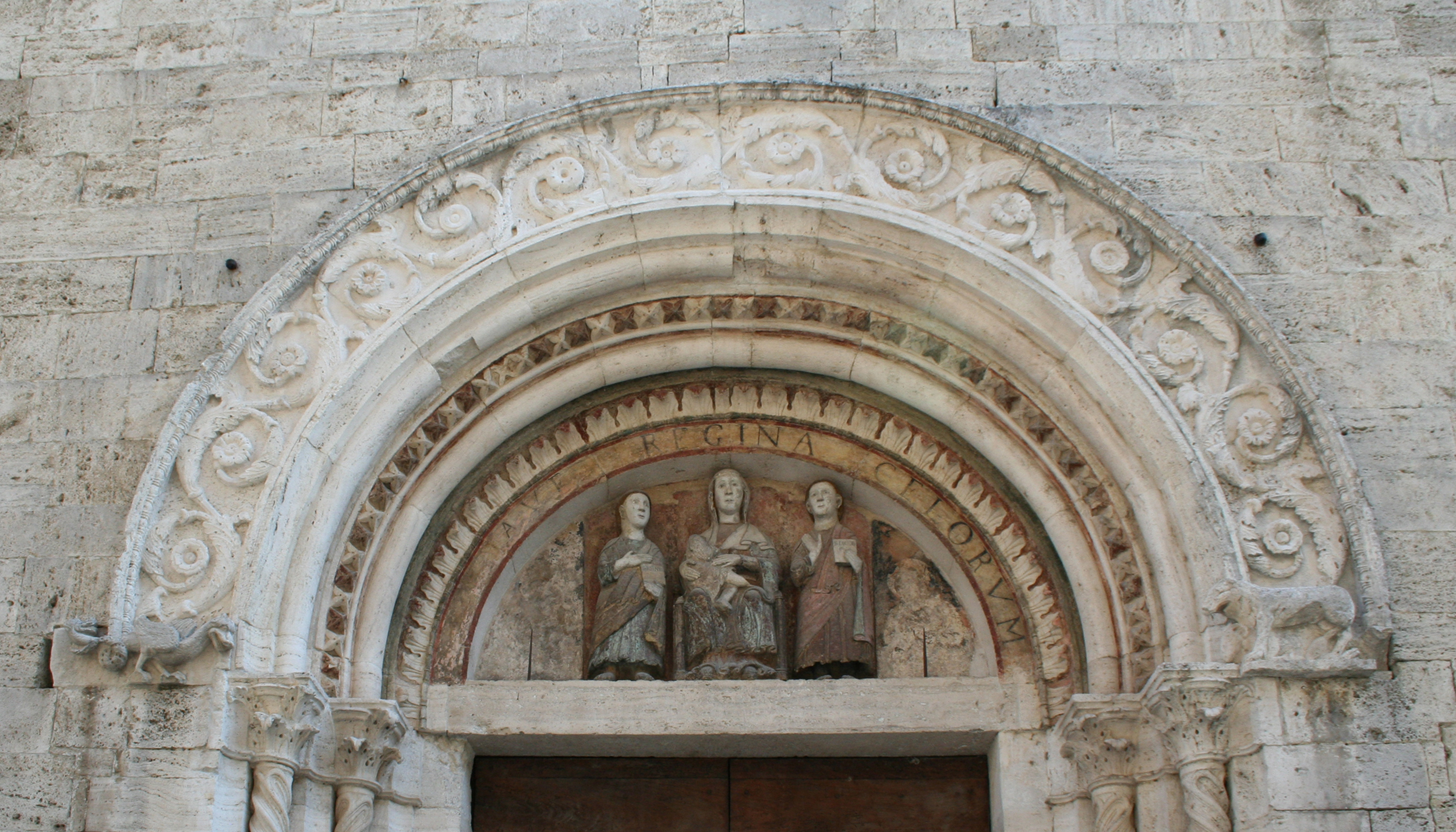
Particolare del portale laterale della chiesa di San Giacomo Apostolo

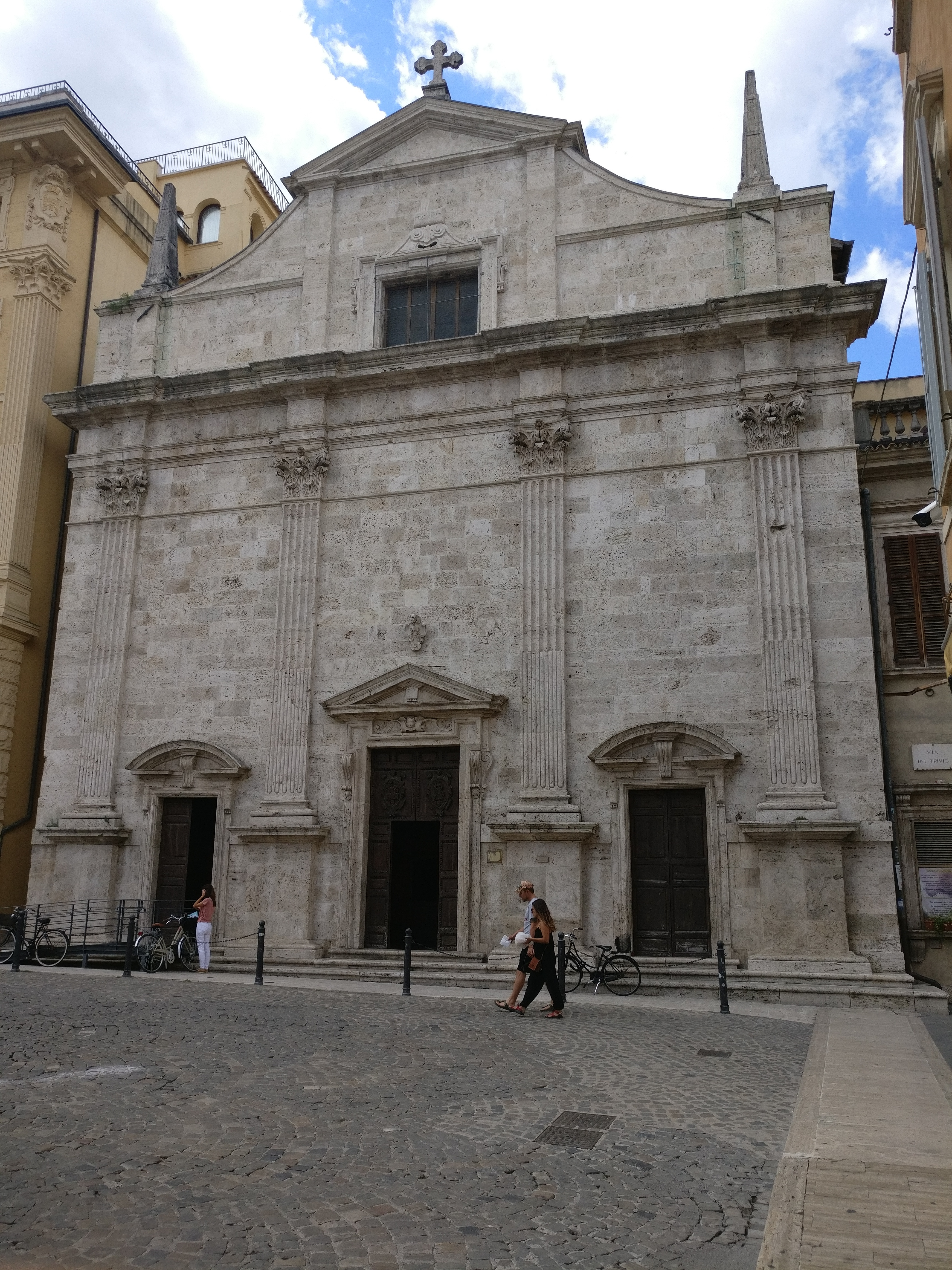
La chiesa di Santa Maria della Carità

- Chiesa di San Francesco - Questa chiesa è considerata una delle migliori opere italiane di architettura francescana, nonché l'edificio religioso francescano più rappresentativo della regione Marche. Fu iniziata, con l'annesso convento nel 1258, consacrata nel 1371 e completata con la cupola nel XVI secolo. Sulla facciata principale, in Via del Trivio, si aprono tre portali gotici, mentre il fianco destro fa da scenico fondale alla Piazza del Popolo ed è caratterizzato dalle dinamiche absidi quattrocentesche, dal portale laterale trecentesco sormontato dal monumento a Giulio II del 1510 e termina con un gruppo absidale di raro modello architettonico.
- Chiesa di San Giacomo Apostolo - Chiesa romanica costruita dopo il 1250, sorge al centro di una piazza con intorno edifici storici in travertino, presenta due portali romanico - gotici leggermente strombati e, sulla facciata principale un rosone tardoduecentesco. Il portale laterale sinistro presenta nella lunetta un gruppo scultoreo policromo raffigurante la Vergine tra i Santi Giacomo e Giovanni, mentre quello principale vi è un affresco del 1633 di Sebastiano Ghezzi raffigurante la Madonna col Bambino tra i Santi Giacomo ed Emidio.
- Chiesa di San Giuliano - Edificata all'inizio dell'anno 1000 è stata elevata in conci travertino seguendo i canoni dello stile romanico. L'Andreantonelli la ricorda come la IX parrocchia ascolana.
- Chiesa di San Gregorio Magno - Costruita probabilmente nell'VIII secolo riutilizzando interamente un tempio romano pagano, edificato tra l'Età tardo Repubblicana, I secolo a.C., e la prima Età Augustea, I secolo d.C., vide l'aggiunta della facciata e del campanile nel corso del XIII secolo.
- Chiesa di Santa Maria del Buon Consiglio - Progettata dall'architetto e sculture ascolano Lazzaro Giosafatti è un significativo esempio di stile tardo barocco.
- Chiesa di Santa Maria della Carità - La chiesa, comunemente chiamata della Scopa, risale al XIV secolo ma fu modificata dal 1532 al 1583 da Cola dell’Amatrice e Conte Conti, secondo uno stile classicista che domina la facciata e la struttura architettonica dell'interno.
- Chiesa di Santa Maria del Carmine - In stile barocco, edificata tra il 1651 e il 1663 con annesso convento dei Padri Carmelitani, presenta una facciata disegnata dall'architetto Carlo Rainaldi e realizzata da Giuseppe Giosafatti.
- Chiesa di Santa Maria delle Donne - Edificata all'inizio del XIII secolo al di fuori delle mura cittadine oltre porta Romana, nella piana di san Panfilo, e costruita attaccata allo scomparso monastero femminile di clausura.
- Chiesa di Santa Maria Intervineas - La chiesa, in stile tardo-romanico e gotico, edificata su un luogo di culto risalente al V secolo, fu rimaneggiata nel corso del XIII secolo ma subì cambiamenti nei secoli successivi, fino alla ricostruzione delle due navate laterali alla metà del XX secolo. Isolato rispetto al corpo dell'edificio è il campanile, originariamente utilizzato come torre di difesa.

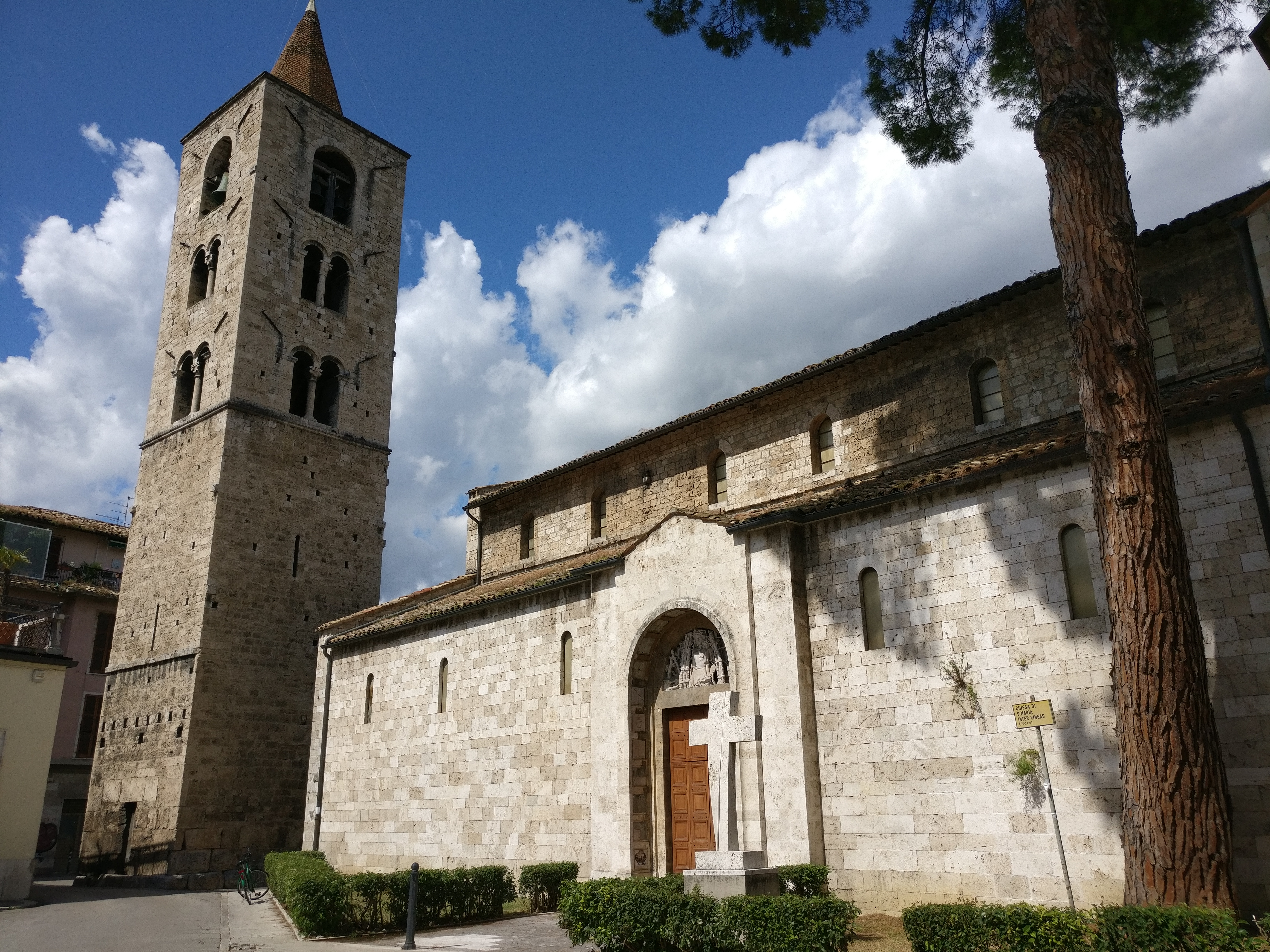
La chiesa di Santa Maria Intervineas

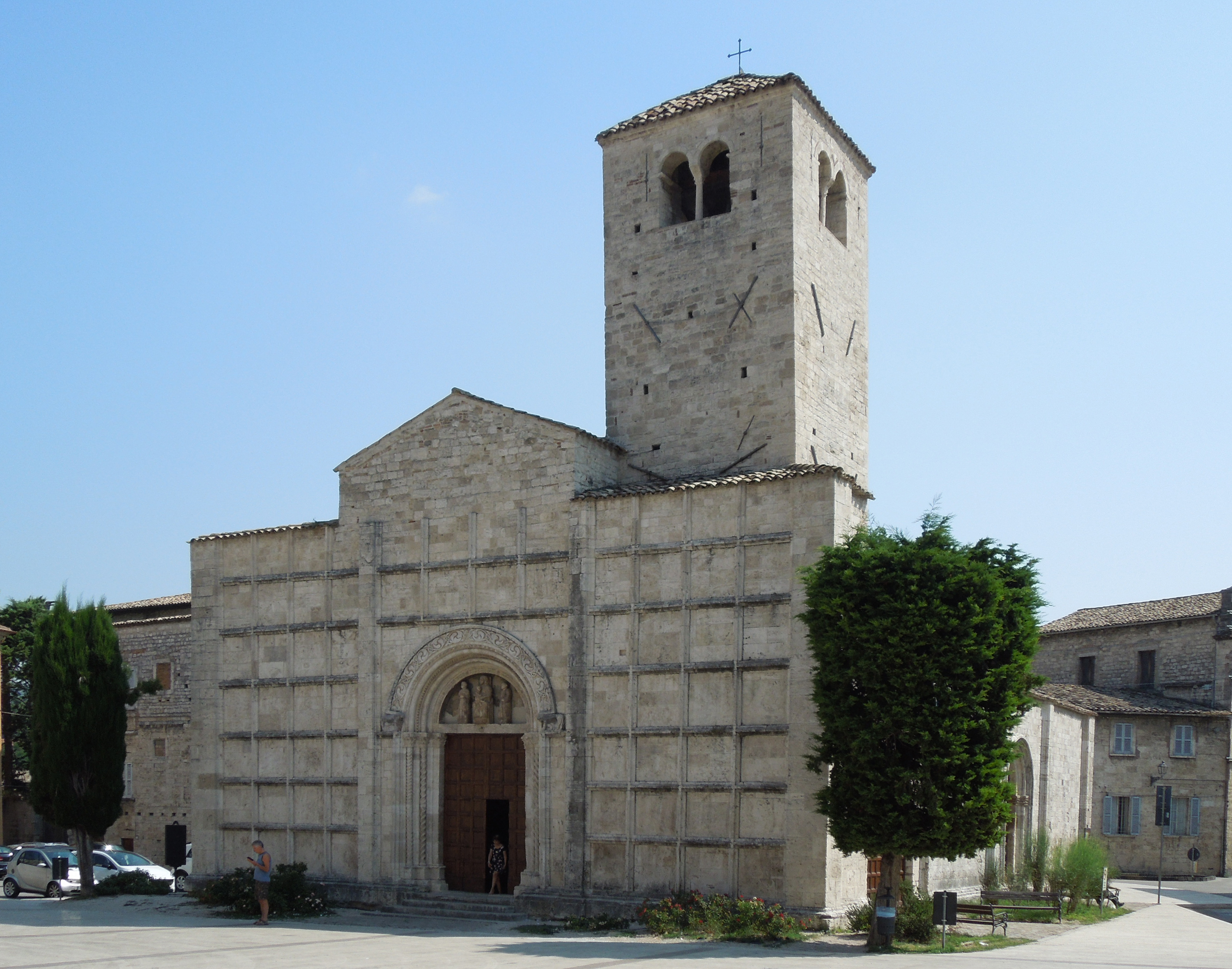
La chiesa dei Santi Vincenzo e Anastasio

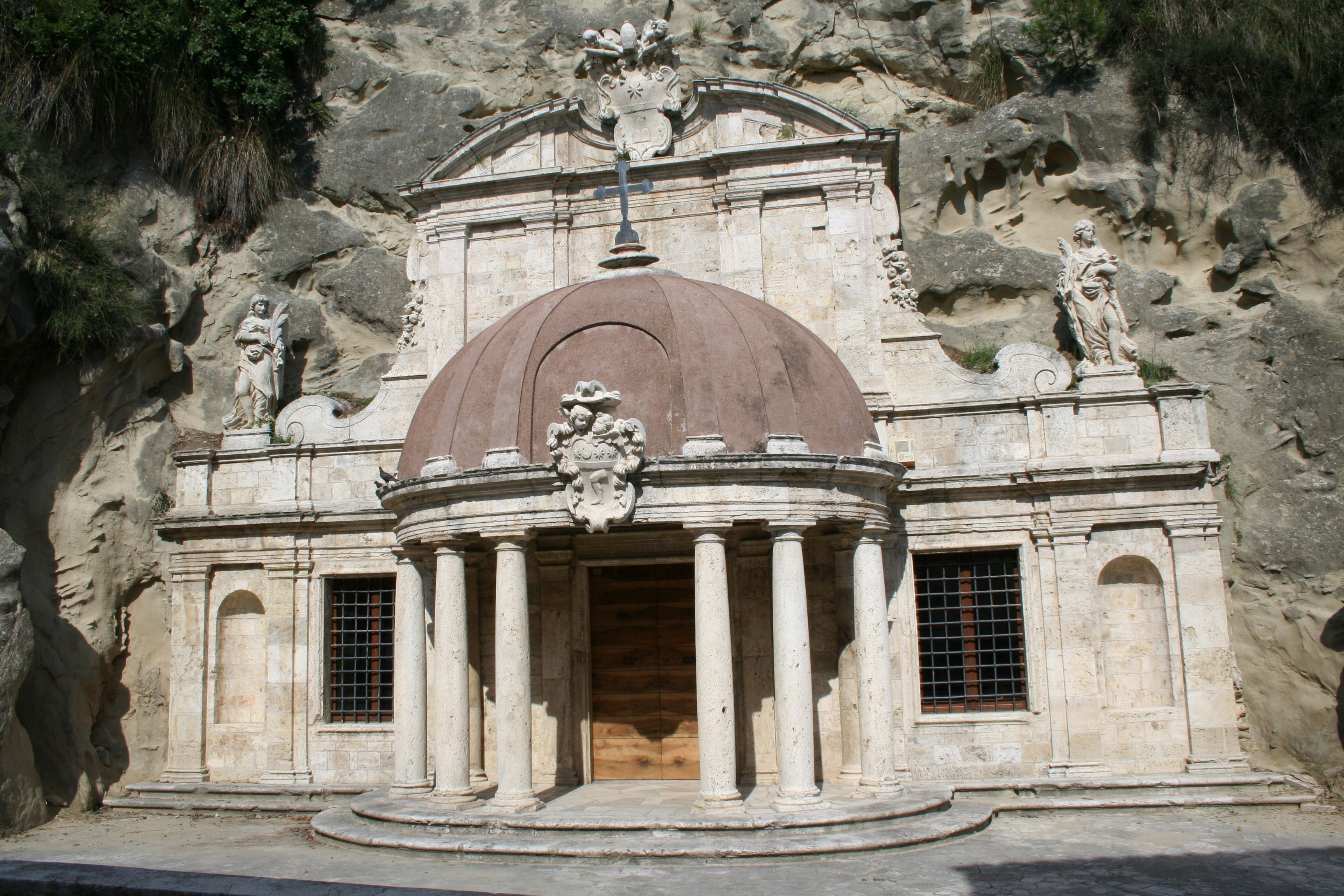
Il Tempietto di Sant'Emidio alle Grotte, esempio di arte religiosa barocca

- Chiesa di Sant'Onofrio - Sorge nelle vicinanze di piazza Ventidio Basso con l'annesso convento delle Suore Benedettine. Presenta una facciata con un portale e sopra una finestra rettangolare.
- Chiesa di San Pietro Martire – Fu eretta per i frati domenicani nel 1250, in stile gotico, in occasione del passaggio in città di Pietro da Verona. Consacrata a San Pietro Martire, presenta la facciata principale su via delle Torri, a spioventi, ornata da un portale di Giuseppe Giosafatti, mentre sul fianco sinistro, che chiude un lato di piazza Ventidio Basso, segnato da paraste e finestroni gotici, si apre il portale realizzato nel 1523 da Cola dell'Amatrice.
- Chiesa dei Santi Pietro e Paolo – Costruita nel 1206 nel quartiere di Campo Parignano, insieme all'annesso ex Convento, presenta una forma compatta tipo parallelepipedo con una perfetta architettura romanica caratterizzata dai pochi elementi decorativi.
- Chiesa di San Tommaso Apostolo - Chiesa romanica costruita verso il 1064, insieme alla Collegiata dei Canonici Lateranensi dell'Ordine di Sant'Agostino, per iniziativa del vescovo Bernardo II. Sorge al lato dell'omonima piazza che custodisce i resti dell'anfiteatro romano.
- Chiesa di San Venanzio - Edificata sulle rovine di un tempio pagano, è stata ricostruita intorno al XII–XIII secolo seguendo lo stile romanico che allora si andava a diffondendo in Ascoli. Negli anni 1667 - 1671 l'interno fu rielaborato in stile barocco, per ordine dei Gesuiti.
- Chiesa dei Santi Vincenzo e Anastasio - Chiesa romanica edificata nel IX secolo. Il suo aspetto odierno risulta essere l'esito di opere, restauri ed elaborazioni architettoniche sviluppate ed aggiunte durante il corso di almeno seicento anni e concluse nell'anno 1389. La facciata, incompleta, è caratterizzata da 64 riquadri originariamente decorati e dal portale centrale di stile gotico, con all'interno della lunetta il gruppo scultoreo con la Madonna tra i Santi Vincenzo e Anastasio.
- Chiesa di San Vittore - Segue i canoni dello stile romanico. Il suo fianco destro, in origine decorato da affreschi, era costeggiato da un'antica strada che raggiungeva il Forte Malatesta e il Ponte di Cecco.
- Chiesa di San Serafino da Montegranaro - Detta chiesa dei Cappuccini, perché affidata ai Frati minori Cappuccini nel 1569, è intitolata a San Serafino da Montegranaro. Conserva un notevole ciclo pittorico realizzato a più riprese da Augusto Mussini tra il 1903 ed il 1915, dedicato alla vita di San Serafino.
- Cripta di Sant'Emidio – Fu costruita all'interno della Cattedrale dal vescovo Bernardo II attorno alla metà dell'XI secolo nell'area corrispondente in buona parte alla Basilica civile del Foro, per accogliere i resti del patrono ascolano e dei suoi discepoli, qui trasportati dalle catacombe di Campo Parignano. Suddivisa in navatelle da 63 colonne romane di spoglio, presenta sulle pareti memorie funebri del periodo barocco. La tomba di Sant'Emidio è collocata nell'area centrale della cripta, rimaneggiata da Giuseppe Giosafatti all'inizio del XVIII secolo, all'interno di un sarcofago di epoca romana, dell'età di Marco Aurelio, ed è sovrastata dalla scultura raffigurante Il Battesimo di Polisia di Lazzaro Giosafatti.
- Tempietto di Sant'Emidio Rosso - Il piccolo edificio religioso, di forma ottagonale, eretto nel 1633, sorge sul luogo dove, secondo la tradizione, fu decapitato Sant'Emidio il 5 agosto 303 ed è da considerare come ampliamento del capitello votivo voluto dai primi cristiani ascolani. Ha custodito per secoli la “Cona de Santo Migno”: pietra utilizzata per la decapitazione del santo, ancora oggi, conservata nel tempietto al di sotto dell'altare.
- Tempietto di Sant'Emidio alle Grotte – Questo tempio è uno dei monumenti più importanti della città e ben rappresenta l'arte barocca delle Marche. Progettato da Giuseppe Giosafatti ed ispirato allo stile di Pietro da Cortona e di Gian Lorenzo Bernini fu eretto come ex voto in onore del patrono di Ascoli per aver preservato la città dai danni del sisma del 1703.

#### Chiese sconsacrate

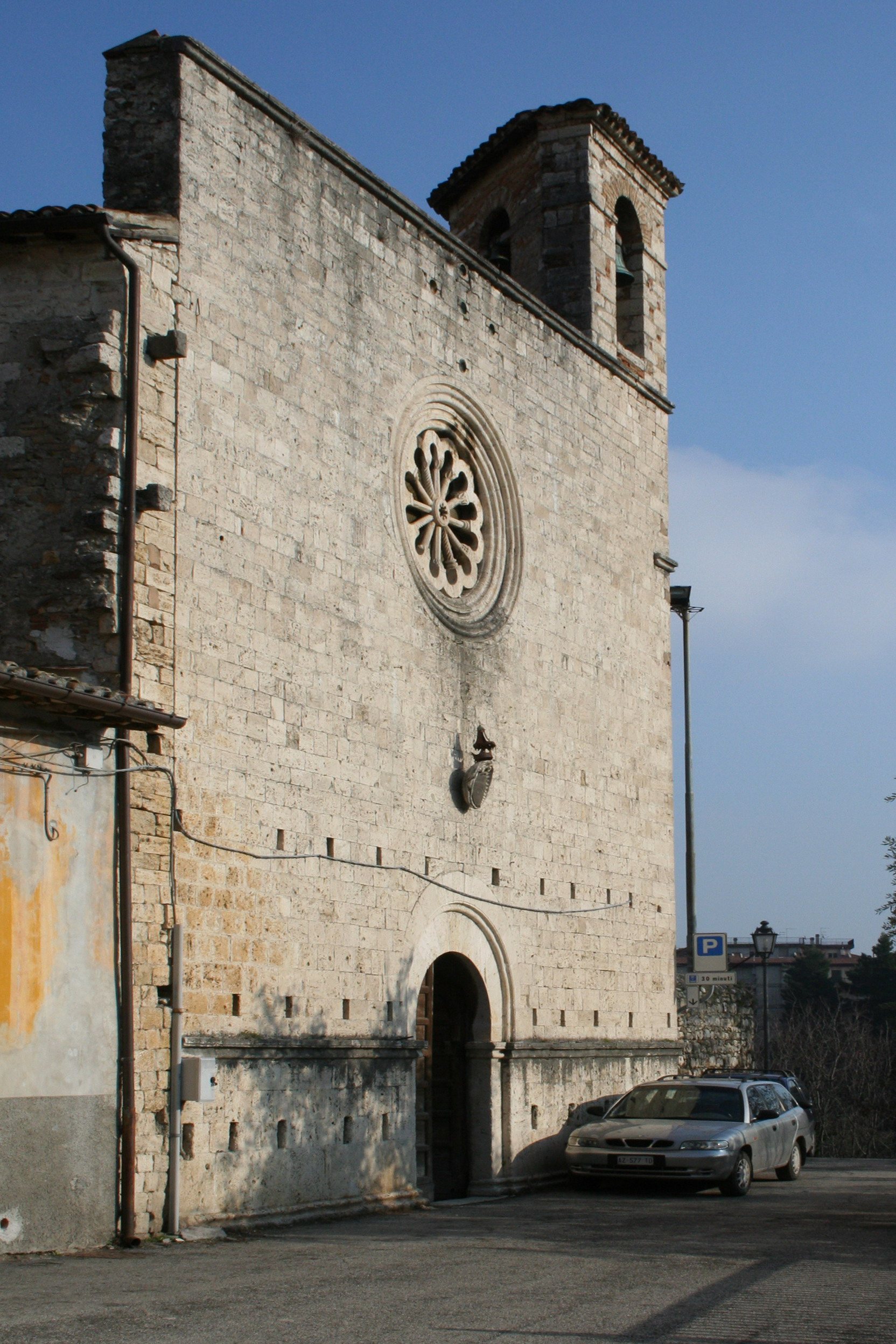
La chiesa di San Pietro in Castello

- Chiesa di San Pietro in Castello - Costruita in stile romanico si eleva su una piccola rupe che fronteggia il ponte Romano di Solestà ed è considerata da Giambattista Carducci l'“antico sacro monumento ascolano”. L'attuale edificio religioso è stato ricostruito sullo spazio delle due precedenti chiese: la prima dell'VIII secolo, voluta dal vescovo longobardo Auclere, e la seconda edificata nell'anno 1142.
- Chiesa di San Salvatore di Sotto - Edificio di stile romanico, dedicato a Dio Salvatore e Principe della Pace, si ipotizza che sia stato costruito sull'area di un tempio romano pagano dedicato a Marte. Sorge poco lontano dal ponte di Cecco, sulla sommità di un poggio che la tradizione ascolana identifica col nome di Colle di Marte, alle pendici di colle San Marco.

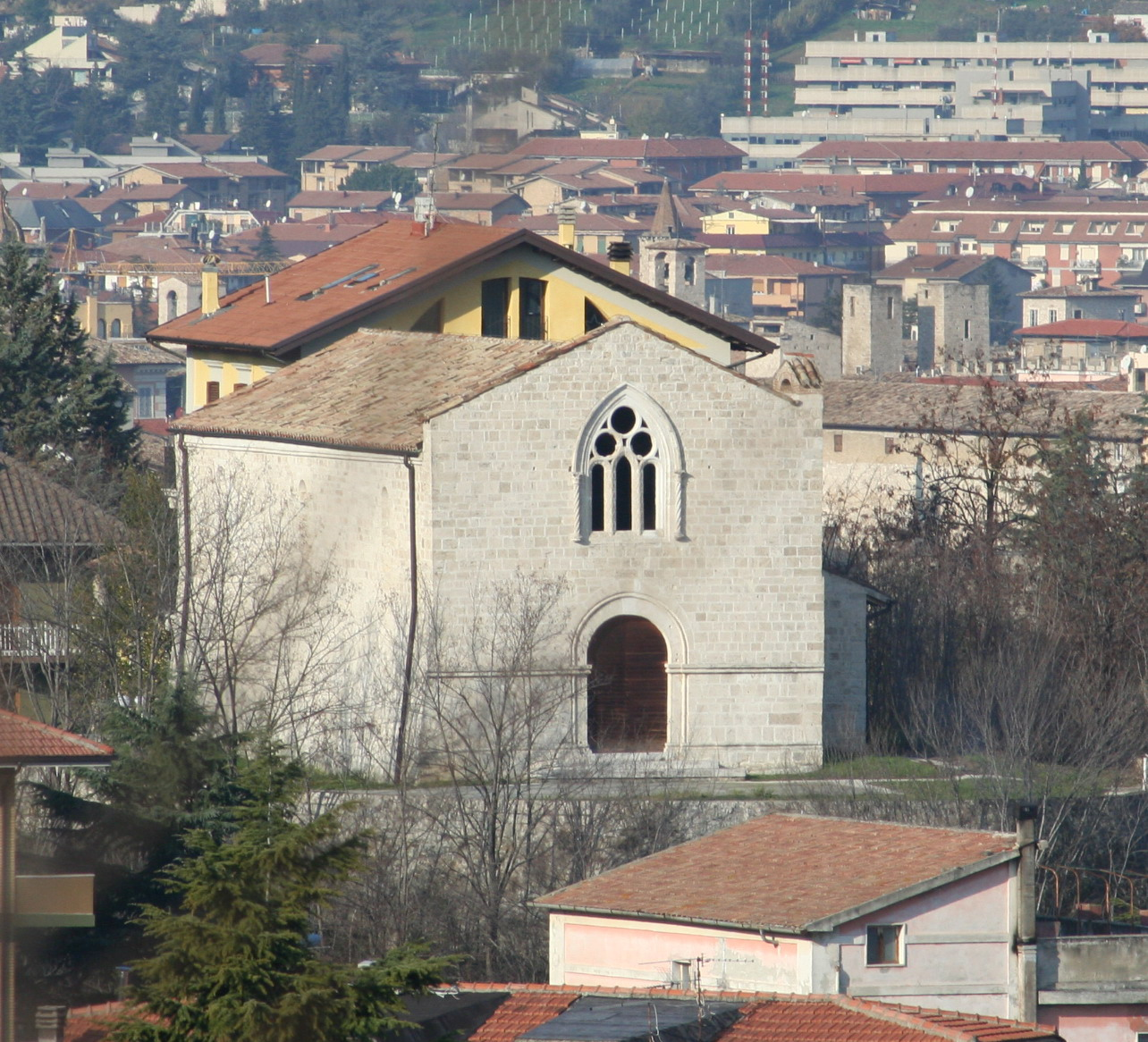
La chiesa di San Salvatore di Sotto

- Chiesa di Santa Maria del Lago - Chiesa poligonale voluta da fra Cola da Tursi, eremita che visse in città nel XVI secolo, che si eleva accorpata all'interno del complesso della fortezza malatestiana.
- Chiesa di Sant'Ilario - Eretta di fronte al tempietto di Sant'Emidio alle Grotte prima dell'anno 1000 utilizzando materiali di epoca romana provenienti da altre costruzioni. Fu residenza della Congregazione dei monaci camaldolesi di Santa Croce di Fonte Avellana dal XII secolo. Fu adibita a casa rurale dopo il 1860, recentemente è stato effettuato un parziale ripristino dell'interno.
- Chiesa di San Francesco di Paola - L'edificio religioso fu eretto nel XIX secolo in stile neoclassico seguendo il progetto redatto dal virtebese Tommaso Giusti e rivisto dell'architetto ascolano Ignazio Cantalamessa. La posa della prima pietra della fabbrica avvenne alla presenza del vescovo Gregorio Zelli Iacobuzzi il giorno 15 giugno 1845. I lavori di costruzione si conclusero il 3 dicembre 1849 e la chiesa fu consacrata il 7 aprile 1850.[35] L'interno si sviluppa dalla pianta a croce greca con colonne sorreggenti arcate su ciascuno dei lati. La volta della parte centrale è caratterizzata dal soffitto a cassettoni, decorati con un motivo a rosette ed al centro il monogramma di Cristo entro un sole raggiato. Il prospetto è caratterizzato dal pronao a sei colonne di ordine ionico[36] sovrastate dal timpano triangolare. Campanile in asse con l'abside. La chiesa è stata restaurata, tra il 1989 ed il 1991, per iniziativa della locale Cassa di Risparmio di Ascoli Piceno, che, dopo averne acquistato la proprietà, ha destinato il suo ambiente ad auditorium e sala convegni.[35]

#### Chiostri

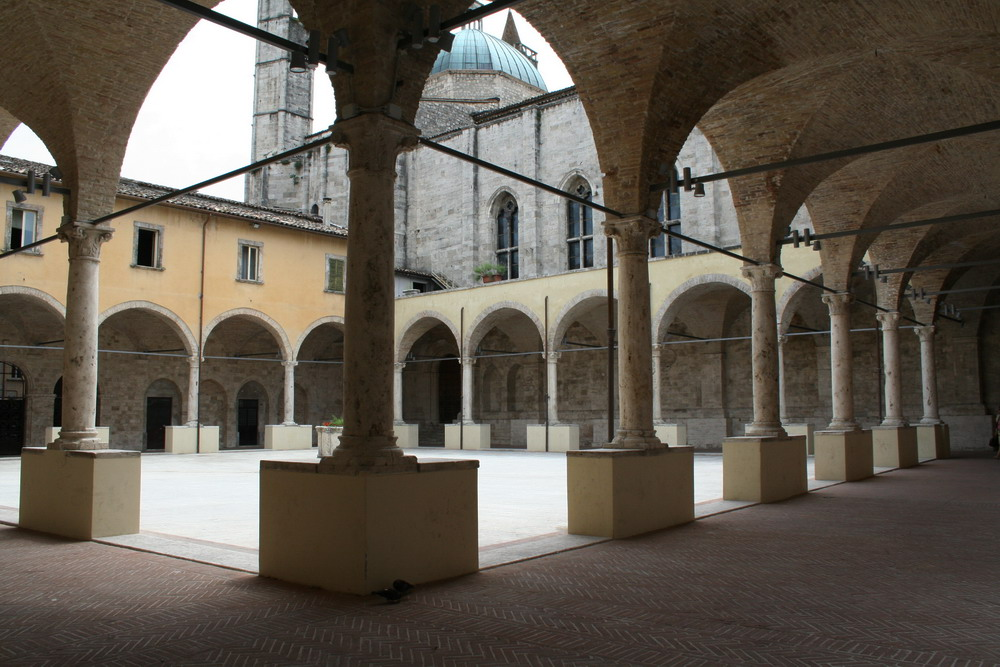
Il chiostro Maggiore di San Francesco, appartiene al complesso architettonico dell'omonima chiesa

- Chiostro Maggiore di San Francesco – Fu costruito nell'anno 1565, per munificenza del signore ascolano Vincenzo Cataldi. La sua struttura è preceduta da un portico del 1300. Il suo spazio si apre in un'ariosa area quadrangolare ed appartiene al complesso della chiesa di San Francesco. Sul muro del porticato si trova una lapide ovale che ricorda le figure dei papi Niccolò IV e Sisto V, entrambi formatisi in questo convento.
- Chiostro Minore di San Francesco – Costruzione che risale al XIV secolo, ora cortile interno di un edificio, apparteneva anch'esso al complesso della chiesa di San Francesco.

#### Eremi

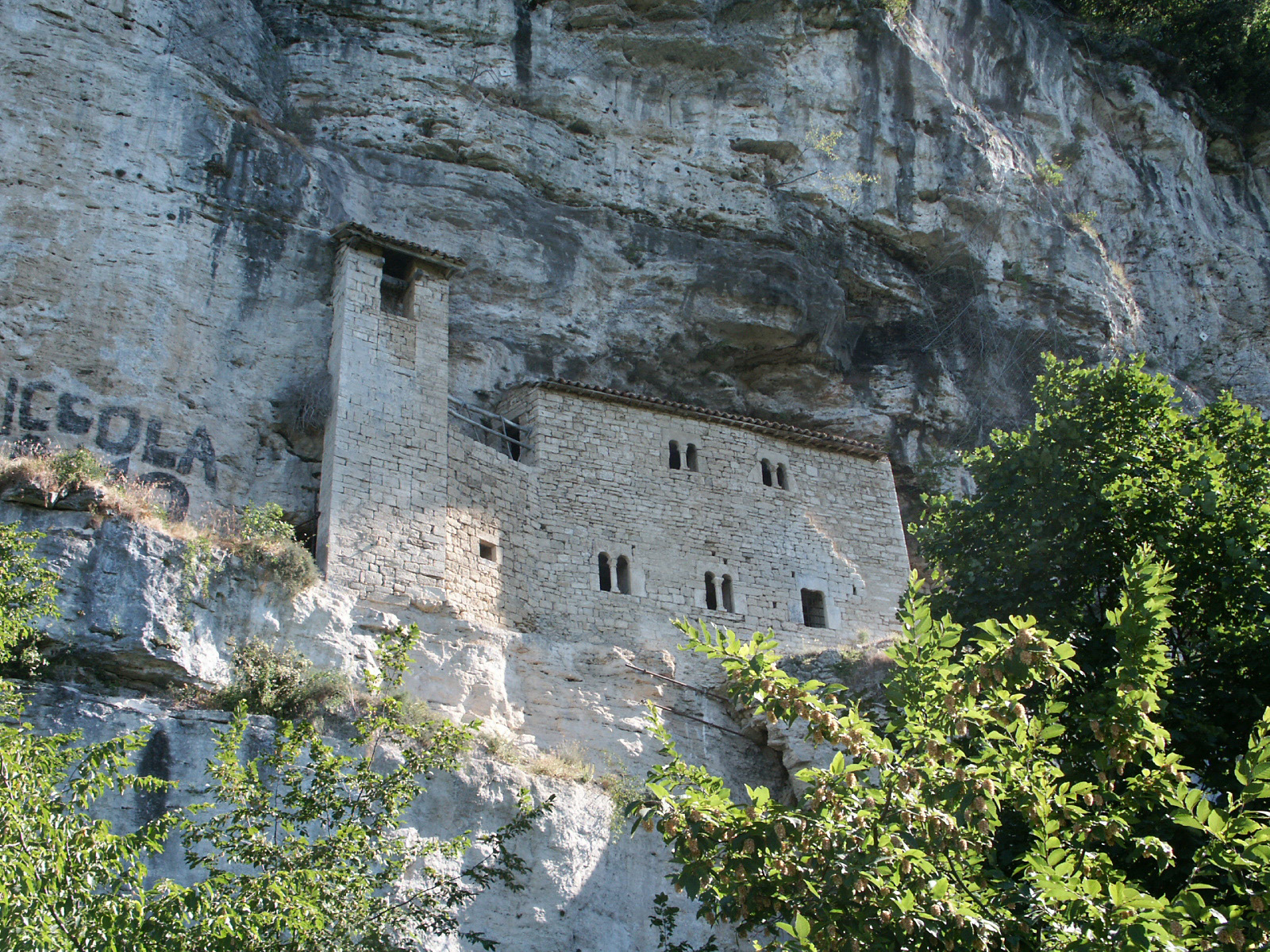
L'eremo di San Marco, abbarbicato a una parete rocciosa del colle San Marco

- Eremo di San Giorgio – Monastero abbandonato, si trova nei pressi del borgo di Rosara su un versante che fronteggia il centro di Castel Trosino. Fu costruito nell'anno 1382 su iniziativa del vescovo Pietro Torricella.
- Eremo di San Marco – Costruito nella zona del colle San Marco, l'eremo si trova in una posizione del tutto particolare a ridosso di una parete rocciosa. Edificato in pietra concia presenta un doppio ordine di bifore (5 in tutto), mentre alla sua sinistra si erge la torre campanaria. Le prime documentazioni risalgono all'inizio del XIII secolo, quando vi si stabilirono i monaci cistercensi[37].

### Architetture civili

#### Palazzi
I palazzi di Ascoli Piceno sono gli edifici pubblici e privati presenti soprattutto all'interno della cerchia muraria della città e che rivestono un particolare interesse storico, architettonico, culturale o artistico. Tra i più significativi ricordiamo:
- Caffè Meletti - Annoverato nell'elenco dei locali storici italiani è da sempre considerato il ritrovo dei personaggi più illustri della città, punto di incontro di cultura e di vita mondana. Si affaccia direttamente su piazza del Popolo preceduto da un portico con arcate e soffitto affrescato. La vita del Caffè iniziò il 18 maggio 1907, giorno della sua inaugurazione.
- Palazzo dell'Arengo - Sede principale del Comune, il palazzo, che risale alla fine del XII secolo, quando vennero eretti nella stessa area il palazzo del Comune e dell'Arringo, venne totalmente rimaneggiato in epoca barocca con le due nuove facciate realizzate da vari esponenti della dinastia dei Giosafatti, caratterizzate da due ordini di finestre. La facciata su piazza Arringo ha nel corpo centrale un portico di cinque alte arcate e con il doppio ordine di finestre inquadrate da figure femminili e maschili.
- Palazzo Bazzani - Inaugurato nel 1915, a seguito della demolizione del complesso monastico delle Benedettine di Sant’Onofrio di cui si sono conservate nella facciata posteriore tre trifore gotiche.
- Palazzo Bonaparte - Diverso da tutti i palazzi gentilizi coevi della città rappresenta uno dei migliori esempi dell'architettura rinascimentale ascolana. Le sue mura esterne sono riccamente intessute da pietre intagliate che adornano sia le porte d'ingresso che tutte le finestre.
- Palazzo dei Capitani del Popolo - Affacciato su piazza del Popolo si distingue per la sua elegante torre merlata medioevale a fianco dello storico caffè Meletti. Palazzo dei Capitani del Popolo in piazza del Popolo. Nell'immagine a destra l'antico orologio e il monumento a papa Paolo III sull'archivolto Costruito fra il XIII ed il XIV secolo dall'unione di tre piccoli edifici separati da due rue, di cui uno provvisto di torre poi riutilizzata, venne rimaneggiato a seguito dell'incendio che nel 1535 distrusse quasi interamente l'interno. A quell'epoca risalgono il portale centrale, preceduto da una scalinata e sormontato dal monumento a Paolo III, il cortile a tre ordini di logge e lo scalone, questi ultimi realizzati da Camillo Merli attorno al 1550.
- Palazzo Cataldi - Ubicato in corso Giuseppe Mazzini, all'angolo con Largo dei Cataldi, presenta una facciata doppia sui due lati. Venne eretto nel XVIII secolo dall'architetto svizzero Gaetano Maggi. Acquistato nel 1869 dalla Banca d'Italia, venne ristrutturato da Cesare Bazzani.
- Palazzo Ferri - Ubicato in corso Giuseppe Mazzini presenta una facciata leggermente concava pregevolmente decorata da graffiti simbolici eseguiti nel 1880 che rappresentano un vero e proprio unicum nella città di Ascoli.

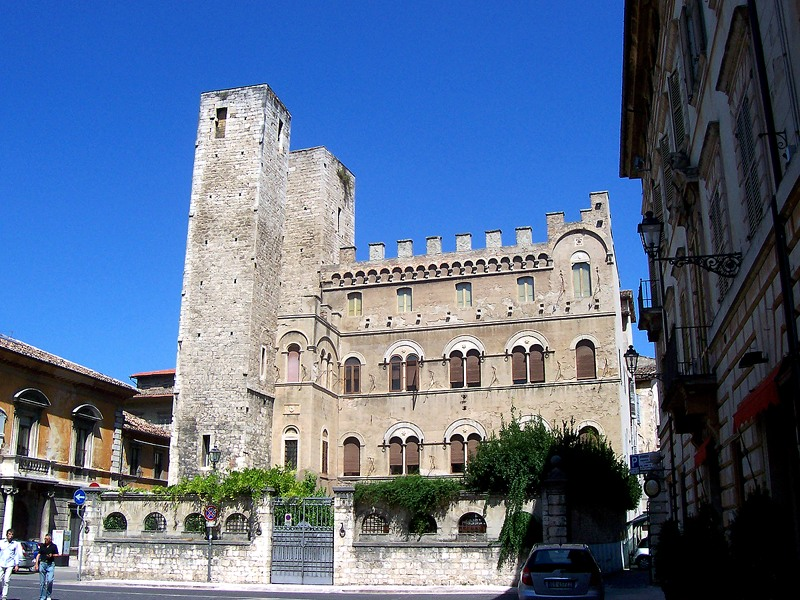
Palazzo Merli con le torri gemelle gentilizie del XII secolo

- Palazzo di Giustizia - Costruito nel 1939-1952, ospita il tribunale e la Procura della Repubblica.
- Palazzo del Governo (detto anche palazzo san Filippo) - È considerato tra gli edifici di maggiori dimensioni della città. La sua facciata occupa l'intero lato est di piazza Fausto Simonetti ed ospita al suo interno la sede della Prefettura e dell'Amministrazione Provinciale.
- Palazzetto Longobardo - Contiguo alla torre degli Ercolani che ne è parte integrante, è un pregevole esempio di casa gentilizia con torre annessa. Il complesso risale al XIII secolo. Rappresenta un rarissimo esempio di edilizia residenziale del Medioevo perfettamente conservato.
- Palazzo Malaspina - È uno degli edifici monumentali della città di Ascoli, costruito nella seconda metà del cinquecento e ottenuto con la fusione di edifici trecenteschi. L'architettura del palazzo è attribuita da Baldassarre Orsini a Cola dell'Amatrice.
- Palazzo Merli - Costruito nella metà del XIX secolo, presenta una facciata merlata in stile neorinascimentale che si affaccia su piazza Sant'Agostino. Contigue al palazzo e considerate parte di esso, spiccano le due torri gemelle gentilizie del XII secolo.
- Palazzo Saladini Pilastri – Costruito nel XVI secolo con blocchi di travertino, fu interamente ristrutturato nel periodo neoclassico.[38] L'immobile possiede un ampio giardino dove è presente una parte di un vecchio chiostro medievale.

#### Torri

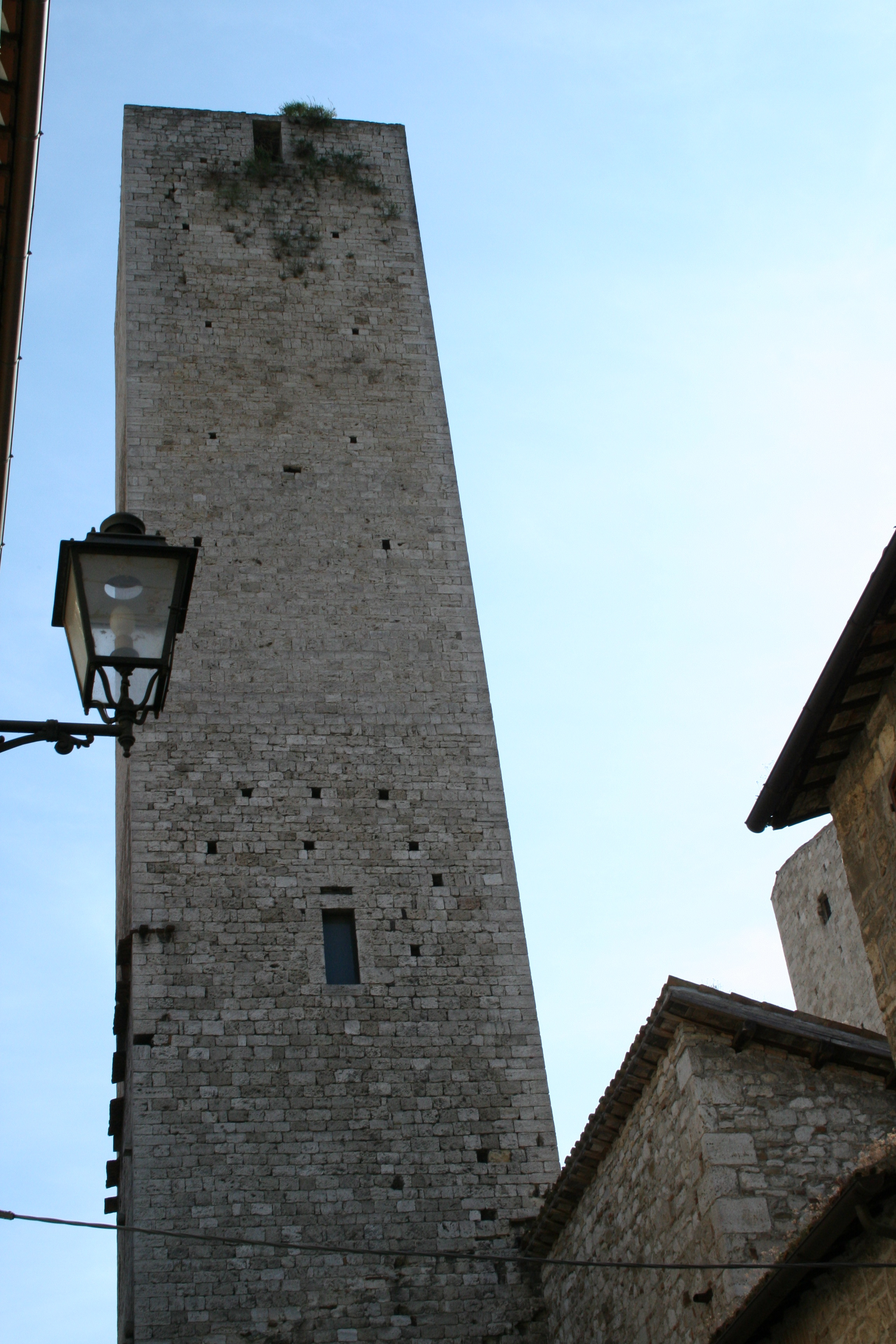
La torre degli Ercolani

La città medioevale aveva circa duecento torri gentilizie, la cui erezione iniziò subito dopo il Mille. Tuttavia, già Federico II nel 1242 ne fece distruggere novanta, e la loro riduzione e demolizione proseguì in maniera progressiva anche nel Rinascimento, tanto che dalla pianta del Ferretti (1646) se ne possono rintracciare in piedi 43. Allo stato attuale se ne riscontrano diverse decine, di cui alcune integre e altre trasformate in torri campanarie di chiese; le restanti sono state ridimensionate ed inglobate nelle abitazioni. Tra le più significative ricordiamo:
- Torre degli Ercolani - La più nota tra le torri gentilizie ascolane superstiti, fu costruita nel XII secolo contestualmente al palazzetto Longobardo, seguendo i canoni delle torri gentilizie. All'epoca la torre gentilizia urbana era intesa come una trasposizione del castello entro la cerchia delle mura civiche: conciliava funzioni di stoccaggio e di difesa a beneficio delle consorterie che ne promuovevano la costruzione, ma era soprattutto uno strumento di imposizione visiva.

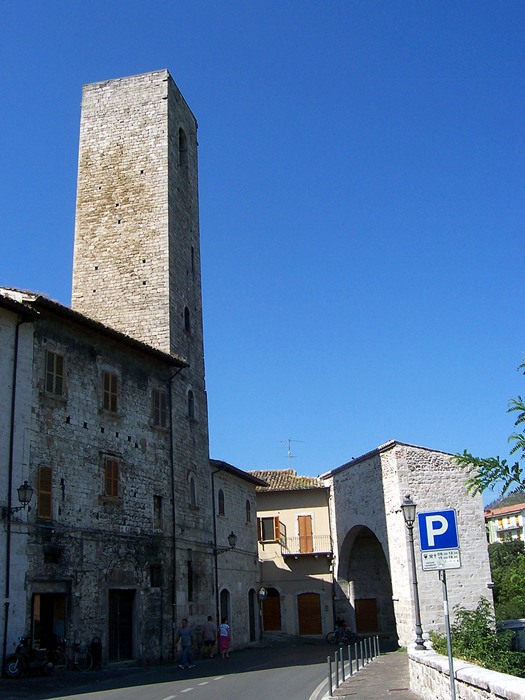
La torre dei Grisanti davanti a porta Solestà

- Torre degli Alvitreti - Elevata nel 1925 sulla base quadrata di una torre medievale già esistente, si trova all'incrocio tra via del Trivio e corso Mazzini, i due assi principali della città romana, ed è inglobato nella struttura del palazzo Alvitreti, rimaneggiato nel XVI secolo.
- Torre dei Capitani del Popolo - Torre campanaria dell'omonimo palazzo in piazza del Popolo. Riadattata dopo essere stata torre gentilizia, si distingue per la sua sommità merlata ed elegante.
- Torre dei Cavatrunci – Contigua ad un palazzo del quattrocento, si eleva nel lato sud di via dei Soderini, quasi dinanzi alla torre degli Ercolani.[39]
- Torre del Cucco – Situata isolata sul colle dell’Annunziata fu costruita nel XV secolo. Faceva parte del sistema difensivo della vicina fortezza Pia ed è così chiamata per la presenza del monastero, non più esistente, di San Pietro in Cuculo.
- Torre dei Grisanti – Situata davanti a porta Solestà e nei pressi dell'imbocco del ponte romano, la torre gentilizia fu costruita nel XII secolo.

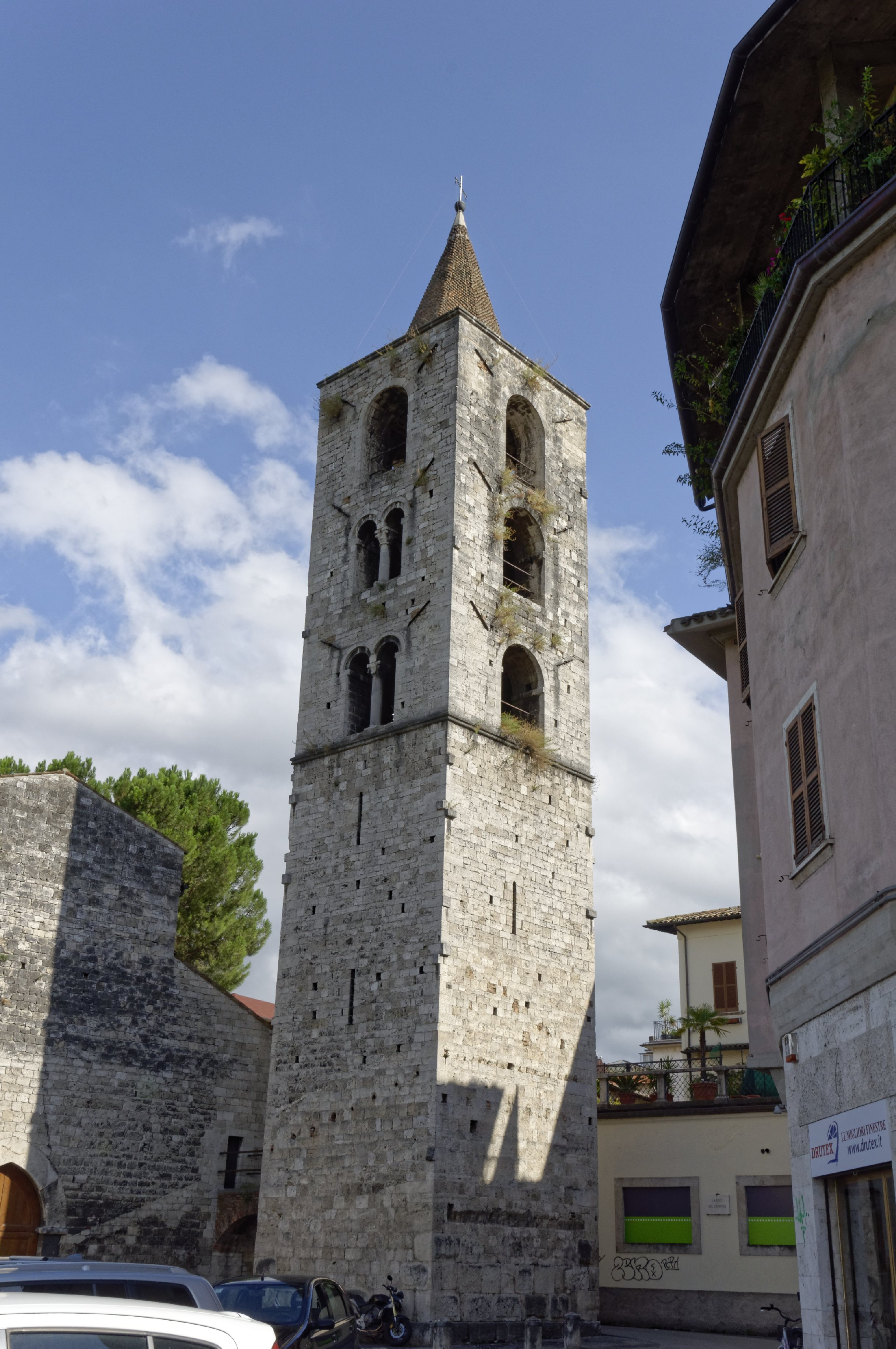
La torre campanaria di Santa Maria Intervineas dell'omonima chiesa

- Torre degli Imbriani – La torre gentilizia risalente al XIII secolo, fa parte strutturalmente del palazzo omonimo. La sua forma fu modificata nel corso dei secoli subendo un ridimensionamento dell’altezza.
- Torri gemelle dei Merli - Furono costruite nel XII secolo con i tipici conci di travertino. Ubicate una a fianco all'altra in via delle Torri nelle vicinanze della chiesa di Sant'Agostino sono tra i più begli esempi di torri gentilizie ascolane. Entrambi misurano 25 metri di altezza.[40]
- Torre dei Parisani – Situata nei pressi di piazza Ventidio Basso dove la si può ammirare, la torre gentilizia ha subito nel corso dei secoli un ridimensionamento dell’altezza.
- Torre di Santa Maria Intervineas - Torre campanaria dell'omonima chiesa, riadattata dopo essere stata torre gentilizia, costruita probabilmente nel periodo tra il XII e il XIII secolo. Posizionata in modo isolato rispetto al resto della chiesa, presenta nella parte più alta tre ordini di aperture, a tutto sesto e a bifore.
- Torre di San Pietro Martire - Torre campanaria dell'omonima chiesa, riadattata dopo essere stata torre gentilizia. Posizionata su un fianco della chiesa si eleva con i suoi 36 metri di altezza.
- Torre di San Venanzio - Torre campanaria dell'omonima chiesa, riadattata dopo essere stata torre gentilizia. L'esile costruzione vanta di aver conservato la doppia cornice di conci di travertino lungo il perimetro superiore.
- Torre di via delle Donne – Torre gentilizia risalente al XII secolo, posta alle spalle di una casa medievale sopraelevata e rinnovata nel XVI secolo. Si trova nelle vicinanze di piazza Ventidio Basso, adiacente al fianco sinistro della chiesa di San Pietro Martire. Ospita alcune aperture rettangolari, a metà dell'altezza, le cui cornici presentano bassorilievi con decorazioni a motivi a treccia e a zig zag.

#### Teatri

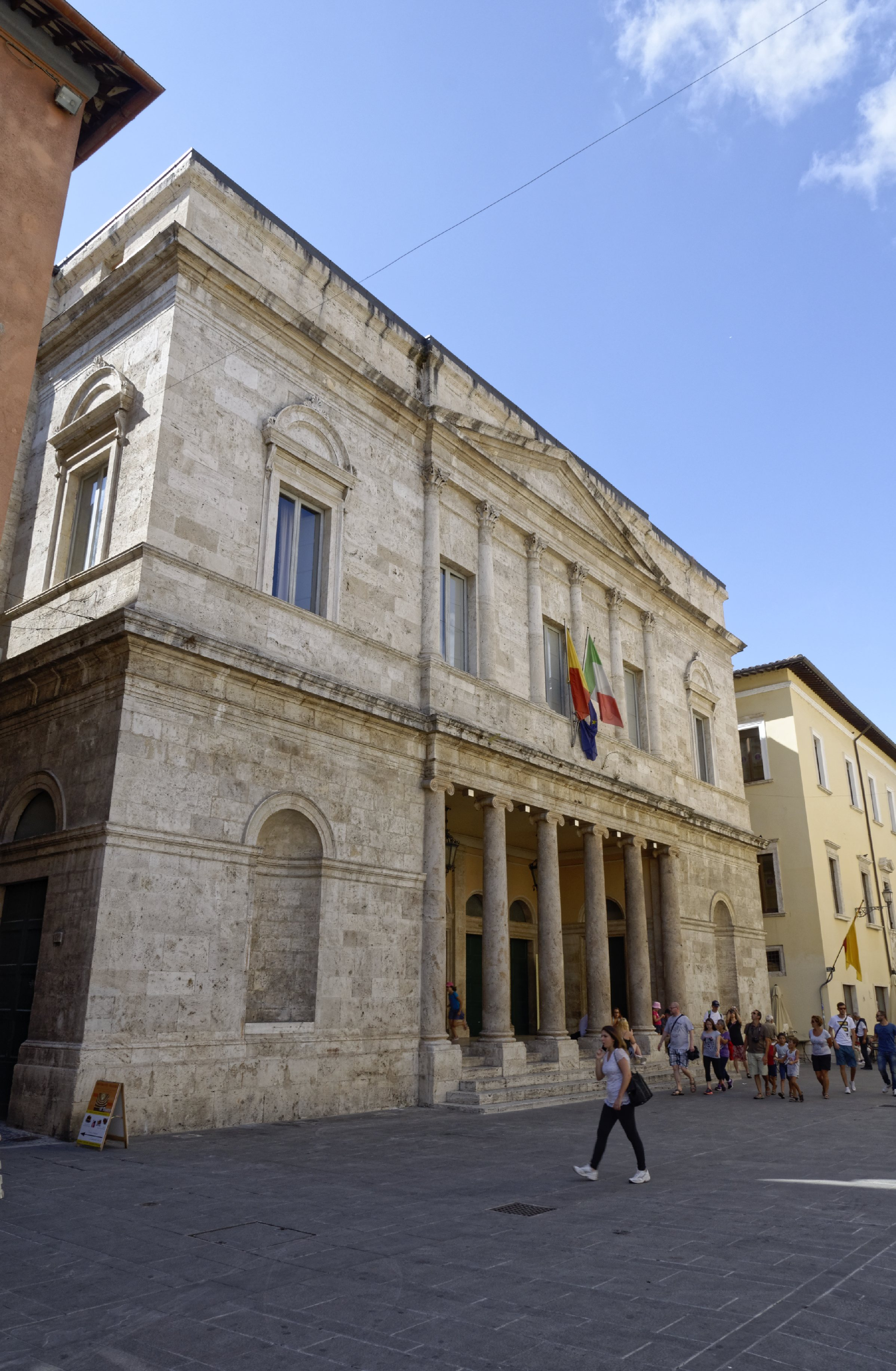
Il teatro Ventidio Basso con la sua facciata neoclassica

- Teatro Ventidio Basso - Opera realizzata da Ireneo Aleandri di Sanseverino tra il 1840 ed il 1846. Si mostra con la facciata neoclassica, in travertino, arricchita da un colonnato centrale in ordine ionico. La struttura si compone di una sala ovale con quattro ordini di palchi, suddivisi in 23 palchetti ciascuno ed il loggione a galleria, per una capienza totale di 842 spettatori.
- Teatro dei Filarmonici – Fu realizzato nel 1832 con i fondi reperiti dalla Società Filodrammatica che si costituì nel 1827. Ha una capienza di circa 400 posti distribuiti tra la platea, i due ordini di palchi ed il loggione.
- Auditorium Emidio Neroni – È costituito dall'unione di due edifici religiosi: la chiesa di San Francesco di Paola, del 1848, e quella di San Giovanni ad templum, del XII-XIII secolo. I due spazi furono restaurati e uniti. L'auditorium fu inaugurato nel 1992.[41]
- Auditorium Silvano Montevecchi – Strutturato a forma di ventaglio ha una capienza di circa 450 posti a sedere e presenta ai due lati due piccole tribune. Fu inaugurato nel 2014.
- Teatro romano - L'antico teatro romano ospita nei periodi estivi eventi teatrali e di vario genere. Gli spettacoli teatrali allestiti rientrano nell'ambito del circuito dei Teatri antichi uniti.[42]

#### Fontane
- Fonte di Sant'Emidio – Opera del XVII secolo, incorniciata da una loggia esterna suddivisa in cinque arcate sormontata da una balaustra di colonnine. Il luogo lega la sua storia alla tradizione di uno dei prodigi di sant'Emidio che non avendo a disposizione l'acqua necessaria per battezzare tutti i nuovi fedeli se la procurò battendo un sasso in questo luogo da cui fece sgorgare la sorgente che alimenta questa fonte.
- Fonte dei Cani - Nata col nome Fonte dei leoni è stata costruita nell'anno 1823 su disegno di Ignazio Cantalamessa. Attualmente è detta dei cani sebbene le sculture collocate sul fronte rappresentino due piccole leonesse, probabilmente recuperate dalla chiesa di Sant'Agostino e databili intorno al XIII secolo. Col trascorrere del tempo l'originaria denominazione è stata trasformata, poiché la vasca della fonte si trova a una modesta altezza rispetto al piano stradale, caratteristica che facilita e agevola i cani per abbeverarsi.[43]
- Fontane di Porta Maggiore - Nei pressi di Porta Maggiore si trovano le due monumentali fontane realizzate, in occasione dell'arrivo ad Ascoli dell'Acquedotto del Pescara, dall'architetto Vincenzo Pilotti e dallo scultore Antonio Mancini.[44][45] La composizione delle tre vasche che raccolgono il contenimento dell'acqua è sovrastata dalle figure di due statue, una femminile che reca in mano una conca e rappresenta l'Attesa, l'altra maschile ritratta nell'atto di bere personifica l'Arsura.

#### Porte cittadine

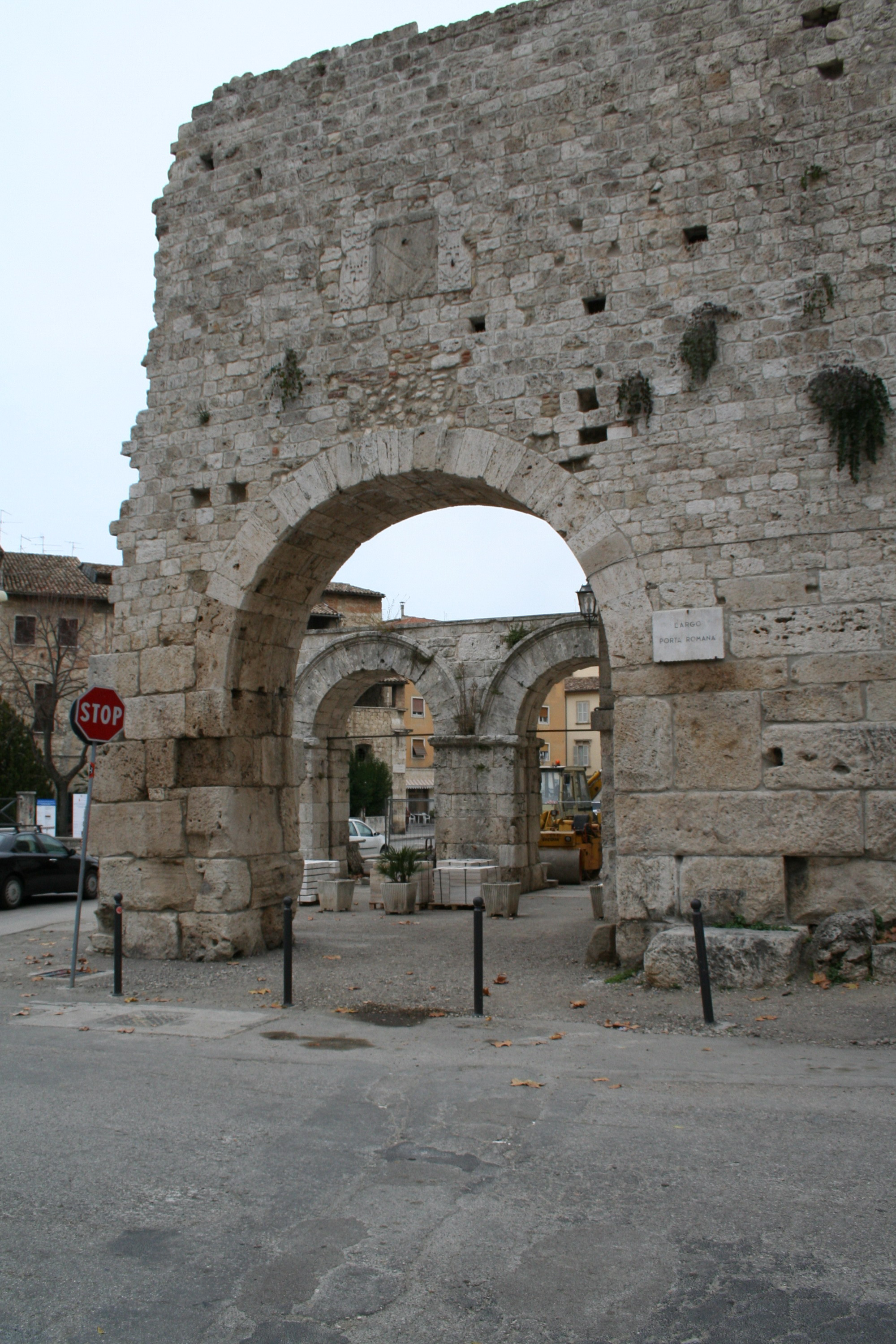
Porta Romana o porta Gemina

La città di Ascoli aveva il centro abitato racchiuso all'interno della cinta muraria che delimitava l'area urbana dalla campagna.

Le mura erano aperte da sette varchi che indirizzavano il traffico nei punti segnati dalle porte urbane. La posizione dell'incasato ascolano, raccolto tra i solchi dei fiumi Tronto e Castellano, determinò l'esigenza di costruire un ponte in corrispondenza di ogni porta cittadina ad eccezione delle due che si trovavano nella parte ovest direttamente sul piano stradale, Porta Romana e Porta Corbara.
- Porta Romana - È considerata fra le più vetuste ed importanti porte cittadine ascolane, attraverso i suoi fornici si immetteva la via Salaria all'interno della città provenendo da Roma. Con la sua monumentalità è architettonicamente classificabile come una tipica costruzione romana del I secolo a.C..

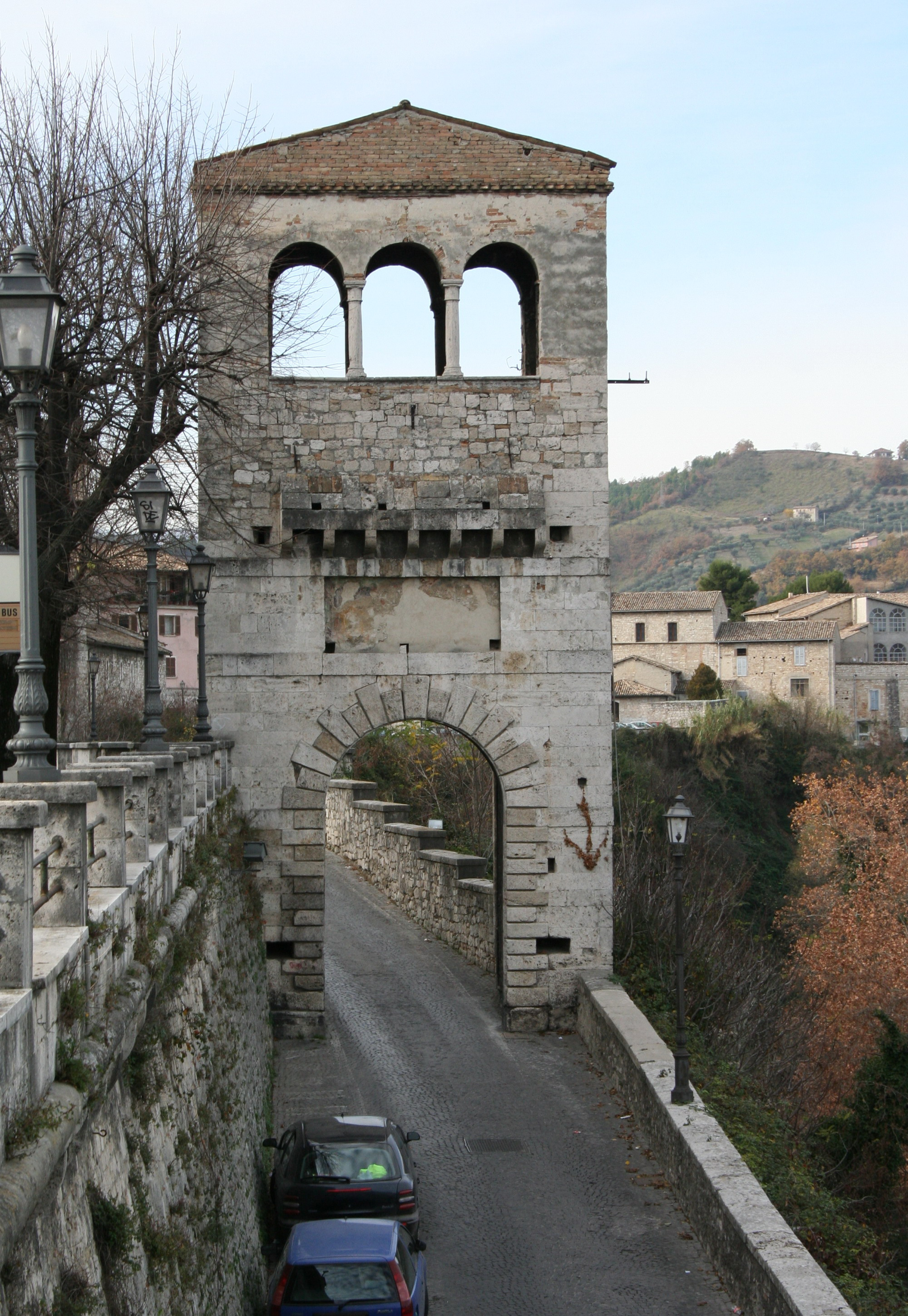
Porta Tufilla

- Porta Corbara – Si apriva all'altezza del piano stradale, nella zona ovest della città, lateralmente al Cassero (Fortezza Pia).
- Porta Solestà - Fu costruita nell'anno 1230, all'inizio del ponte Romano, per volere di Fidemilio da Mogliano utilizzando probabilmente materiali di risulta di una preesistente porta romana. Mostra al di sopra del fornice lo stemma del comune di Ascoli.
- Porta Tufilla - Eretta tra il 1552 e il 1555, come testimonia l'epigrafe della linea marcapiano: “PAULO IIII PONT MAX MDLV”, dall'architetto Camillo Merli, sulle fondamenta di una più antica.
- Porta Maggiore – Varco del lato est della città che mediante ponte Maggiore congiungeva il territorio urbano con l'altra sponda del Castellano. Demolita con l'Unità d'Italia, era stata realizzata nell'anno 1587 come monumentale arco onorario in travertino, per il quale lavorò lo scalpellino Antonio Giosafatti: esordio ascolano della dinastia artistica dei Giosafatti.
- Porta Cartara – La porta ebbe come primo nome Santo Spirito. Conduceva in città con l'attraversamento del ponte di San Nicola in Ponticello, costruito sul Castellano nella seconda metà dell'XI secolo. Successivamente all'edificazione della cartiera, voluta da papa Giulio II nel 1512, fu rinominata Cartara. Era detta anche Molinara, perché molto vicina a un mulino azionato dal fiume.
- Porta Torricella - Era collegata all'altra sponda del Castellano da un ponte non più esistente. Del varco rimane il profilo, ormai murato, visibile sul muraglione di sostegno del Lungo Castellano Sisto V.

#### Ponti

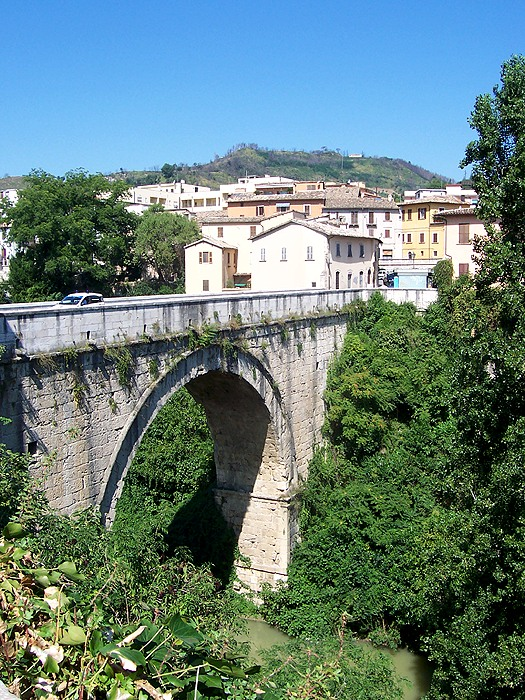
Il ponte romano di Solestà risalente all'età augustea e visitabile all'interno

- Ponte Romano di Solestà - Costruito durante l'età augustea è noto come uno dei ponti più rappresentativi della tecnica e della civiltà romana poiché ha conservato integralmente le sue caratteristiche costruttive. È visitabile all'interno attraverso un corridoio d'ispezione.
- Ponte di Cecco - Ponte di epoca romana, dell'età repubblicana. Nella tradizione popolare si attribuisce la sua realizzazione al diavolo che, su ordine di Cecco d'Ascoli, poeta ed astrologo ascolano, lo avrebbe realizzato in una sola notte.
- Ponte del Gran Caso - Ponte di epoca romana, prende il nome dall'omonimo torrente Gran Caso. Costituito da un'arcata, faceva parte dell'antica Via Salaria.
- Ponte Maggiore - Le sue arcate attraversano il torrente Castellano collegando il centro storico al quartiere di porta Maggiore. Fu fatto saltare dai guastatori tedeschi in ritirata durante la seconda guerra mondiale. Lo ricostruì, nell'anno 1946, l'ingegnere Giuseppe Viccei.
- Ponte dei Santi Filippo e Giacomo - Costruito in età medioevale, fu ricostruito nel 1471 causa un crollo parziale. Collega i quartieri di Porta Maggiore e Monticelli, divisi in quel tratto dal fiume Tronto. È visitabile all'interno attraverso dei locali chiusi per restauro.
- Ponte Tufillo - Si trova nelle vicinanze di porta Tufilla. La sua prima costruzione si fa risalire al tempo del vescovo ascolano Alberico, nell'anno 1097 e, secondo questa datazione, sarebbe stato il ponte medioevale più antico di Ascoli.
- Ponte Nuovo - Fu progettato e costruito negli anni tra il 1909 ed il 1911 da Umberto Pierpaoli, architetto, ed Enrico Cesari, ingegnere. Dal suo parapetto di destra si scorge il punto di confluenza di due dei tre corsi d'acqua che attraversano la città: il fiume Tronto ed il torrente Castellano.

### Architetture militari

#### Fortezze

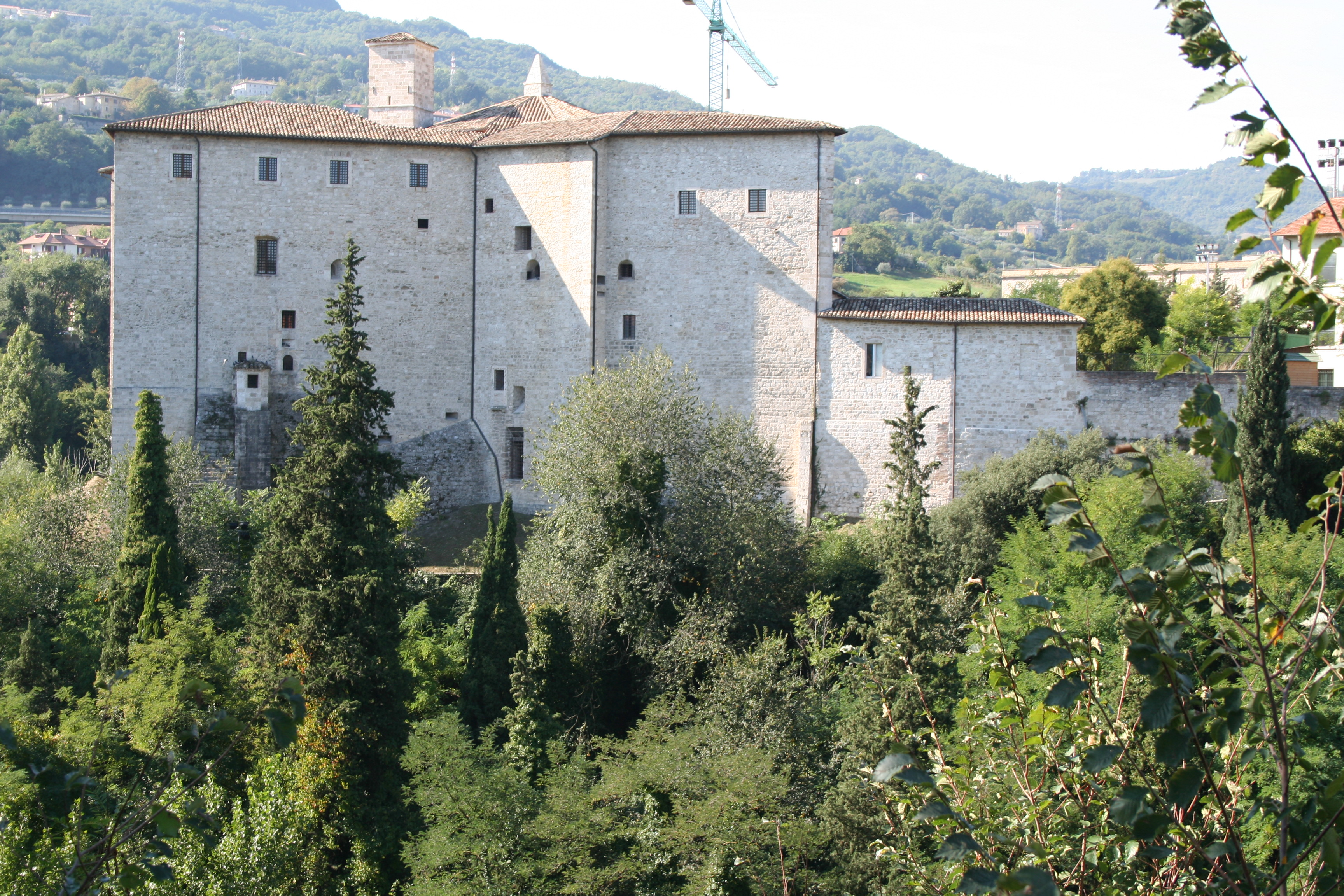
Il forte Malatesta, opera fortificata

- Forte Malatesta - Costruzione fortificata edificata nei pressi del ponte di Cecco, passo obbligato per chi accedeva nella città dalla zona est. Sorge vicino alle sponde del torrente Castellano ed è interamenta stata ricostruita sui resti di una precedente rocca, per volere del Signore di Rimini Galeotto Malatesta verso la metà del Trecento. Dal 2010 ospita un polo museale polifunzionale.
- Fortezza Pia - Antica costruzione militare fortificata che si eleva nella zona più alta della città, deve il suo nome a papa Pio IV che, nel 1560, volle farla ricostruire.

### Altro

#### Piazze

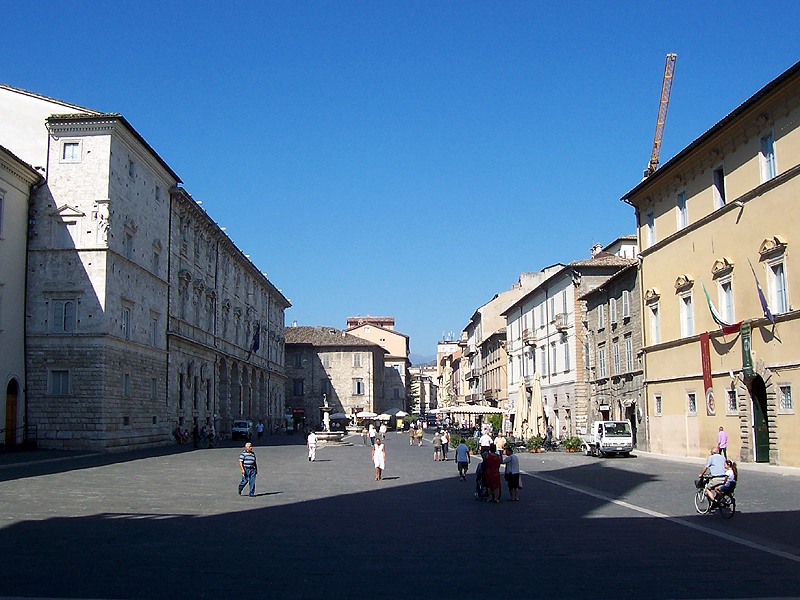
Piazza Arringo, la piazza monumentale più antica e di maggiori dimensioni della città

- Piazza del Popolo - Di stile rinascimentale è considerata una delle più note piazze d'Italia. Si apre a breve distanza dall'incrocio tra il cardo e il decumano dell'impianto stradale cittadino risalente all'epoca romana. Il suo spazio è circoscritto dalle facciate di palazzo dei Capitani, del Caffè Meletti e dalle leggere e gentili forme gotiche del fianco meridionale della chiesa di San Francesco, tutto il resto del perimetro è delimitato da palazzetti con portici ad arcate e coronamento merlato.
- Piazza Arringo – È la piazza monumentale più antica e dalle dimensioni più ampie della città. Si ritiene che fosse la sede dell'antico forum, di cui conserverebbe ancora forma e dimensioni, e si apre sull'antico percorso della consolare Salaria nel suo attraversamento cittadino. Centro del potere religioso e civile, fu centro propulsore dei più importanti accadimenti della vita sociale ascolana. Qui predicarono san Francesco d'Assisi, nel 1215, e san Giacomo della Marca, nel 1446; nell'anno 1355 vi furono redatti gli Statuti del Popolo che sostituirono gli Statuti del Comune, mentre nel corso dell'intera epoca medievale e della prima età moderna fu il luogo di svolgimento dei giochi equestri in onore di Sant'Emidio.
- Piazza Ventidio Basso - Ampio spazio irregolare che si apre nel centro storico, già dall'epoca romana e fino al XVII secolo fu il maggiore fulcro commerciale della città, rappresenta, tra le piazze maggiori, quella che meglio ha saputo conservare il tessuto edilizio ed urbanistico medievale. Da questa piazza, ogni anno, si avvia il corteo storico del torneo cavalleresco della Quintana.

#### Strade
- Rua delle Stelle o Via delle Stelle – Questa strada è il vecchio camminamento che si snodava al di fuori delle mura cittadine. Intraprendere questo percorso, che inizia nei pressi di porta Romana e giunge fino al ponte Romano di Solestà equivale ad un'immersione a ritroso nel tempo e fruire della possibilità di ammirare un panorama quasi intatto della città ai tempi dell'Età comunale.
- Via Salaria - È l'antica strada percorsa dai Romani, chiamata così perché veniva percorsa da Roma fino al mare Adriatico per prendere il sale.

#### Monumenti e opere architettoniche

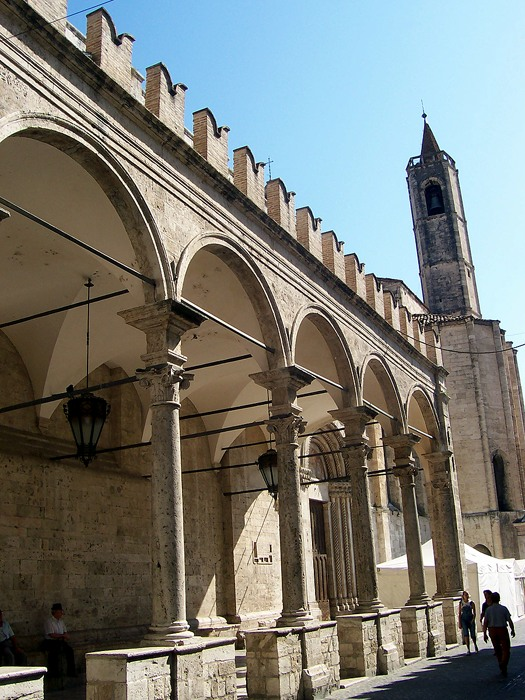
La loggia dei Mercanti, opera cinquecentesca addossata a parte del fianco destro della chiesa di San Francesco

- Edicola di Lazzaro Morelli - Costruita addossata ad un'abside della parete esterna della chiesa di San Francesco, nel 1639, su richiesta del Governatore ascolano Gerolamo Codebò e dedicata alla Madonna di Reggio.
- Loggia dei Mercanti - Opera cinquecentesca che si aggiunge alla preesistente facciata gotica della chiesa di San Francesco. Commissionata dalla ricca "Corporazione della Lana" si compone di cinque arcate, poggianti su colonne corinzie e termina con un cornicione merlato.
- Monumento ai Caduti – Dedicato ai Caduti di tutte le guerre, è composto da un basamento di marmo e laterizio sormontato da una statua in bronzo raffigurante la Vittoria. Fu realizzato nel 1927 dello scultore Gaetano Orsolini. Si trova in piazza Roma.

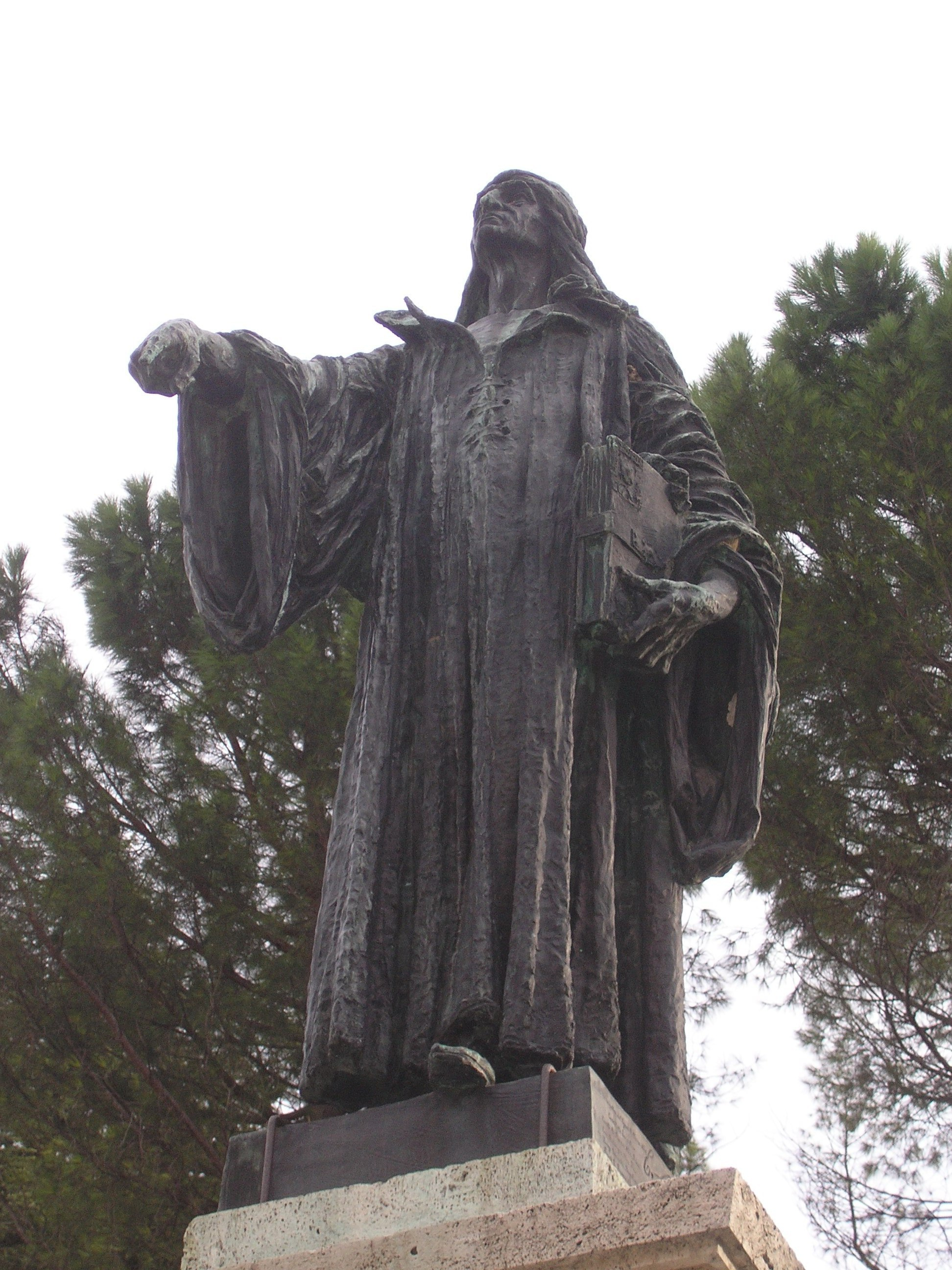
La statua in bronzo raffigurante Cecco d'Ascoli, realizzata a New York da ascolani emigrati

- Monumento a Cecco d'Ascoli - Fu realizzato a New York da ascolani emigrati nella Grande Mela e giunse in Ascoli nel 1921. Composto da un basamento di marmo sormontato da una statua in bronzo raffigurante Cecco d'Ascoli, è opera dello scultore Edoardo Camilli. Si trova in piazza Giacomo Matteotti nelle immediate vicinanze del ponte Maggiore[46].
- Monumento a Vittorio Emanuele II – Opera in marmo dedicata a Vittorio Emanuele II di Savoia. Fu realizzata nel 1882 dallo sculture Nicola Cantalamessa Papotti ed è posizionata al centro dei giardini pubblici nella zona est del centro storico.
- Porta della Musa - Questa porta è l'ingresso laterale della cattedrale di Ascoli ed è così poeticamente chiamata dal distico che si legge scalpellato sulla pietra immurata nel suo fianco. Situata tra la IV e la V lesena è un'opera tardo rinascimentale di difficile attribuzione. Alcuni ipotizzano Carlo Crivelli, altri Giuliano da Maiano ed altri ancora Lazzaro di Francesco, ma, quasi sicuramente, è opera di un capace, valente ed ignoto lapicida locale.
- Portale barocco - Si mostra con un prospetto consistente in un imponente portone, fiancheggiato da due semicolonne ioniche con bugne a fascia, e una sopraelevazione in muratura da cui si affaccia un balcone con ai lati due cariatidi. L'opera è stata realizzata da Giuseppe Giosafatti, nel XVII secolo, per il palazzo del canonico Candido Malaspina che sorgeva sul lato occidentale di piazza Arringo. L'edificio di proprietà del canonico è stato demolito per aprire via XX Settembre e raccordarla alla piazza.
- Statua del Cristo Redentore – È un monumento religioso dedicato al Redentore. Costruito con blocchi di travertino, fu inaugurato il 18 maggio dell'anno 1954 e rappresenta il Cristo rivolto verso Ascoli, con le braccia aperte in segno di protezione. Ha un'altezza complessiva di 12 metri.

#### Architetture scomparse
- Acquedotto di Porta Cartara: acquedotto in stile romano fu costruito nella metà dell'ottocento sopra al vecchio ponte che attraversava le acque del torrente Castellano. Presentava 19 arcate con sottarchi generosi. Fu minato nel 1944 dai soldati tedeschi in fuga.
- Anfiteatro romano: i resti sono interrati sotto piazza San Tommaso ed edifici adiacenti. Furono riportati alla luce ma poi reinterrati nel 1974. Ha una forma ellittica di 450 m. La sua imponente mole testimonia l’importanza della città all’epoca.

### Siti archeologici

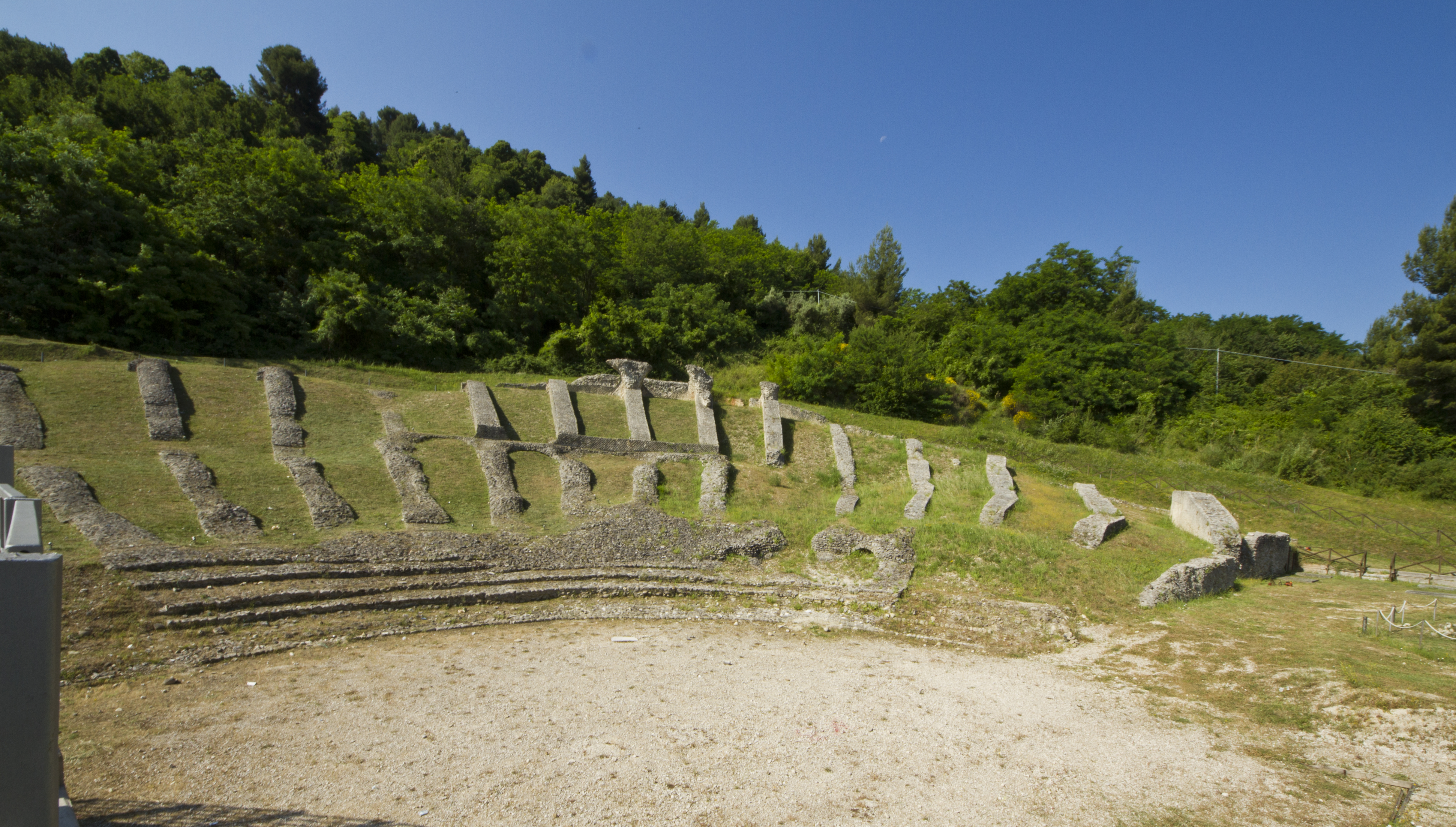
Il teatro romano di Ascoli Piceno

- Teatro romano - Addossato alle pendici del colle dell'Annunziata, è stato rinvenuto durante gli scavi condotti nell'anno 1932, e successivi del 1951 e del 1959. Presenta l'emiciclo delle gradinate esposto verso nord, la sua costruzione risalirebbe al I secolo a.C. con successivi restauri ed ampliamenti nella prima metà del I e II secolo dopo Cristo.
- Grotte dell'Annunziata - Costruzioni monumentali realizzate tra la fine del I secolo a.C. e l'inizio del I secolo d.C., all'epoca in cui l'antica Asculum era divenuta colonia di diritto romano. Si tratta di una vasta opera di sostruzione costituita da una serie di camere coperte a volta. Era in funzione di un edificio monumentale che si affacciava sulla città dal pianoro del colle, con grande effetto scenografico. Si ipotizza che si trattasse di un tempio.[47]
- Percorso archeologico interno a palazzo dei Capitani - Si tratta di un'area archeologica urbana musealizzata nel 1987 che si snoda all'interno del piano terra del palazzo dei Capitani e che mostra la stratigrafia di piani di pavimentazioni della piazza, che coprono l'arco di tempo compreso tra l'epoca romana e l'epoca contemporanea, con particolare interesse per le stratificazioni del periodo romano dalla fase repubblicana a quella tardoimperiale.
- Necropoli di Castel Trosino - La necropoli longobarda fu scoperta nel 1893 nei pressi del borgo di Castel Trosino. Furono rinvenute oltre 260 tombe, di cui la maggior parte restituiva il proprio corredo funerario e altre preziose manifatture realizzate in vetro, oro ed argento.[48]

### Aree naturali
- Parco dell'Annunziata - Il parco estende la sua superficie nella zona più alta della città, sull'antico colle Pelasgico, ed è considerato il polmone verde di Ascoli.Un'immagine dei giardini pubblici situati in corso Vittorio Emanuele II

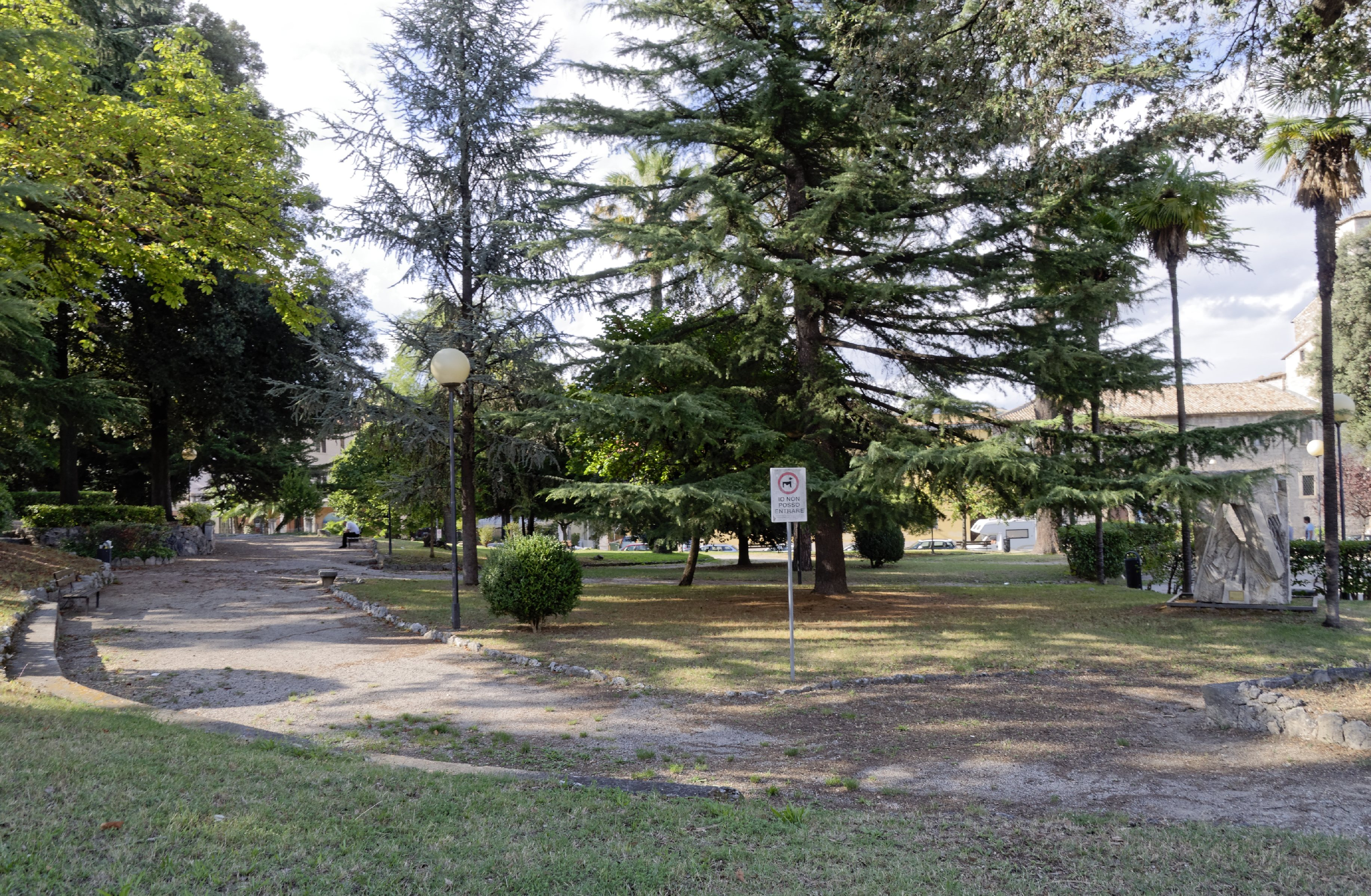
Un'immagine dei giardini pubblici situati in corso Vittorio Emanuele II

- Parco della Rimembranza - Inaugurato il 5 luglio 1925, in occasione della commemorazione del decimo anniversario dell'entrata in guerra, alla presenza del principe ereditario Umberto di Savoia.
- Parco “Ugo Tasselli” – Situato nel quartiere di Porta Romana nell'area dell'ex tirassegno, c'è il parco urbano intitolato a Ugo Tasselli, un giovane ascolano prematuramente scomparso. All'ingresso di viale Treviri è esposta una targa dedicata alla sua memoria. Inaugurato il 30 marzo 2014, di forma rettangolare, presenta verde attrezzato con area giochi per bambini, impianti sportivi per il calciotto, il calcio a 5, il torball e un'area per cani.[49]
- Giardino botanico “Benito Di Lorenzo” - Il giardino, inaugurato nell'anno 1988, si trova in viale della Repubblica nell'area dell'Istituto tecnico agrario statale “Celso Ulpiani”. Nato con scopi prevalentemente didattici ospita innumerevoli varietà di piante tra cui olivi di rara varietà.[50]
- Giardini pubblici di corso Vittorio Emanuele II - Situato nella zona est del centro storico della città, fu inaugurato nel 1873. Al suo interno trova collacazione la statua di Vittorio Emanuele II.[51]

## Società

### Evoluzione demografica
Abitanti censiti

### Etnie e minoranze straniere
Al 31 dicembre 2023 gli stranieri residenti nel comune erano 2 935, ovvero il 6,46% della popolazione. Di seguito sono riportati i gruppi più consistenti:
- Romania, 616
- Albania, 271
- Filippine, 255
- Macedonia del Nord, 222
- Polonia, 195
- Marocco, 152
- Ucraina, 141
- Cina, 124
- Nigeria, 117
- Senegal, 85

### Istituzioni, enti e associazioni
In città sono presenti le sedi della Provincia di Ascoli Piceno e della Prefettura in piazza Fausto Simonetti e alcuni uffici della Regione Marche in viale Indipendenza. Dal 2020 ha sede in città la Soprintendenza Archeologia, Belle Arti e Paesaggio per le province di Ascoli Piceno, Fermo e Macerata.
Strutture sanitarie
- Ospedale generale provinciale "Costanzo e Gaetano Mazzoni"[55] – È la struttura sanitaria pubblica facente capo all'Azienda Sanitaria Territoriale 5 delle Marche. Il complesso è ubicato nel quartiere di Monticelli, nella zona est della città.

Strutture militari e penitenziarie
- 235º Reggimento Addestramento Volontari "Piceno" – Costituito il 6 febbraio 1917[56]  ha sede presso la caserma "Emidio Clementi" e addestra i volontari in ferma prefissata di un anno di entrambi i sessi. Nel 2001 in piazza del Popolo vi è stato il primo giuramento nella storia della Repubblica italiana di donne soldato.

Fino al 21 dicembre 2007 la città è stata sede del Comando Reclutamento e Forze di Completamento Esercito "Marche", in seguito trasferito ad Ancona nel 2008 e sede della Scuola A.U.C. (Allievi Ufficiali di Complemento), all'epoca chiamata anche la 2^ Modena (Accademia).
- Casa circondariale di Marino del Tronto - L'istituto è funzionante dal 1981. È caratterizzato principalmente da una separazione, sia strutturale sia gestionale: la Sezione Giudiziaria, il Circondariale vero e proprio e la Sezione "Marino", Penale che ospita i detenuti sottoposti al regime previsto dall'articolo 41 bis (Ordinamento penitenziario), più noto come Regime di carcere duro.[57]

## Cultura

### Istruzione

#### Biblioteche
- Biblioteca comunale "Giulio Gabrielli" - Fondata nell'anno 1849, è situata all'interno del Polo culturale Sant'Agostino. La biblioteca conta la presenza di circa 200.000 volumi tra cui, il più antico, è il Ritmo di Sant'Alessio, codice benedettino della fine del XII secolo, una delle più antiche testimonianze della letteratura italiana, e una raccolta di altri codici e corali miniati. Acquisì, dopo l'unità d'Italia, i fondi librari delle corporazioni religiose.
- Biblioteca comunale di via Monte Grappa.
- Biblioteca comunale di via San Serafino.
- Biblioteca comunale di largo delle Ginestre.
- Biblioteca ed Archivio Diocesano - Istituita nell'anno 1935, annovera al suo interno circa 50.000 volumi, tra i quali quelli della biblioteca capitolare ed i testi donati da Giuseppe Fabiani e Francesco Antonio Marcucci.
- Biblioteca provinciale di storia contemporanea "Ugo Toria" - Si trova nel complesso architettonico della Cartiera papale e conta la presenza di circa 18.000 volumi soprattutto di storia contemporanea. Fa parte del Polo SIP costituito da ventinove biblioteche delle province di Ascoli Piceno e Fermo.
- Biblioteca dell'università del Polo delle Scienze "Luca Luna"[58].
- Archivio di Stato.

#### Scuola
In città sono presenti numerose scuole medie superiori statali e private, per poter far fronte alla grande richiesta non solo degli studenti locali, ma anche degli studenti di gran parte dei comuni della provincia e di alcuni dell'Abruzzo settentrionale.

L’offerta di scuole medie superiori è la seguente:
- Liceo "F. Stabili – E. Trebbiani" (Liceo Classico, Liceo Economico sociale, Liceo Linguistico, Liceo delle Scienze umane e Liceo del Made in Italy[59])
- Liceo "A. Orsini - O. Licini" (Liceo Scientifico e Liceo Artistico)
- Liceo delle Scienze umane "T. Relucenti" (paritario)
- Istituto tecnico Agrario "C. Ulpiani"
- Istituto di Istruzione Superiore "Mazzocchi - Umberto I" (Biotecnologie ambientali e sanitarie, Relazioni Internazionali, Amministrazione Finanza e Marketing, Turismo, Costruzioni ambiente e territorio e Tecnologie del legno nelle costruzioni)

- Istituto di Istruzione Superiore "E. Fermi – G. Sacconi – A. Ceci"
- Istituto professionale Servizi per l’Agricoltura e lo Sviluppo rurale "C. Ulpiani"
- Istituto professionale Servizi per l'Enogastronomia e l'Ospitalità alberghiera
- Istituto d'Istruzione "Cecco d'Ascoli" (privato)
- Scuola "Atheneo" S.a.s. (privato)
- Centro studi "L. Da Vinci" (privato)

#### Università e ricerca

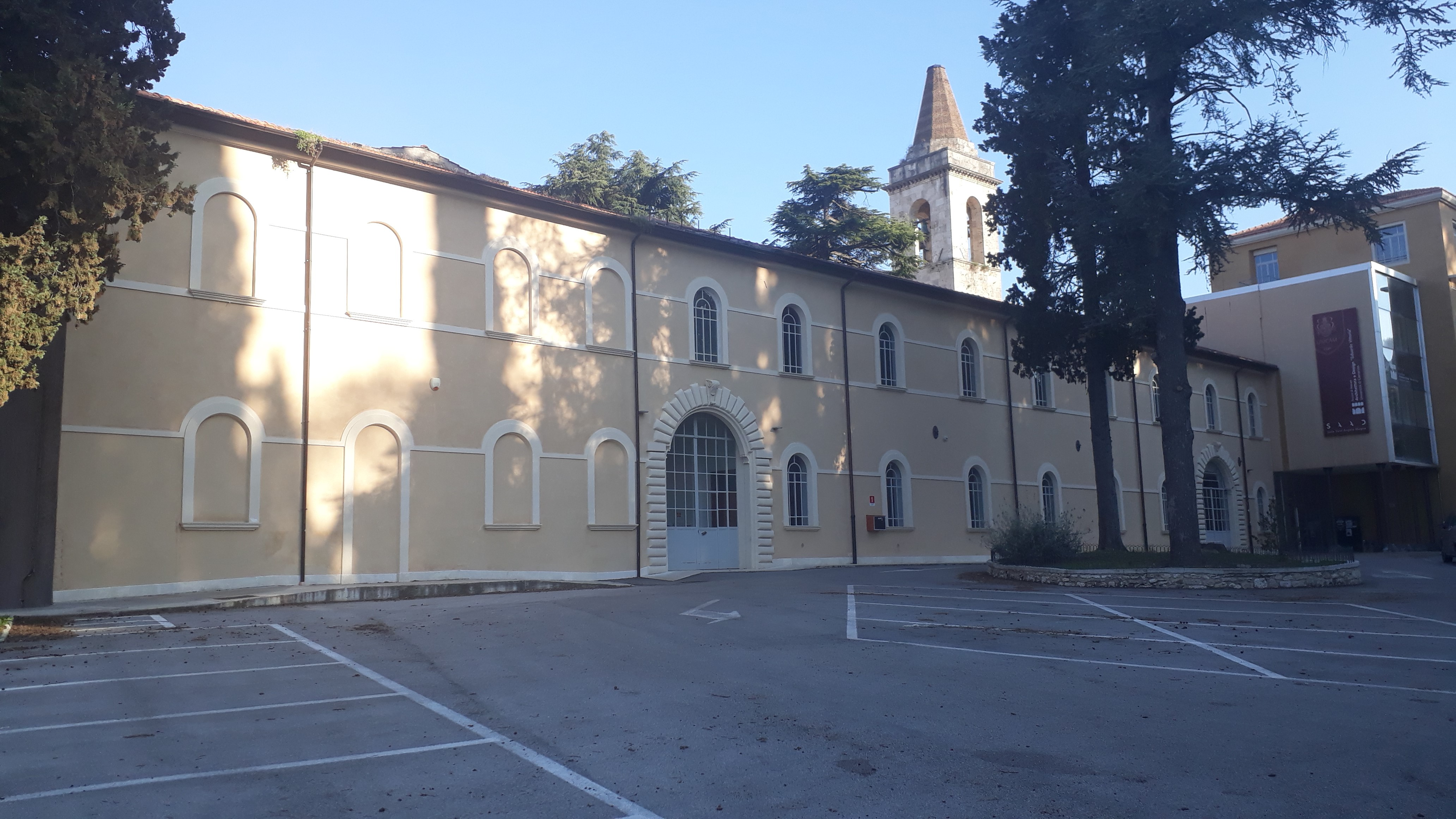
La sede Sant'Angelo Magno della Scuola di Ateneo Architettura e Design

- Università - L’ente gestore è il Consorzio Universitario Piceno, nato con lo scopo di promuovere l’offerta formativa universitaria e parauniversitaria nella provincia di Ascoli Piceno. La città ospita corsi dell'Università degli Studi di Camerino e dell'Università Politecnica delle Marche. È sede amministrativa e didattica della Scuola di Ateneo Architettura e Design "Eduardo Vittoria" (Unicam) e sono presenti inoltre corsi di specializzazione tecnologica ITS[60] e master universitari di I e II livello.
- Frida Art Academy - Scuola libera di belle arti gestita dalla Fondazione Ricerca Discipline Artistiche (F.RI.D.A.). Fondata nel 2021 ha sede nel complesso del Polo culturale Sant'Agostino[61][62].
- Istituto superiore di studi medievali "Cecco d'Ascoli" - Fondato nel 1987 con lo scopo di promuovere la ricerca e lo studio del medioevo con particolare riguardo all'analisi ed all'approfondimento del patrimonio storico, culturale e folcloristico del Piceno[63].

#### Musei

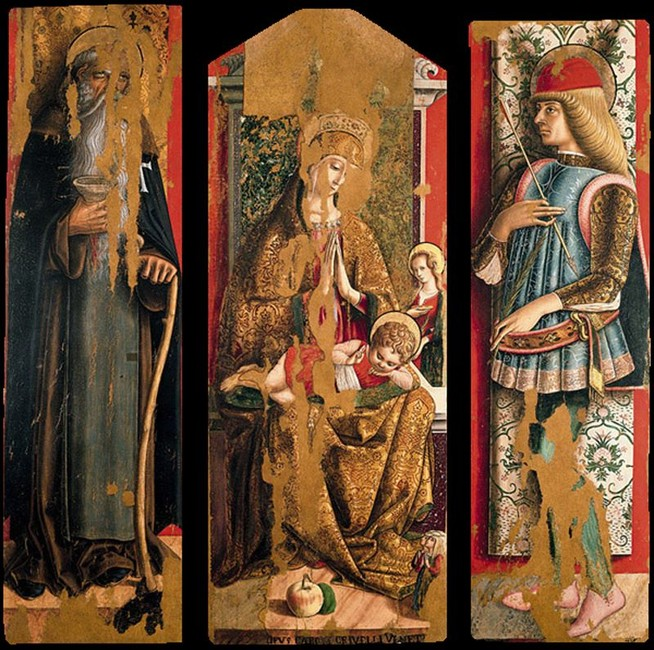
Il Secondo trittico di Valle Castellana, opera di Carlo Crivelli conservato nella Pinacoteca civica

- Pinacoteca civica - Tra le raccolte più interessanti dell'Italia centrale, si sviluppa su due piani del Palazzo dell'Arengo, e conserva opere pittoriche su tela e su tavola realizzate dal XIV al XX secolo. Tra gli artisti più famosi presenti: Tiziano, Guido Reni, Carlo Crivelli, Pietro Alemanno e Giuseppe Pellizza da Volpedo. Di notevole pregio e fama è il piviale di manifattura inglese, del XIII secolo, che il papa ascolano Niccolò IV donò alla cattedrale della città. Completano la collezione sculture ed elementi decorativi come arredi barocchi e ceramiche.
- Galleria d'arte contemporanea "Osvaldo Licini" - Ospitata presso il complesso del Polo culturale Sant'Agostino espone al suo interno la maggiore collezione pubblica mondiale del pittore Osvaldo Licini e comprende, inoltre, dipinti di Lucio Fontana, de Pisis, Roberto Matta, Gino Severini, Tullio Pericoli ed altri.
- Museo dell'arte ceramica - Inaugurato nel 2007 nel complesso di San Tommaso, conserva al suo interno ceramiche dell'antica tradizione ascolana, dal XIV secolo fino al XX secolo, oltre una sezione dedicata alle ceramiche italiane come Castelli, Deruta, Faenza, Montelupo Fiorentino e altre.
- Forte Malatesta - L'antica opera fortificata accoglie il museo dell'Alto Medioevo con l'esposizione dei corredi in oro di due delle circa 260 tombe longobarde scoperte nel 1893 presso la necropoli di Castel Trosino[64], il museo multimediale Cinema & territorio "I Costumi nel cinema"[65] e il parco "Giuseppe Marinucci" con le opere dell'artista ascolano[66].

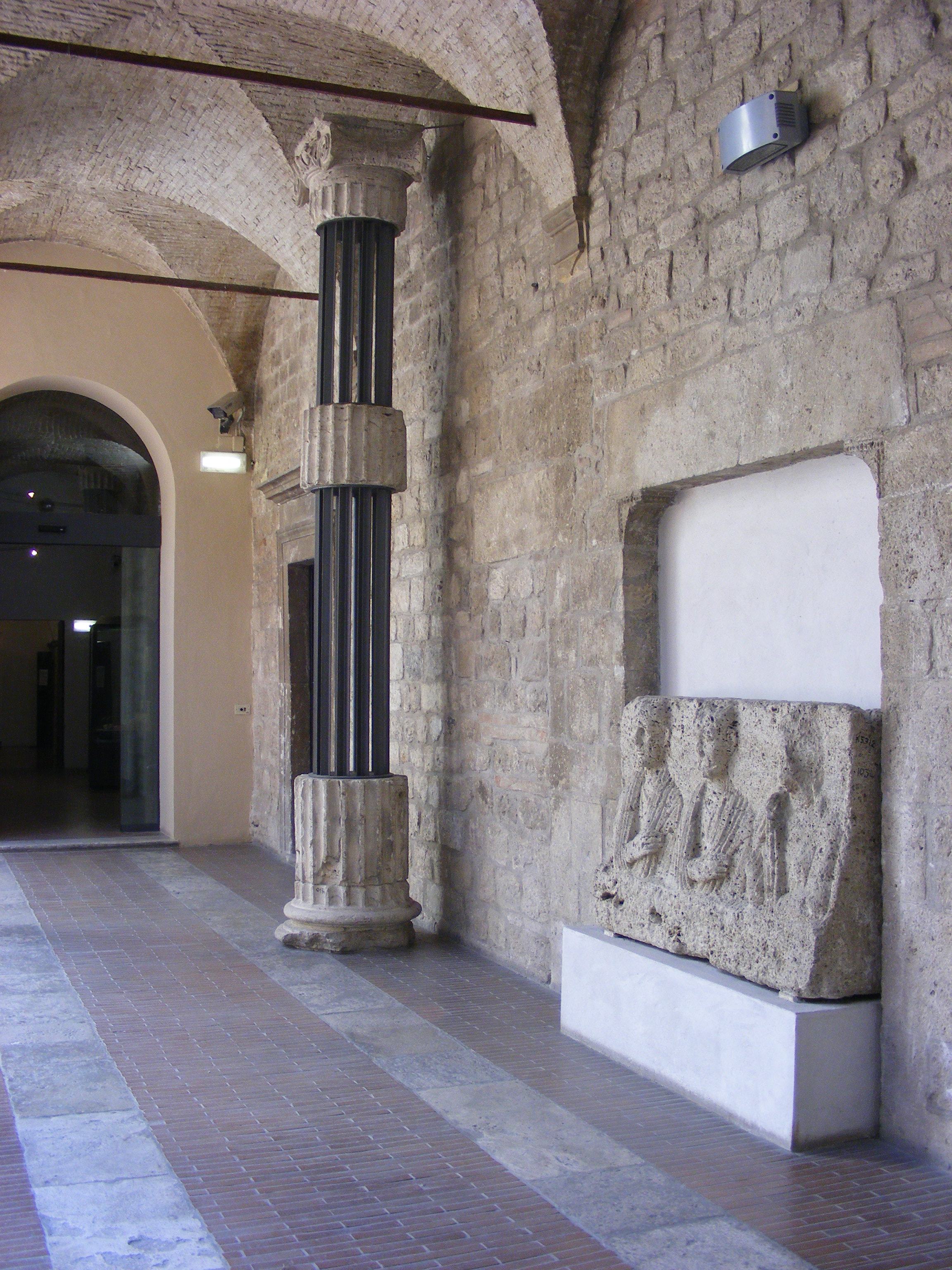
Ingresso del Museo archeologico statale

- Musei della Cartiera papale - Complesso architettonico che ha sempre ospitato mulini ad acqua e che ben rappresenta un esempio di archeologia industriale. Si sviluppa su più livelli edificati in diversi periodi, attualmente ospita il museo della carta, il museo di storia naturale "Antonio Orsini", gli antichi mulini e il museo high-tech dell'acqua "Tutta l'acqua del mondo".[67][68]
- Museo archeologico statale – Ospitato nei locali di Palazzo Panichi espone rinvenimenti del territorio ascolano e di tutto il Piceno in generale. È diviso in tre sezioni: preistoria, protostoria e romana.[69]
- Museo diocesano - Inaugurato nell'anno 1961 dal vescovo Marcello Morgante raccoglie pregevoli opere di arte sacra.
- PicenWorld museum – Museo multimediale dedicato all'antica cività del popolo piceno, dalla nascita al suo declino[70].
- Emygdius museum – Il museo dedicato a Sant'Emidio patrono della città e protettore dei terremotati, si trova nel piano superiore della chiesa di Sant'Ilario ed è composto da pannelli illustrativi, testimonianze, reperti e altri oggetti che narrano la storia, il culto e la diffusione nel mondo del Santo Patrono.[71]
- Museo-biblioteca "Francesco Antonio Marcucci" - Inaugurato nel 1994 ha sede nell'appartamento di monsignor Marcucci dove sono custoditi oggetti e memorie riguardanti la congregazione da lui stesso fondata, oltre la biblioteca e la cappellina.

### Media

#### Stampa
La città è sede delle redazioni di quotidiani con edizioni locali:
- Corriere Adriatico
- Il Resto del Carlino

Fino al 2016, veniva pubblicata anche l’edizione ascolana de Il Messaggero. Successivamente alla chiusura, l’edizione nazionale del quotidiano romano è stata abbinata con il Corriere Adriatico.

#### Radio
- Radio Ascoli
- Radio LatteMiele Ascoli

#### Televisione
- Quintarete
- RTM - Rete Televisiva Marche
- TVRS

### Teatro
- Compagnia dei Folli - Gruppo teatrale italiano di strada e d'immagine fondato nel 1984 a Castel Trosino. Dopo molti anni di attività, nell'anno 2002, la Compagnia ha dato vita a uno spazio teatrale nella città presso il Palafolli, dove ha creato anche una scuola di teatro.
- Compagnia del Capannone – Costituita nell'anno 1987 perseguendo l'impegno di proporre commedie in dialetto ascolano, oltre a testi in lingua italiana.[72] Tra le sue rappresentazioni la commedia Sparpagghiò la storia e la morte con musiche di Giovanni Allevi.
- Synergie Teatrali - Compagnia di prosa professionale costituitasi ad Ascoli Piceno.[73]

### Cinema

Alfredo Alfredo, Dustin Hoffman e Stefania Sandrelli in una scena del film

I film più importanti girati in questa città:
- I delfini (1960) di Francesco "Citto" Maselli
- Serafino (1968) di Pietro Germi
- Alfredo Alfredo (1972) di Pietro Germi
- Peccato senza malizia (1975) di Theo Campanelli
- Morirai a mezzanotte (1986) di Lamberto Bava
- Il grande Blek (1987) di Giuseppe Piccioni
- Il grande Fausto (1995) di Alberto Sironi
- Cuori al verde (1996) di Giuseppe Piccioni
- Fate un bel sorriso (2000) di Anna Di Francisca
- Sospetti (serie TV del 2000) di Luigi Perelli e Gianni Lepre
- E adesso sesso (2001) di Carlo Vanzina
- Un caso di coscienza (serie TV del 2003) di Luigi Perelli
- L'eretico - Un gesto di coraggio (2005) di Piero Maria Benfatti
- Kanthaswamy (2009) di Susi Ganesan[75]
- Made in Italy (2018) di Luciano Ligabue
- Umami – Il quinto sapore (2021) di Angelo Frezza
- L'ombra del giorno (2022) di Giuseppe Piccioni

Altro in TV
A partire dal 1993, la Rai trasmette la diretta del torneo cavalleresco della Quintana, nella sua principale edizione di agosto. Inizialmente su Rai 1, a cura del TG1, e con la telecronaca di Puccio Corona e di Luigi Saitta, successivamente venne trasmessa a cura di Rai International. Dal 2014 la trasmissione è curata dalla TGR Marche e viene trasmessa su Rai 3. Negli anni novanta è stata, grazie al patron Vittorio Salvetti prima, e al figlio Andrea dopo, tappa fissa del Festivalbar. Nella cornice di piazza del Popolo si sono svolte le edizioni del 1991, 1992, 1993, 1994, 1995, 1999. Nel 1995, causa lavori di restauro all'arena di Verona, sede delle finalissime della manifestazione, la città di Ascoli ospitò le due serate delle finali presentate da Amadeus, Federica Panicucci e Laura Freddi. Tra gli spot pubblicitari ricordiamo quello della Fiat Seicento nel 1999, quello della Telecom-Impresa Semplice (come scenario) e quello della Vodafone, entrambi nel 2012. Nel 2015 il centro storico è stato il set dello spot della Serie A-TIM.

### Musica
La città di Ascoli vanta una considerevole tradizione musicale. L'Istituto musicale "Gaspare Spontini" fondato nel 1957 sotto forma di liceo musicale, è il più rappresentativo tra le realtà locali ed ha sede a palazzo Pacifici nel cuore del centro storico. Dal 2010 è convenzionato con il Conservatorio statale di musica "Gioachino Rossini" di Pesaro e si collega alla storica Società Filarmonica Ascolana fondata nel 1874. I principali corsi di studio si articolano in storia, elementi di armonia e analisi, canto, teoria e ritmica, pianoforte, pratica pianistica, violino, violoncello, fisarmonica, chitarra, basso tuba, clarinetto, flauto, tromba, sassofono, strumento a percussione, danza classica, danza modern jazz e corsi di "popular music".

### Cucina

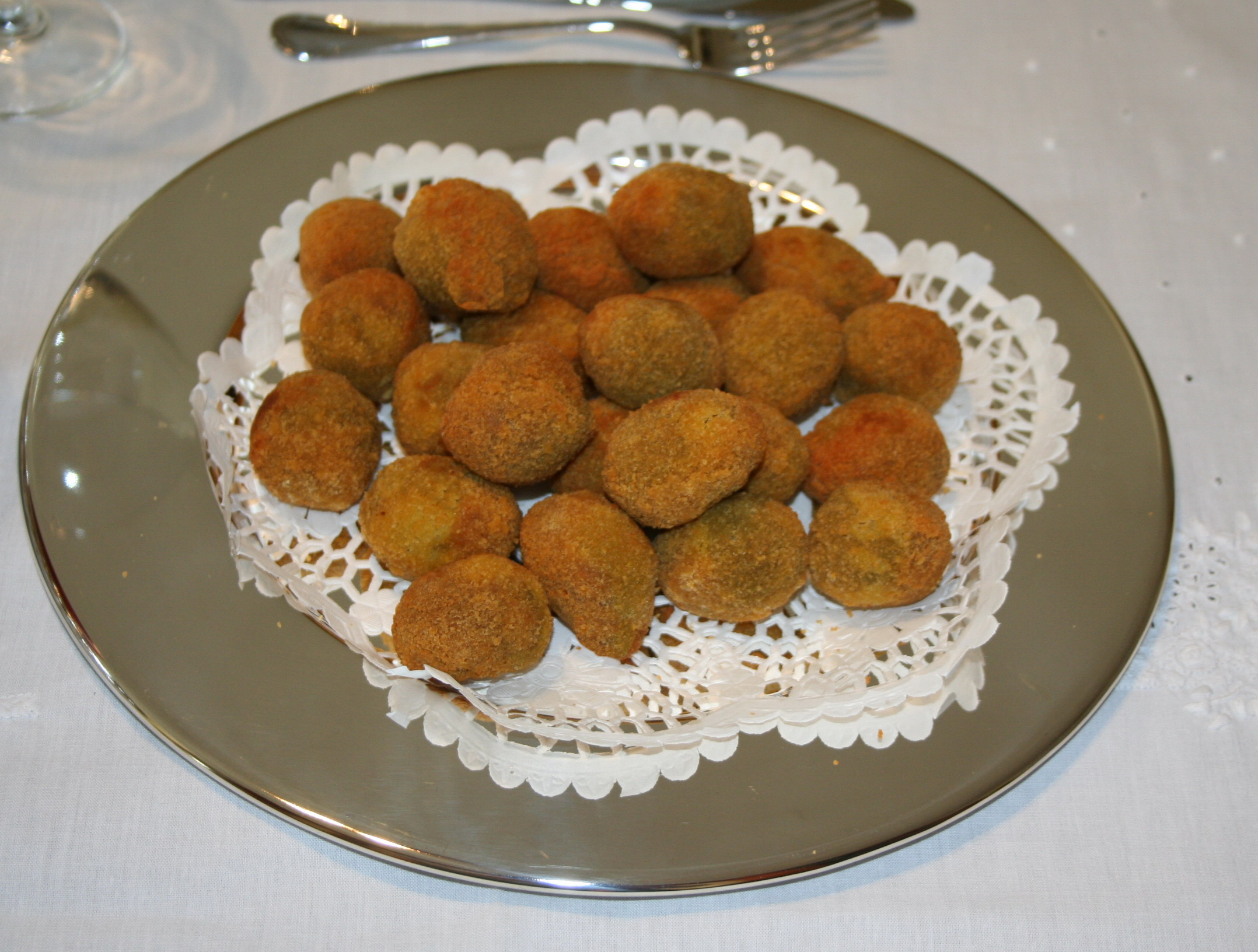
Le olive all'ascolana, composte da olive verdi denocciolate e riempite con un composto a base di carne mista e poi fritte

I piatti che maggiormente rappresentano la cucina e la gastronomia locale sono le olive all'ascolana e il fritto all'ascolana: entrambi devono il loro nome alla città. Le olive verdi tenere, dopo essere state denocciolate e riempite con un morbido composto a base di carne mista vengono impanate e fritte. Il fritto all'ascolana è una pietanza che si compone di costolette di agnello, carciofi, olive ascolane e crema fritta (cremini).

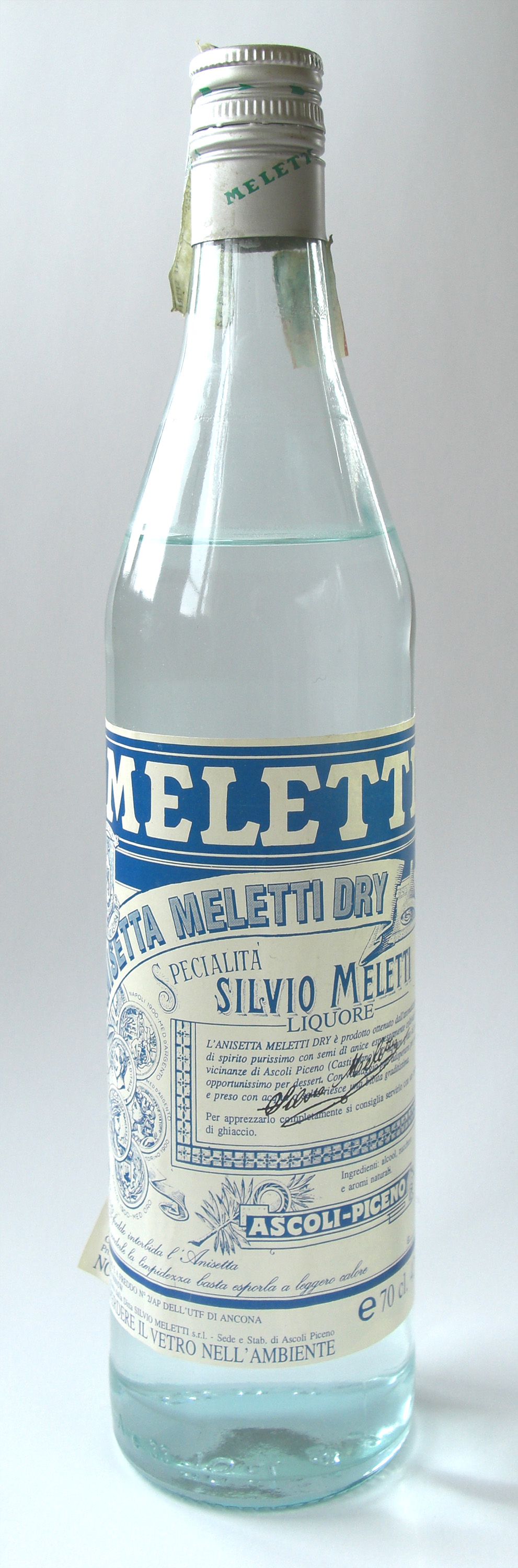
L'anisetta Meletti, liquore dolce all'anice prodotto nel Piceno

Un'altra specialità territoriale, legata alla tradizione, è l'oliva in salamoia. Si tratta di olive verdi tenere ascolane che, dopo la raccolta, sono messe in salamoia con acqua, sale ed erbe selvatiche, tra cui il finocchietto, seguendo la ricetta di un monaco cellarius che, nel XVI secolo, si occupava della conservazione dei cibi nel monastero dei Benedettini Olivetani della chiesa di Sant'Angelo Magno. La varietà dell'Oliva Ascolana del Piceno era già conosciuta e ricordata da Catone, Plinio, Marziale e Petronio (che le cita nel Satyricon) e fu apprezzata anche da Sisto V, Giuseppe Garibaldi e dai compositori Gioachino Rossini e Giacomo Puccini. La particolarità di questa pianta è di essere coltivabile, per il facile attecchimento, in poche zone del territorio ascolano che si distinguono per peculiari caratteristiche del terreno (humus). Il suo frutto, utilizzato per la preparazione delle olive ripiene, si distingue per avere un nocciolo piccolo ricoperto da un mesocarpo polposo e tenero.
Le olive, insieme a pomodoro, tonno, alici e prezzemolo, sono anche alla base del più diffuso sugo locale, denominato appunto "all'ascolana" e tipicamente gustato con i bucatini. Tra i primi si segnala anche il timballo, una lasagna senza besciamella e con ragù di solo manzo. A natale non possono mancare i cappelletti, caratteristici tortellini a forma di cappello di prete in brodo di cappone, mentre tipici del carnevale sono invece i ravioli incaciati, ripieni di carne di gallina e spolverati con cacio e cannella. Meno diffuso un condimento a base di broccoli, stracchino e yogurt, denominato “broccolo stracco”, da accompagnarsi preferibilmente con i fusilli.
Un altro piatto caratteristico sono i piconi, dei grossi ravioli cotti al forno ripieni di un impasto di pecorino fresco e stagionato, adatti alle colazioni primaverili e consumati come antipasto per il pranzo di Pasqua insieme alla tipica pizza di cacio. Immancabile nel periodo pasquale è, inoltre, la coratella preparata con uova e limone.
Altra specialità è il baccalà all'ascolana, servito in sugo agrodolce a base di patate, pomodoro e uvetta.
La tradizionale focaccia bianca ascolana è la cosiddetta cacciannanzë, condita con aglio, olio e rosmarino. Deve il nome al fatto che quando ad Ascoli e dintorni si infornava il pane si metteva prima di esso una pizza bianca ottenuta dalla stessa massa, così da controllare la giusta temperatura e capacità di cottura del forno a legna. Così, tale focaccia prese il nome di cacciannanzë, termine che riconduce il suo significato alle parole dialettali caccià, ossia tirare fuori, e 'nnanzë, cioè prima. Anche altri tipi di focaccia fanno parte della tradizione ascolana, come la pizza con gli sfricoli (pezzetti di lardo) o con le olive. Da non tralasciare le crispelle (da non confondere con le crespelle abruzzesi, simili alle crêpes), grandi e croccanti tondi di pastella fritta a base di uova, sale e farina, spesso accompagnate con fette di prosciutto crudo.
I dolci tipici ascolani sono legati per lo più ai periodi di festa. Un esempio è il frustingo, dolce natalizio realizzato con fichi secchi, noci, mandorle e canditi, molto simile nel gusto e nella preparazione al celebre pane di pere zurighese. Ci sono poi i dolci tipici del periodo di carnevale e pasqua: le castagnole inzuppate nell'anisetta (liquore dolce all'anice prodotto nel Piceno), i ravioli ripieni di ricotta fresca, cacao amaro e castagne (qualcuno aggiunge anche un goccio di rum), la cicerchiata e la zuppa inglese detta “pizza dolce”, farcita alle creme, che rappresenta il dessert tipico della tradizione picena. Tra le paste si segnala la cosiddetta “pierina”, un bignè ripieno di crema con gocce di cioccolato e zucchero a velo. Biscotti con mosto, maritozzi e crostate sono altri dolci tradizionali.
Per quanto riguarda gli alcolici, tutta la zona dell'ascolano è nota per la produzione del Rosso Piceno Superiore, del Falerio e del vino cotto, ottenuto dalla concentrazione del mosto mediante cottura, oltre che per la già citata anisetta della Ditta Silvio Meletti.

### Eventi, tradizioni e folclore
- Quintana e Festa di Sant'Emidio - I principali avvenimenti civili e religiosi cittadini sono legati alla festività del patrono sant'Emidio che si celebra da molti secoli il 5 agosto, la cui giornata è scandita da solenni e molto partecipate celebrazioni religiose e che ha il suo momento finale e più atteso dopo la mezzanotte con i fuochi d'artificio, accesi sulle sponde del Castellano, di fronte alla Cattedrale, seguiti da decine di migliaia di spettatori assiepati sul Lungocastellano e in vari punti della città. La manifestazione che sin dal Medioevo rappresenta il principale momento civile nell'ambito dei festeggiamenti in onore del Patrono è la Quintana, che si svolge la prima domenica di agosto. Preceduta dal solenne corteo storico cui partecipano circa 1.400 figuranti in costume rinascimentale, aperto dalle autorità cittadine, a cominciare dal Sindaco nel ruolo di Magnifico Messere. Quando la sfilata è giunta al Campo dei Giochi di Ponte Majore ha inizio la giostra vera e propria, nella quale i sei cavalieri rappresentanti i Sestieri cittadini si contendono il Palio. L'intero cerimoniale è basato sugli Statuti del 1377 e che si rinnova nella sua edizione contemporanea dal 1955 senza interruzioni. A partire dal 1993, si è aggiunta una seconda edizione, che si svolge in notturna il secondo sabato di luglio. L'intera manifestazione della Quintana è comunque composta da vari eventi che hanno svolgimento a partire dal mese di giugno. In ordine cronologico sono: sestieri all'erta, il Giuramento dei Consoli, la Lettura del Bando (che viene effettuata per entrambe le edizioni della Giostra), il Palio degli Sbandieratori e Musici, il Saluto alla Madonna della Pace, la Giostra di luglio, preceduta dal corteo, il Palio degli Arcieri, l'Offerta dei Ceri, ed infine la Giostra di agosto, anch'essa preceduta dallo stesso corteo.
- Ascoli Piceno Festival - È il Festival di cultura musicale in tutte le sue declinazioni, da quella colta a quella popolare. Fu fondato nel 1996 dal violoncellista Michael Flaksman. Si svolge ogni anno nel mese di settembre, principalmente nell'auditorium Neroni nella città picena.[78][79]
- Ascoliva Festival – Festival dell'oliva ripiena all'ascolana. La prima edizione si svolse in piazza Arringo nell'agosto 2013. L'evento di tipo gastronomico-culturale, intende valorizzare non solo la tipica oliva all'ascolana, ma anche le altre risorse enogastronomiche e quelli culturali della città e del territorio piceno.[80][81]
- Carnevale di Ascoli Piceno - Il Carnevale ascolano è una manifestazione tradizionale, originale ed interessante per il suo carattere goliardico e popolare e che coinvolge fortemente il pubblico, caratterizzato da gruppi mascherati che mettono in scena, in un grande "teatro all'aperto", fatti della vita locale e nazionale, caratterizzati spesse volte dall'utilizzo del dialetto. La manifestazione ha il suo fulcro in piazza del Popolo che per l'occasione viene addobbata con grandi lampadari di stile tardo ottocentesco, ma coinvolge anche altre zone del centro storico, come piazza Arringo e le vie e le piazze adiacenti. Il Carnevale in piazza del Popolo luogo fulcro della manifestazione

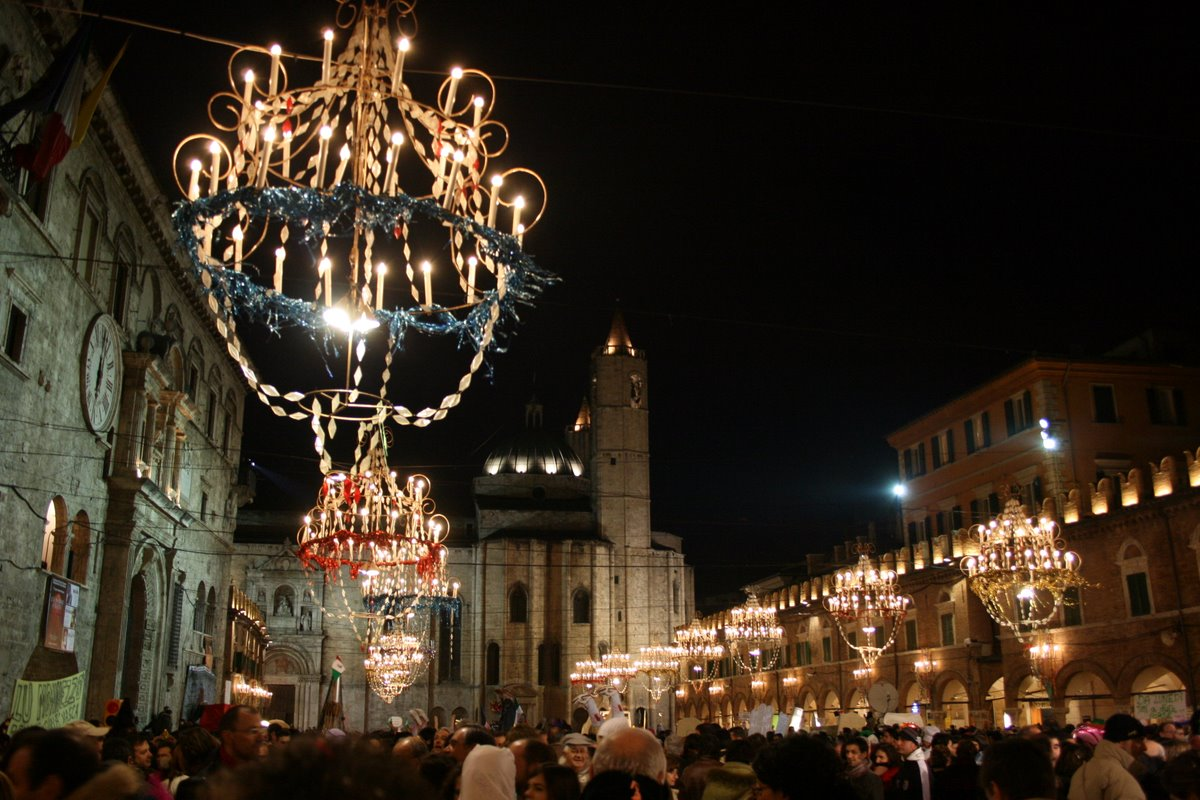
Il Carnevale in piazza del Popolo luogo fulcro della manifestazione

Il Carnevale ascolano ha il suo culmine a partire dal Giovedì grasso, riservato ai gruppi scolastici, e soprattutto nelle giornate della domenica e del martedì, quando escono i gruppi mascherati di varie categorie, facenti parte del concorso mascherato, la cui prima edizione ebbe luogo nel 1958.
- ControVento • Festival dell'aria - L’evento dedicato al tema dell’aria mette in scena esibizioni e gare di aquiloni, voli in mongolfiera, escursioni, laboratori, spettacoli, concerti, esposizioni d’arte, eventi gastronomici, dimostrazioni sportive, mercatini di prodotti tipici e dibattiti. Si svolge dal 2021 tra il centro storico di Ascoli, il Colle San Marco e il Pianoro San Giacomo, nel periodo tra fine agosto e inizio settembre.[82]
- Fritto misto - Tra fine aprile ed inizio maggio si svolge una manifestazione gastronomica focalizzata sulle fritture tradizionali italiane ed è compresa la locale oliva all'ascolana. La manifestazione si svolge tutti gli anni dal 2005.[83][84]
- Mercatino dell'Antiquariato - Si svolge nelle vie e piazze centrali del centro storico ogni terzo fine settimana del mese ed è rivolta ai diversi settori merceologici dell'antiquariato: vi si possono trovare dai mobili agli argenti, dai gioielli ai dipinti, dai disegni alle stampe, dalle sculture agli oggetti d'arte, tutto di epoche comprese fra il settecento e il novecento; ma anche tappeti, tessuti e pizzi, ceramiche e manufatti d'arte.[85]
- Premio Internazionale Città di Ascoli Piceno - Si svolge ogni anno, tra la fine di novembre e i primi di dicembre, organizzato dall'Istituto studi medievali "Cecco d'Ascoli". Si tratta di un premio letterario che viene assegnato a una personalità nel campo della medievistica internazionale che si è contraddistinta per la pubblicazione di testi che contribuiscono all'indagine storica e al valore della ricerca storiografica. Tra i vincitori del premio si ricordano Elémire Zolla (1987), Ovidio Capitani (1989), Liliana Cavani (1991 per il film Francesco) e Pupi Avati (2008 per il film Magnificat del 1993). Nel 1987 la giuria del Premio assegnò una menzione speciale allo storico francese Jacques Le Goff.[86]

## Geografia antropica

### Suddivisioni storiche
La suddivisione storica di Ascoli Piceno è riportata nel testo degli Statuti Comunali del 1377. Al tempo la città era divisa in quattro quartieri che corrispondevano all'antico insediamento urbano:
- Sant'Emidio
- Santa Maria Intervineas
- San Venanzio
- San Giacomo

Ogni quartiere era a sua volta ripartito in sei sestieri.
Successivamente, una delibera consiliare del 14 settembre 1881 cambiò la denominazione precedentemente adottata e i 4 quartieri assunsero rispettivamente i nomi di "Vittorio Emanuele", "Garibaldi", "Cecco D'Ascoli", "Ventidio Basso". Avanti nel tempo i quartieri "Cecco d'Ascoli" e "Ventidio Basso" furono rinominati rispettivamente "Giuseppe Mazzini" e "Camillo Benso conte di Cavour".
Nell'anno 1969, a causa dell'espansione urbana, si rese necessario un esame di revisione della toponomastica cittadina. Per tale studio fu incaricata una commissione che ritenne di adottare nuovamente le precedenti denominazioni. Il consiglio comunale ascolano l'approvò il giorno 16 giugno 1970, e da allora i 4 quartieri del centro storico riassunsero l'antico nome.
Intorno ai 4 quartieri centrali vi sono 8 rioni:
- Borgo Solestà
- Campo Parignano
- Borgo Chiaro
- Castagneti

- Santi Filippo e Giacomo
- Porta Maggiore
- Borgo Cartaro
- Porta Romana

Il territorio del comune di Ascoli Piceno è stato suddiviso dapprima in 11, poi fino al giugno dell'anno 2009, in nove circoscrizioni. 
- 1º Centro storico
- 2º Circoscrizione Borgo Solestà
- 3º Campo Parignano
- 4º Porta Maggiore e Santi Filippo e Giacomo
- 5º Mozzano

- 6º Venagrande
- 7º Piagge
- 8º Monticelli
- 9º Villa Sant'Antonio

### Quartieri e zone
Il centro abitato di Ascoli Piceno si divide in quartieri e zone che si trovano al di fuori dell'antico centro storico, sviluppatisi negli anni del boom economico e demografico. L'area urbana assume una forma di città lineare che si sviluppa principalmente lungo la media valle del Tronto e si estende verso est anche oltre i confini comunali.
| Quartiere              | Zone comprese dentro i quartieri                                                | Popolazione |
| ---------------------- | ------------------------------------------------------------------------------- | ----------- |
| Centro Storico         | Sant'Emidio, Santa Maria Intervineas, San Venanzio, San Giacomo                 | 7.740       |
| Borgo Cartaro          | -                                                                               | 309         |
| Porta Romana           | Monteverde                                                                      | 1.839       |
| Borgo Solestà          | Monterocco, Bellavalle                                                          | 5.009       |
| Campo Parignano        | Collina del Sacro Cuore                                                         | 3.368       |
| Borgo Chiaro           | Stadio                                                                          | 924         |
| Porta Maggiore         | Ascoli 21, Pennile di Sotto, Luciani, Tofare, Santi Filippo e Giacomo           | 10.633      |
| Monticelli             | Croce di Tolignano                                                              | 8.528       |
| Castagneti             | Zona Industriale Castagneti, Lu Battente                                        | 497         |
| Marino del Tronto      | Casa Circondariale, Basso Marino, Zona Artigianale                              | 576         |
| Brecciarolo            | -                                                                               | 645         |
| Poggio di Bretta       | -                                                                               | 1.648       |
| Totale città           | -                                                                               | 41.716      |
| Frazioni e case sparse | Villa Sant'Antonio, Piagge, Mozzano, Venagrande, ecc. vedi paragrafo successivo | 8.242       |
| Totale comune          | -                                                                               | 49.958      |

### Frazioni
Arola, Bivio Giustimana, Campolungo, Caprignano, Carpineto, Casalena, Casamurana, Case Schiavi, Castel Trosino, Cavignano, Cervara, Colle, Colle San Marco, Colloto, Colonna, Colonnata, Coperso, Faiano, Fleno, Fonte di Campo, Fosso Riccione, Funti, Giustimana, Il Palazzo, Lago, Lisciano, Lisciano di Colloto, Montadamo, Monte di Rosara, Monticelli, Morignano, Mozzano, Oleificio Panichi, Palombare, Pedana, Piagge, Pianaccerro, Piedicava, Polesio, Ponte Pedana, Porchiano, Rocca di Montecalvo, Rosara, San Gaetano, San Gregorio, San Pietro, Santa Maria a Corte, Talvacchia, Taverna di mezzo, Taverna Piccinini, Trivigliano-Villa Pagani, Tozzano, Tronzano, Valle Cupa, Valle Fiorana, Valle Senzana, Valli, Vena piccola, Venagrande, Villa Pigna e Villa Sant'Antonio.

## Economia

### Industria
Ascoli Piceno si industrializzò notevolmente grazie alle sovvenzioni statali provenienti dalla Cassa del Mezzogiorno. La città vanta una discreta zona industriale (zona Campolungo) con la presenza di alcune importanti aziende italiane e multinazionali con stabilimenti produttivi attivi nella gomma, carta, prodotti farmaceutici (Pfizer), dolciari (Barilla), surgelati (Nestlé), calzature (Pantofola d'Oro) e dei cavi (Prysmian). A causa della crisi economica, la Manuli Rubber e la Maflow hanno ridotto notevolmente la loro produzione nel corso 2009, mentre la Ahlstrom ha definitivamente delocalizzato dalla città.
La maggior parte dell'economia ruota, però, intorno a piccole e medie aziende a conduzione familiare e sulla fornitura di servizi professionali per i piccoli centri della valle del Tronto e delle montagne circostanti.

### Turismo
Il comune ha una forte vocazione turistica. Il centro storico, costruito quasi interamente in travertino è in parte pedonalizzato e attrae molti turisti consapevoli di ammirare una città d'arte per molto tempo poco conosciuta. Nel 2023 le presenze turistiche sono state 51 627.

### Artigianato
Nell'artigianato, Ascoli è famosa soprattutto per le sue ceramiche, per la produzione di numerosi oggetti di paglia, che spazia dal cappello alle borsette e per l'antica arte del merletto, del tombolo e del mosaico. Importanti sono anche le lavorazioni del ferro battuto, del cuoio e del rame, quest'ultima finalizzata alla realizzazione di una vasta gamma di prodotti, che spazia dal vasellame alle anfore. Inoltre, sono diffuse e rinomate le antiche produzioni di strumenti musicali, tra i quali le viole e i violini, che si caratterizzano per l'alta qualità dei materiali, della forma e dei timbri.

## Infrastrutture e trasporti

### Strade
- Raccordo autostradale 11: la città è unita al casello "San Benedetto del Tronto-Ascoli Piceno" dell'autostrada A14 mediante il RA 11 (chiamato anche Superstrada Ascoli-mare). L'arteria ha caratteristiche di strada extraurbana principale.
- SS 4 Via Salaria: in direzione ovest, è collegata con Rieti e Roma attraverso la SS 4 Via Salaria. L'arteria ha caratteristiche di strada extraurbana secondaria a scorrimento veloce ed è previsto anche un potenziamento strutturale[93]. Dalla Salaria si diramano, nel comune di Arquata del Tronto la SS 685 delle Tre Valli Umbre che permette di raggiungere l'Umbria e nel comune di Amatrice la SS 260 Picente che permette di raggiungere L’Aquila e l’interno dell’Abruzzo.
- SS 81 Piceno Aprutina: in direzione sud, è collegata con Teramo[94] e con l'Abruzzo attraverso la SS 81 Piceno Aprutina, strada extraurbana che si sviluppa per quasi tutto l'interno della regione abruzzese, parallelamente alla costa adriatica.

Ci sono inoltre due strade extraurbane in costruzione (altri tratti in fase di progettazione) ma aperte al transito in alcuni tratti, come la Dorsale Marche-Abruzzo-Molise (chiamata anche Mezzina nel tratto marchigiano) che collegherà internamente da nord a sud, il territorio della provincia di Ancona fino a quello di Campobasso, passando per Ascoli e collegando la città con il casello "Teramo est" dell'autostrada A24 e la Pedemontana delle Marche altro collegamento nord-sud da Ascoli fino all'interno della provincia di Pesaro e Urbino.

### Ferrovie

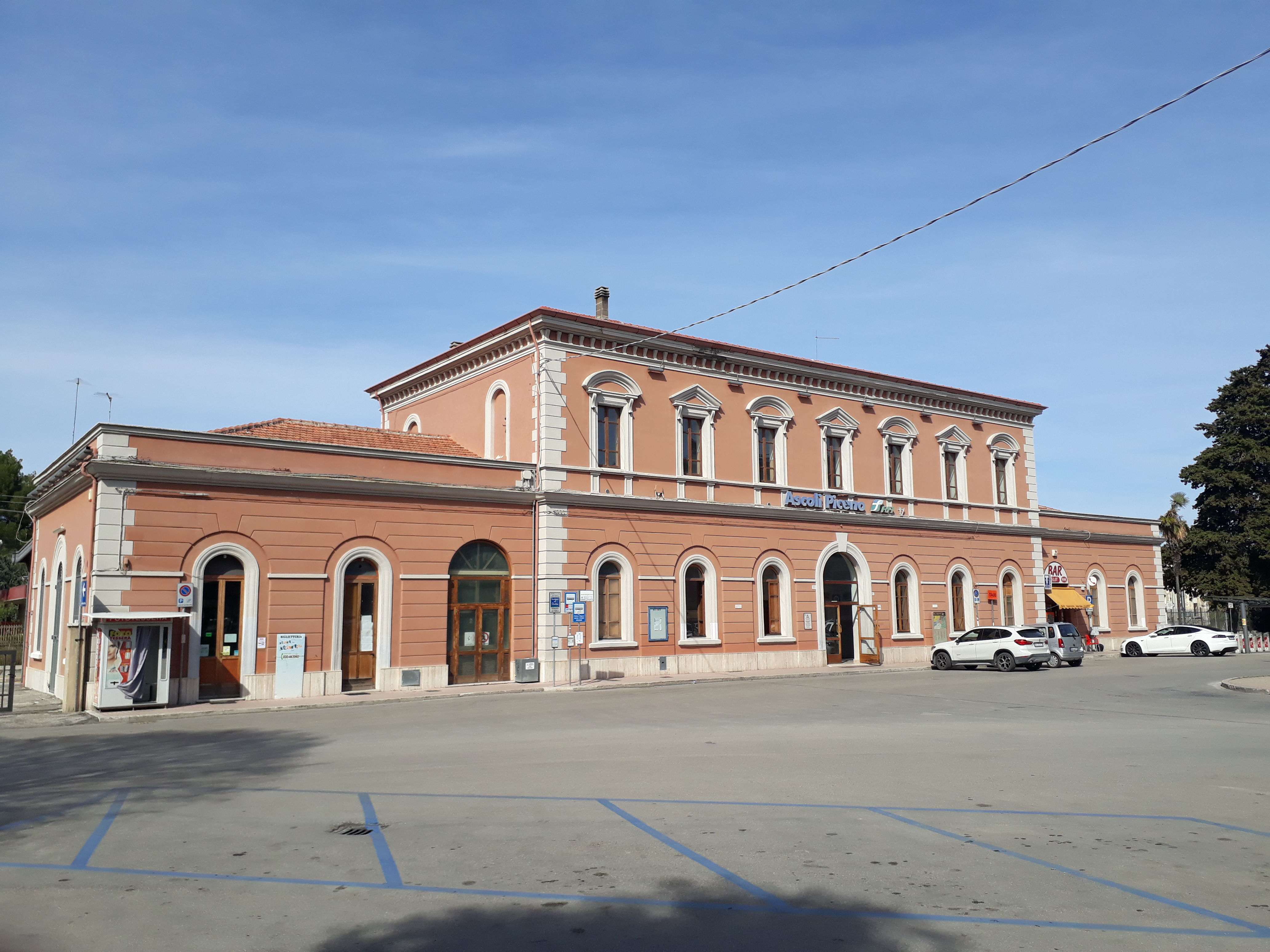
La stazione di Ascoli Piceno

La città è capolinea della ferrovia Ascoli Piceno-San Benedetto del Tronto, servita anche da collegamenti diretti verso Ancona. Nel comune di Ascoli, oltre alla stazione centrale, ci sono quelle di San Filippo, Marino del Tronto, Maltignano del Tronto e Villa Sant'Antonio.

La ferrovia Salaria, che avrebbe collegato la città a Rieti e Roma, fu più volte progettata ma mai costruita.

### Mobilità urbana
Il servizio di trasporti pubblici urbani e interurbani è gestito dalla società Start SpA. L’autostazione funge da capolinea per gli autobus ed è ubicata di fianco alla stazione ferroviaria divenendo un nodo di scambio ferro-gomma, l'unico nelle Marche.

### Piste ciclabili
La struttura ciclopedonale fa parte del percorso della Ciclovia Salaria che una volta completato collegherà la costa adriatica con Roma e con la costa tirrenica (a Ostia). I tratti realizzati e funzionanti, vanno dalla zona di Campolungo fino al quartiere di Monticelli, presso lo stadio comunale "Don Mauro Bartolini" e nel centro della città, da piazza Immacolata e piazza Stazione fino alla centralissima piazza Arringo.

## Amministrazione

### Consolati
- Consolato onorario della Slovacchia per le regioni Marche, Abruzzo e Umbria (dal 2005)
- Consolato onorario del Senegal per le regioni Marche, Abruzzo ed Emilia-Romagna (dal 2010)
- Consolato onorario della Moldavia per le regioni Marche e Abruzzo (dal 2014)

### Gemellaggi

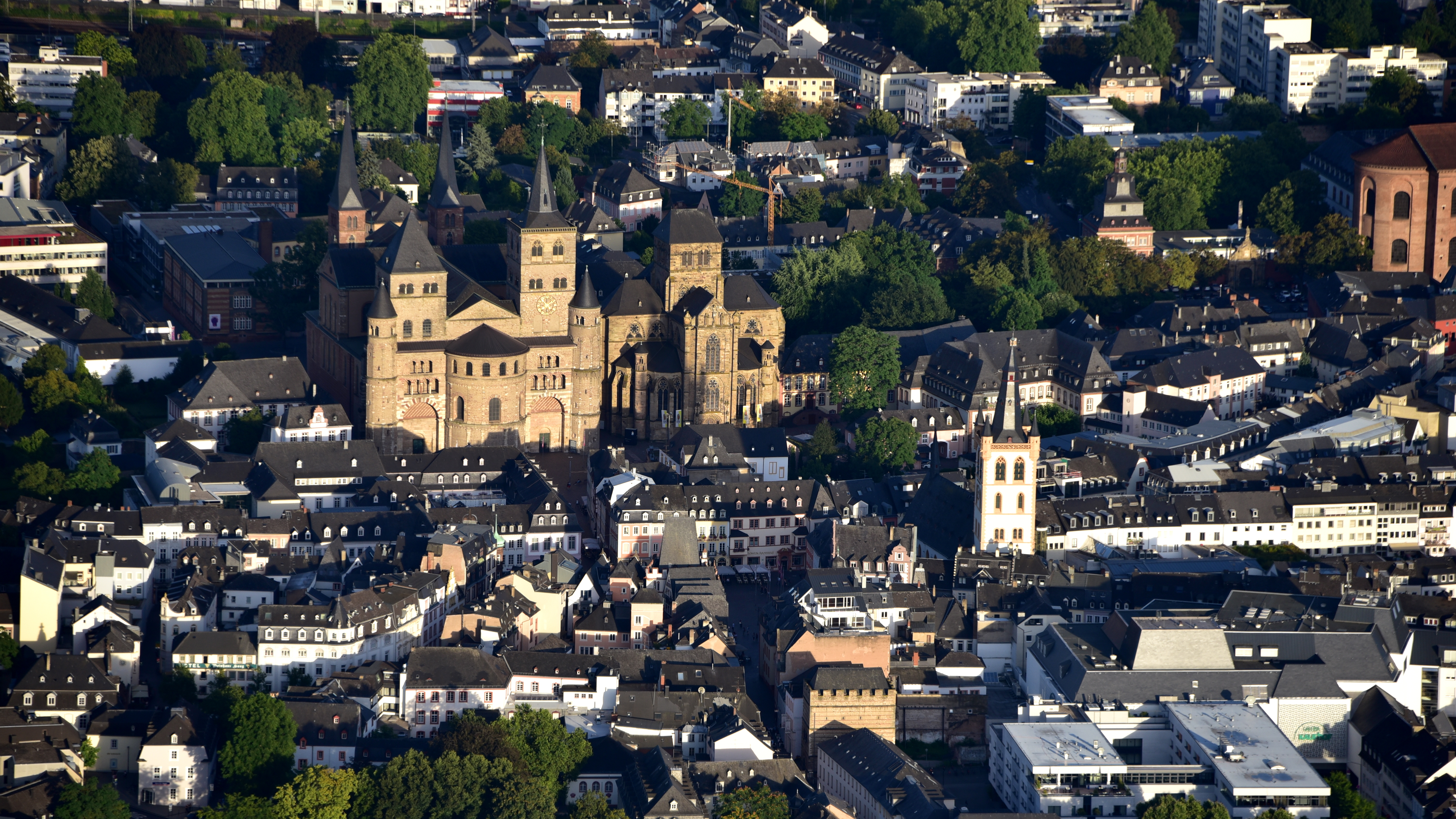
Uno scorcio della città di Treviri gemellata con Ascoli dal 1958

- Treviri, dal 1958[102]
- Massy, dal 1997[103]

#### Patti di amicizia
La città di Ascoli intrattiene inoltre rapporti di amicizia con altre città, con l'obiettivo di favorire il contatto umano e lo scambio di legami culturali e di collaborazione.
- Banská Bystrica, dal 1998[104]
- Chattanooga, dal 2006 (protocollo d'intesa)[105]
- Norcia, dal 2010 (protocollo d'intesa)[106]
- Amatrice, dal 2010 (protocollo d'intesa)[107][108]
- Veles, dal 2011 (protocollo d'intesa)[109]
- Béni Mellal, dal 2012 (protocollo d'intesa)[110]
- Civitella del Tronto, dal 2015 (protocollo d'intesa)[111]
- Maiolati Spontini, dal 2021 (protocollo d'intesa)[112]
- Tirana, dal 2024 (accordi di collaborazione)[113]
- Târgu Mureș, dal 2024 (protocollo d'intesa)[114]
- Recanati, dal 2025 (protocollo d'intesa)[115]

## Sport
La città è rappresentata in molte discipline sportive, vantando oltre diecimila tesserati, circa centocinquanta associazioni sportive e circa trenta impianti dislocati nel territorio comunale. Il calcio è lo sport più seguito, avendo l'Ascoli Calcio 1898 FC, la prima squadra marchigiana a raggiungere la massima serie e a rimanervi per molti anni.
Il 22 settembre 2012 il centro storico della città ha ospitato la “Notte Azzurra dello sport”. L'evento ha visto le esibizioni sportive della varie associazioni dilettantistiche. Ascoli Piceno è stata proclamata Città europea dello sport per gli anni 2014 e 2025.

### Calcio

L' della prima promozione in Serie A, stagione 1973-1974

Il più noto club calcistico cittadino è l'Ascoli Calcio 1898, il cui impianto è lo stadio Del Duca.
Tra le prime società sportive delle Marche, fondata nel 1898 con il nome di Candido Augusto Vecchi, presente dalla stagione 1972-73 nelle massime categorie del calcio professionistico (Serie A e Serie B).
L'Ascoli, nel corso della sua storia più che centenaria, ha conseguito 2 promozioni dalla Serie C alla Serie B e 5 dalla Serie B alla Serie A, conquistando anche il Torneo di Capodanno nel 1981, una Mitropa Cup nel 1986 e una Supercoppa di Lega Pro nel 2002.
Nel giugno del 1980 ad Hamilton (Canada) vinse il torneo internazionale The Red Leaf Cup (La Coppa della Foglia Rossa) a cui parteciparono anche Botafogo, Nancy e Rangers Football Club.
Disputò inoltre la finale della Coppa Anglo-Italiana 1995 allo stadio di Wembley a Londra.
Fiore all'occhiello della storia sportiva della società restano comunque le numerose stagioni disputate nelle massime categorie del calcio nazionale: 16 in Serie A (migliore piazzamento il 4º posto ottenuto nel 1979-80) e 27 in Serie B, tutte nel periodo successivo al 1972. Nella stagione 2024-2025 il club milita in Serie C.
Tra gli altri club ci sono il Monticelli Calcio, fondato nel 1981 nell'omonimo quartiere, che ha militato in Serie D dalla stagione 2015-2016 alla stagione 2017-2018 e l' A.S.D. Atletico Ascoli fondata nel 2017 che dalla stagione 2023-2024 milita in Serie D.

### Calcio a 5
Il calcio a 5 è molto praticato ad Ascoli e nelle zone limitrofe. La squadra principale della cittadina è l'ASKL calcio a 5 che disputa attualmente il campionato nazionale di Serie B. Presenti in minor numero le squadre in serie C2.

### Atletica leggera
Tra le associazioni sportive ricordiamo la storica società l'ASD ASA Ascoli, fondata nel 1956. Una società che vanta di aver avuto ben 6 olimpionici, tra i quali Carlo Vittori, Armando de Vincentis, Antonio Brutti e Marco Marchei. Vanta anche un bicampione italiano nella disciplina del salto triplo, Rinaldo Camaioni.

### Ciclismo
Ascoli Piceno è stata più volte arrivo di tappa del Giro d'Italia: la prima nel 1913, l'ultima nel 2021.
- 1913 7ª tappa Campobasso-Ascoli Piceno, vinta da Clemente Canepari
- 1933 10ª tappa Chieti-Ascoli Piceno, vinta da Alfredo Binda
- 1938 10ª tappa Lanciano-Ascoli Piceno, vinta da Raffaele Di Paco
- 1988 2ª tappa Urbino-Ascoli Piceno, vinta da Guido Bontempi
- 2004 10ª tappa Porto Sant'Elpidio-Ascoli Piceno, vinta da Alessandro Petacchi
- 2021 6ª tappa Grotte di Frasassi-Ascoli Piceno, vinta da Gino Mäder

### Ippica
In città è presente il Centro Ippico Piceno fondato nel 1992 e affiliato alla FISE (Federazione Italiana Sport Equestri).

Dal 2023 nel mese di settembre, Ascoli Piceno ospita il concorso ippico "Città di Ascoli" gara incentrata sulla disciplina del salto ostacoli. L'evento si svolge nello stadio "Squarcia".

### Pallacanestro
In città è presente l'Ascoli Basket fondata nel 1984 che attualmente milita nel quinto livello del campionato italiano maschile di pallacanestro, la Serie D e lo Storm Ubique Ascoli che milita in Promozione. Il campo da gioco è il palabasket di via Spalvieri.

### Pallavolo
In città è presente l'ASD Pallavolo Ascoli che attualmente milita nel quinto livello del campionato italiano di pallavolo maschile, la Serie C. Il campo da gioco è la palestra “Antonio Forlini”.

### Pattinaggio
La disciplina del pattinaggio è rappresentata dalla ASD Pattinatori Piceni, fondata nel 2012 (pattinaggio a rotelle) e dalla Cento Roller, fondata nel 2011 (pattinaggio artistico a rotelle). Entrambe svolgono gli allenamenti nel pattinodromo “Tullio Pallotta”.

Dall'8 al 10 settembre 2012, il pattinodromo della città ha ospitato i campionati mondiali di pattinaggio corsa.

### Rugby
In città è presente l'Amatori Rugby Ascoli, società rugbista fondata nel 1960. Nel 1975 vinse il campionato di Serie C, ma in seguito per mancanza di fondi la società si sciolse nei primi anni ottanta. Rifondata nel 2007 l'ARA vanta un discreto seguito soprattutto tra i giovanissimi.

Importante ricordare l'esordio della nazionale italiana ad Ascoli Piceno con l'incontro di test match Italia-Samoa (24-6) giocato allo stadio “Cino e Lillo Del Duca” il 28 novembre 2009. Sempre per il test autunnale l'8 novembre 2014 la nazionale italiana fece ritorno al “Del Duca” per un'altra sfida Italia-Samoa (26-13).

### Tennis
Il tennis è rappresentato dal Circolo Tennis Piceno fondato nel 2016 con sede nel complesso tennistico “Vittorio Roiati” e dal MaMa Tennis Padel Academy con sede nel circolo sportivo “Paradise Village” nella frazione di Villa Sant'Antonio.

### Altri sport
- Automobilismo: Ascoli Piceno ospita ogni anno, nel tracciato Colle San Marco-Colle San Giacomo, la cronoscalata "Coppa Paolino Teodori" valevole per il "CIVM - Campionato Italiano Velocità Montagna". Il 19 giugno 2011 si è svolta l'edizione del cinquantenario corredata da diversi eventi collaterali, mentre la cinquantunesima edizione è stata disputata il 22 luglio 2012 ed è stata fortemente disturbata dalla pioggia. Dal 2008 gli è stata riconosciuta anche la titolazione di Challenge FIA e Coppa Europa. L'edizione 2013 è stata valida anche per il CEM - Campionato Europeo della Montagna.
- Baseball e Softball: presente in città l'Ascoli Baseball & Softball Oaks;
- Calcio da tavolo - Subbuteo: in città dal 2004 opera anche il Subbuteo Club Ascoli, nato grazie alla passione di alcuni giocatori di subbuteo che dopo anni sono tornati all'attività agonistica. Dopo tre stagioni di serie C, nel 2007 lo SCA ha conquistato la promozione in serie B nel circuito FISCT e nel 2008 quella in serie A. Dal 2007 la città ospita il Memorial Costantino Rozzi, torneo nazionale di calcio da tavolo;
- Gioco della bandiera: l'antico gioco della bandiera è rappresentato dai sestieri quintanari, quali: Porta Maggiore, Porta Romana, Porta Solestà, Piazzarola, Porta Tufilla e Sant'Emidio;
- Mountain biking: la locale sezione del Club Alpino Italiano comprende la commissione SlowBike con titolati regionali e nazionali che curano annualmente un programma di escursioni in mtb sempre pubblicato e aggiornato; l'area extraurbana del comune è caratterizzata da una conformazione collinare e in parte montana. Per tali caratteristiche è stato possibile realizzare un bike park. L'associazione coordinatrice è l'ASD Ascoli Bike Team che si occupa principalmente di escursionismo in mountain bike.
- Sci: la provincia di Ascoli Piceno ha un territorio per buona parte montuoso e nei mesi invernali si può praticare lo sci sulle piste della stazione di Forca Canapine a cavallo tra i comuni Arquata del Tronto e di Norcia sui monti Sibillini o sulla stazione di San Giacomo, Monte Piselli, in provincia di Teramo. Le associazioni sciistiche con sede ad Ascoli sono l'ASD Sci Club Piceno, l'ASD Sci Club Ascoli, l'ASD Sci Club Montepiselli (sci alpino) e l'ASD Sci Club Monteverde.
- Pallamano: in città è presente l'ASD Pallamano Ascoli, fondata nel 1976. Ha disputato numerosi campionati di Serie A1 e A2. Il campo da gioco è il palasport “Ezio Galosi”;
- Tiro con l'arco: tra le associazioni sportive ricordiamo l'ASD Compagnia Arcieri Piceni. Il 27 e 28 aprile 2013, la città ha ospitato allo stadio "Squarcia" i campionati nazionali di tiro con l'arco a squadre per società;[124]
- Torball e Goalball: presente in città l'APD Picena non vedenti. Dal 23 al 28 ottobre 2012, la città ha ospitato i campionati europei di goalball (pallarete), disciplina sportiva praticata da atleti non-vedenti ed ipovedenti.[125]

### Impianti sportivi

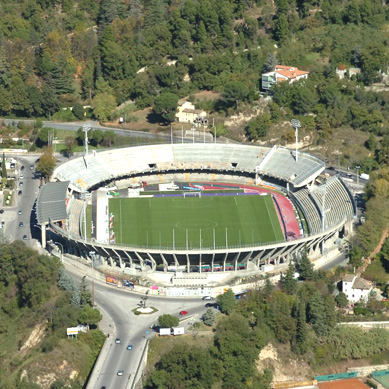
Lo stadio “Cino e Lillo Del Duca” visto dall'alto

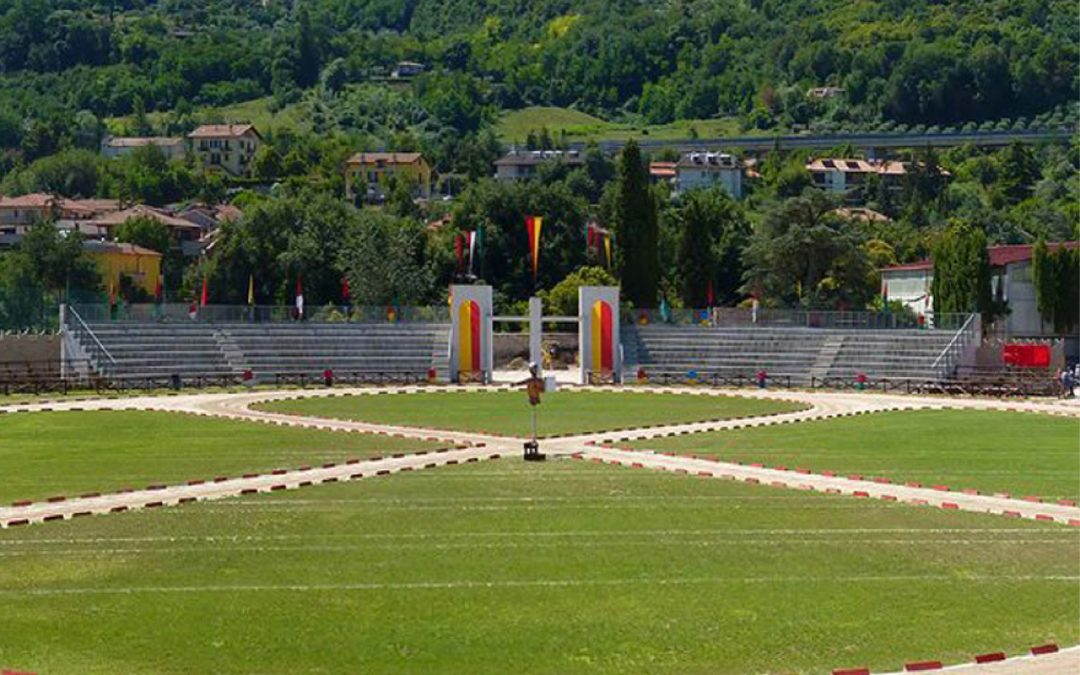
Lo stadio “Ferruccio Squarcia” in un'immagine al suo interno

- Stadio “Cino e Lillo Del Duca” (viale C. Rozzi) - Stadio comunale che ospita le partite giocate in casa dall'Ascoli Calcio 1898 FC. Inaugurato nel 1962 fu ampliato dal presidente Costantino Rozzi nel 1974. Ha una capienza di 20.550 spettatori;
- Stadio “Ferruccio Corradino Squarcia” (via G. Pascoli) - Situato tra ponte di Cecco e la chiesa di San Vittore. Ospita ogni anno, il torneo cavalleresco della Quintana nei mesi di luglio e agosto e il concorso ippico “Città di Ascoli” nel mese di settembre.
- Stadio “Don Mauro Bartolini” (via dei Frassini)[126];
- Bike park “Ascoli Natural Bike Park” (loc. Monte Piselli, San Marco, Piagge, Castel Trosino) - Inaugurato nel dicembre del 2013 e posto nella zona sud del Comune, offre una varietà di piste per le varie discipline della mountain bike come il cross country, il freeride leggero e altre[127];
- Palazzetto dello sport “Ezio Galosi” (via A. Mancini) - Situato nel quartiere di Monterocco ha una tribuna con una capienza di circa 800 posti a sedere;
- Palazzetto dello sport “Monticelli” (via degli Iris);
- Centro sportivo “Picchio Village” (strada della Bonifica);
- Bocciodromo (via Abruzzo);
- Campo da calcio “San Marcello” (via C. Rozzi);
- Campo da calcio “Tonino Camaioni” (via A. Mancini);
- Campo da rugby “Severino Aurini” (via della Canapa);
- Campo da torball “Carlo Malloni” (parco “Ugo Tasselli” viale Treviri)[128];
- Campo scuola atletica leggera “Mauro Bracciolani” (via A. De Dominicis);
- Centro sportivo “Paradise Village” (via Molino Carfratelli, loc. Villa Sant'Antonio)[129];
- Centro sportivo “Pennile” (via Marche);
- Centro sportivo “Quartiere Tofare” (via Sassari);
- Centro sportivo “Giulio Franchi” (loc. colle San Marco);
- Complesso tennistico “Vittorio Roiati” (viale C. Rozzi);
- Pattinodromo “Tullio Pallotta” (via Marche);
- Palabasket (via G. Spalvieri);
- Palestra pallavolo “Antonio Forlini” (via A. De Dominicis);
- Piscina (via G. Spalvieri);
- Poligono di tiro “Fabio Comini” (via Salaria Inferiore, loc. Campolungo)[130].